# Église Saint-Léger de Balagny-sur-Thérain
Pour les articles homonymes, voir Église Saint-Léger.
L'église Saint-Léger de Balagny-sur-Thérain est une église catholique paroissiale située à Balagny-sur-Thérain, commune de l'Oise. Elle conserve le souvenir du martyre de sainte Maure et sainte Brigide, que ces deux Vierges écossaises ont subi à Balagny au début du VIe siècle : leurs deux statues-reliquaires sont exposées dans l'ancienne chapelle seigneuriale, et plusieurs vitraux du XIXe siècle leur sont dédiés. Le saint patron de l'église est néanmoins Léger d'Autun. L'édifice est d'une grande complexité, car les parties orientales ont été remaniées pas seulement une, mais au moins deux fois. Du XIe siècle, subsiste la nef, qui est l'une des plus anciennes du Beauvaisis, mais des aménagements malheureux du XIXe siècle lui ont fait perdre tout son caractère roman. De la reconstruction des parties orientales à la période romane tardive ne restent que d'infimes vestiges dans la travée supplémentaire de la nef bâtie vers 1130. Plus significatifs sont les restes de la seconde campagne de reconstruction à la période gothique primitive, vers 1200 : ce sont notamment le mur méridional de la travée de la nef et le croisillon nord avec sa voûte. Le chœur n'a sans doute pas été rebâti à cette époque, car au XIVe siècle, il est entièrement remplacé par celui que l'on voit actuellement. La guerre de Cent Ans explique que le voûtement n'est pas réalisé dans un premier temps. À la fin du XVe siècle ou au début du XVIe siècle, la voûte de la travée supplémentaire de la nef est refaite dans le style gothique flamboyant, et une base de clocher est ajouté au nord. Un peu plus tard, vers le milieu du XVIe siècle, une chapelle seigneuriale est édifiée à l'emplacement de l'ancien croisillon sud, et les arcades autour de la croisée du transept sont refaites, mais le voûtement de la croisée et du chœur est apparemment ajourné, car il a entraîné la démolition d'une arcade réalisée au milieu du XVIe siècle. Le clocher n'est achevé que bien plus tard, au XVIIe siècle. Dans son ensemble, l'église Saint-Léger présente donc des échantillons de presque tous les styles architecturaux, ce qui lui confère un certain intérêt archéologique, plus que son architecture, dont le manque d'homogénéité est néanmoins compensé par un bel ensemble de mobilier du XIXe siècle. L'église a été inscrite monument historique par arrêté du 12 avril 1927. Sa vie spirituelle se limite aujourd'hui à la période hivernale, car les messes dominicales anticipées de la paroisse de Mouy se célèbrent dans les églises ne pouvant être chauffées pendant le reste de l'année. Elle est affiliée à la paroisse Sainte-Claire de Mouy.

## Localisation
L'église Saint-Léger se situe en France, en région Hauts-de-France et dans le département de l'Oise, dans la vallée du Thérain, sur la commune de Balagny-sur-Thérain. Elle occupe une position centrale dans le village, place Gabriel-Péri, directement au sud de la mairie. Seule la façade occidentale et le début de l'élévation septentrionale donnent sur la place. L'élévation méridionale donne sur la cour des Templiers, où l'on peut par ailleurs voire une maison du XIIIe / XIVe siècle, qui avec ses contreforts et sa tourelle d'escalier représente le bâtiment le plus intéressant de Balagny, après l'église. Son chevet et la plus grande partie de l'élévation septentrionale donne sur la cour de récréation de l'école. On peut voir le croisillon nord depuis le rue Desnosse-Mathieu, à travers la cour.

## Histoire

### Histoire de la paroisse

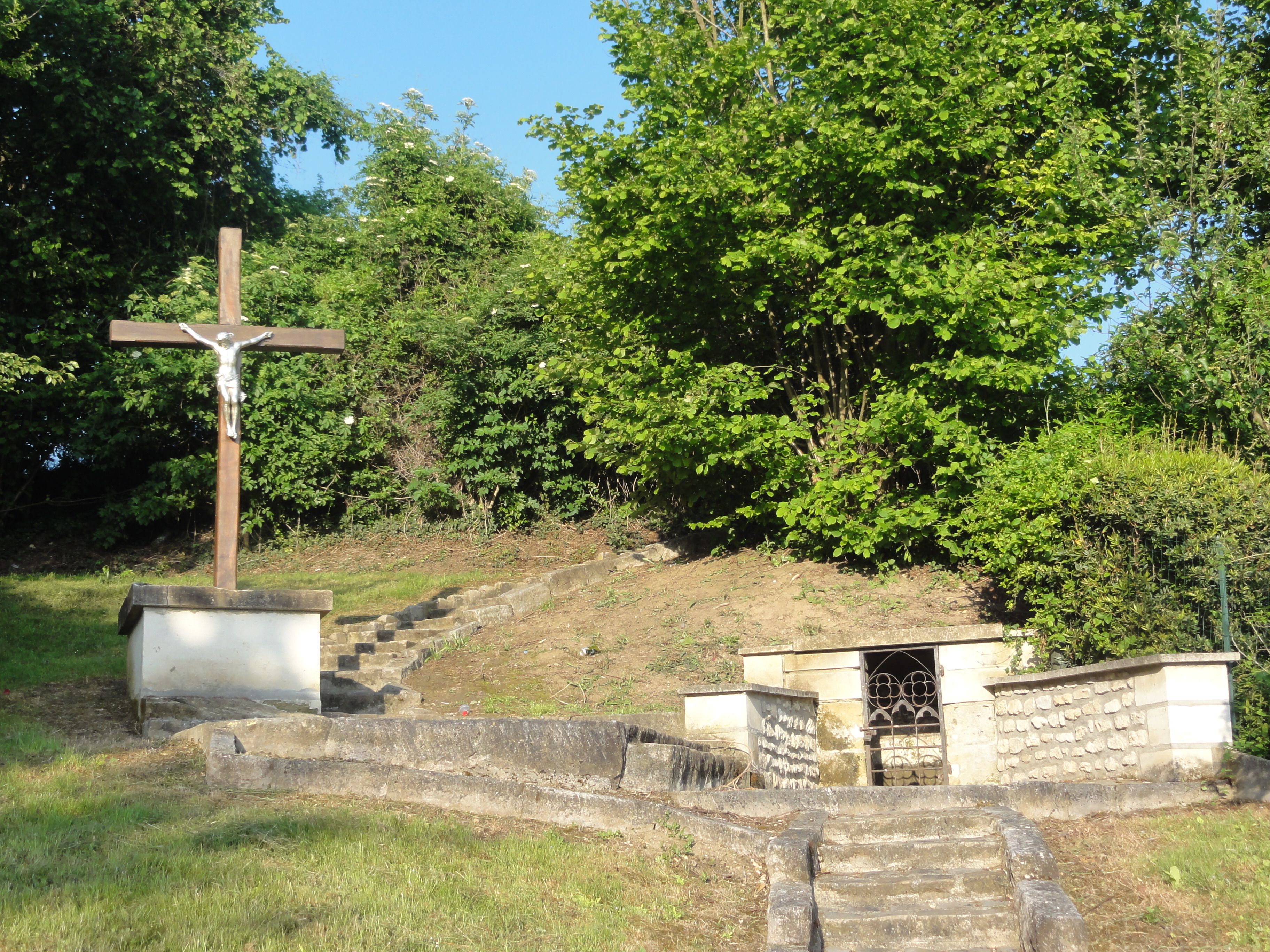
Fontaine des Vierges et calvaire.

La date de la fondation de la paroisse est inconnue. Son patron est Léger d'Autun, canonisé en 681, ce qui donne à penser que les origines de la paroisse ne remontent pas au-delà du VIIIe siècle. L'on ignore si l'église a possédé des reliques de son protecteur. Balagny-sur-Thérain reste localement connu pour le martyre des saintes Maure et Brigide, deux vierges écossaises qui avaient fait un pèlerinage en Terre sainte, et qui ont été assassinées sauvagement avec leur frère Épin et leurs autres compagnons de voyage près d'une fontaine à Balagny, vers l'an 514. Le mythe fondateur du village est justement lié aux saintes Maure et Brigide, et elles y ont été enterrées dans un premier temps, mais leurs corps ont été levés au milieu du VIIe siècle par la reine Bathilde, et les reliques transportées à Nogent-sur-Oise, où l'église Sainte-Maure-et-Sainte-Brigide conserve leur souvenir. L'église de Balagny n'obtint que les reliques d'Épin, qui a par ailleurs laissé son nom à un hameau de la commune, mais les seigneurs du village ont obtenu plus tard une petite portion des reliques, qu'ils ont déposé dans la chapelle du parc du château. Celle-ci a été rebâtie au XIIIe siècle et restaurée en 1808 par Madame de Vérigny, qui voulait en faire un caveau familial. Or, le domaine du château a été morcelé en 1839 et la chapelle démolie, et les reliques ont été données à l'église. L'église Saint-Léger possède donc elle aussi des reliques de sainte Maure et sainte Brigide depuis cette date. Le jour de l'Ascension, une procession a lieu, lors de laquelle les deux châsses sont portées par de jeunes filles vers le calvaire près de la fontaine des Vierges.
Balagny-sur-Thérain s'est toujours situé dans le diocèse de Beauvais, sauf entre 1802 et 1822, quand celui-ci fut annexé au diocèse d'Amiens. Sous l'Ancien Régime, la paroisse de Balagny fait partie du doyenné de Mouy, et la cure était à la collation de l'évêque de Beauvais. Aujourd'hui, Balagny n'est plus une paroisse indépendante et est affilié à la paroisse Sainte-Claire de Mouy. Des messes dominicales anticipées sont célébrées dans l'église Saint-Léger de Balagny environ un samedi sur trois pendant la période hivernale, en alternance avec Heilles et Hondainville.

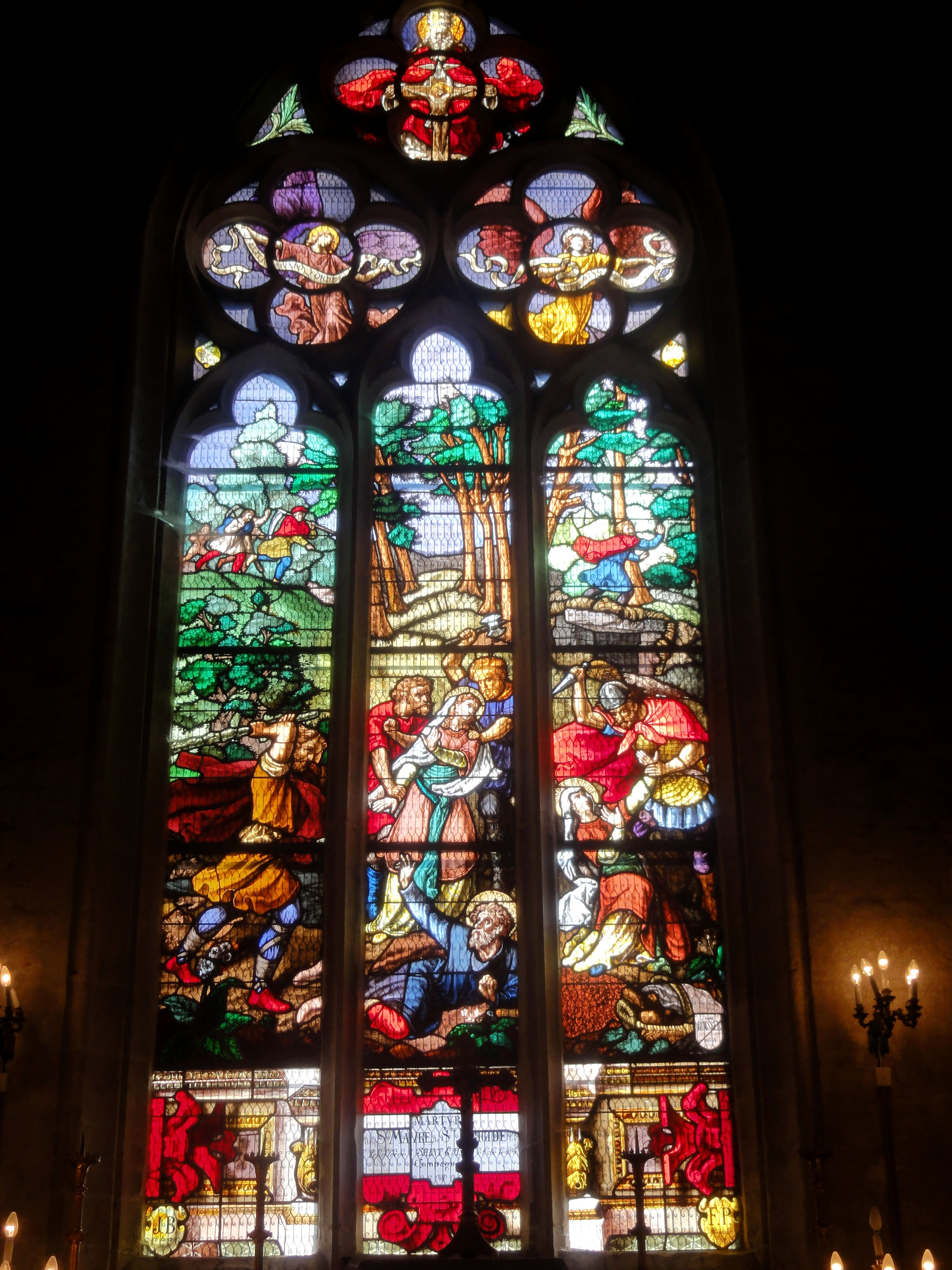
Vitrail du chevet : martyre de sainte Maure et de sainte Brigide.
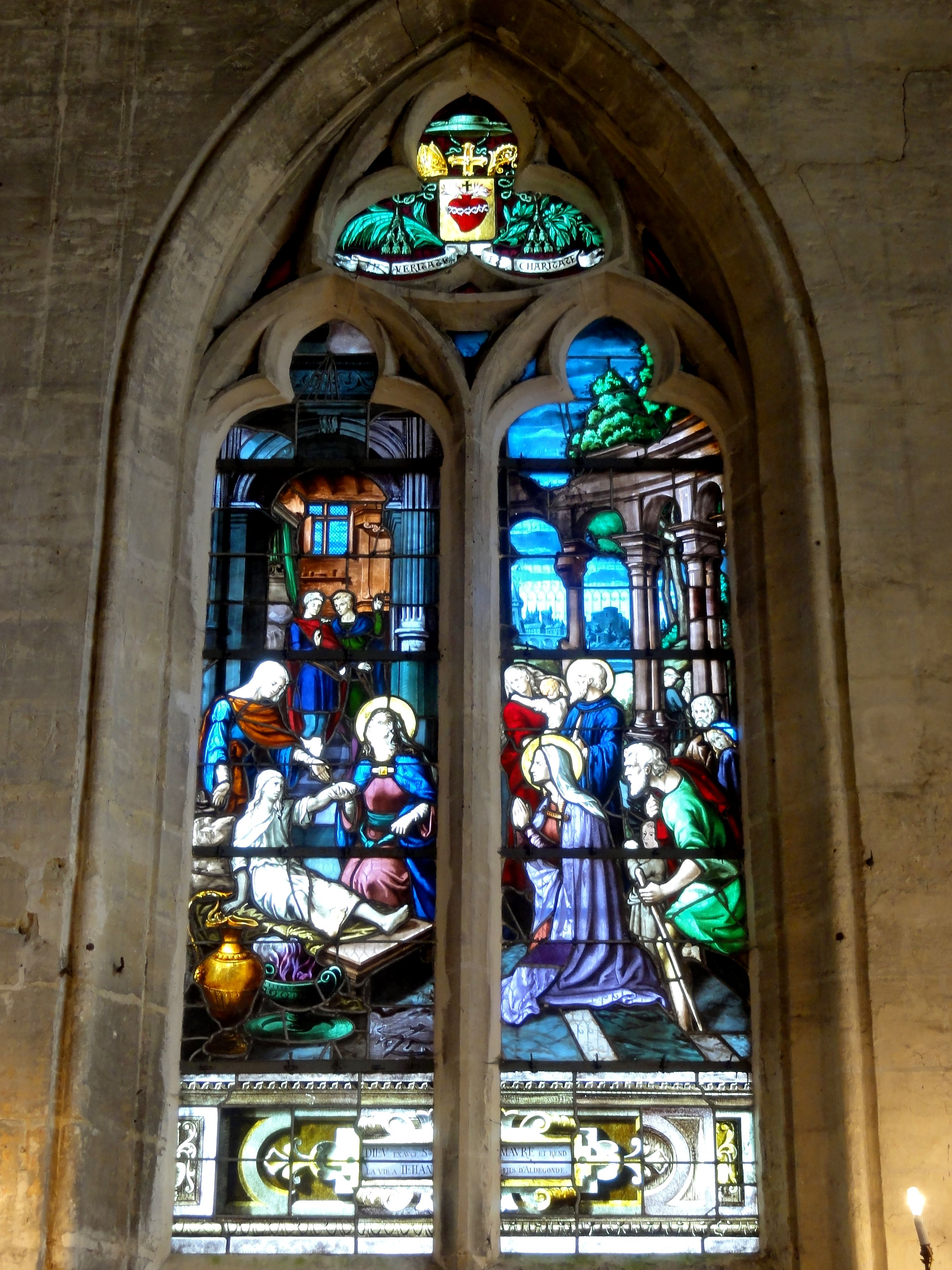
Dieu exauce sainte Maure et rend la vie à Jehan, fils d'Aldegonde.
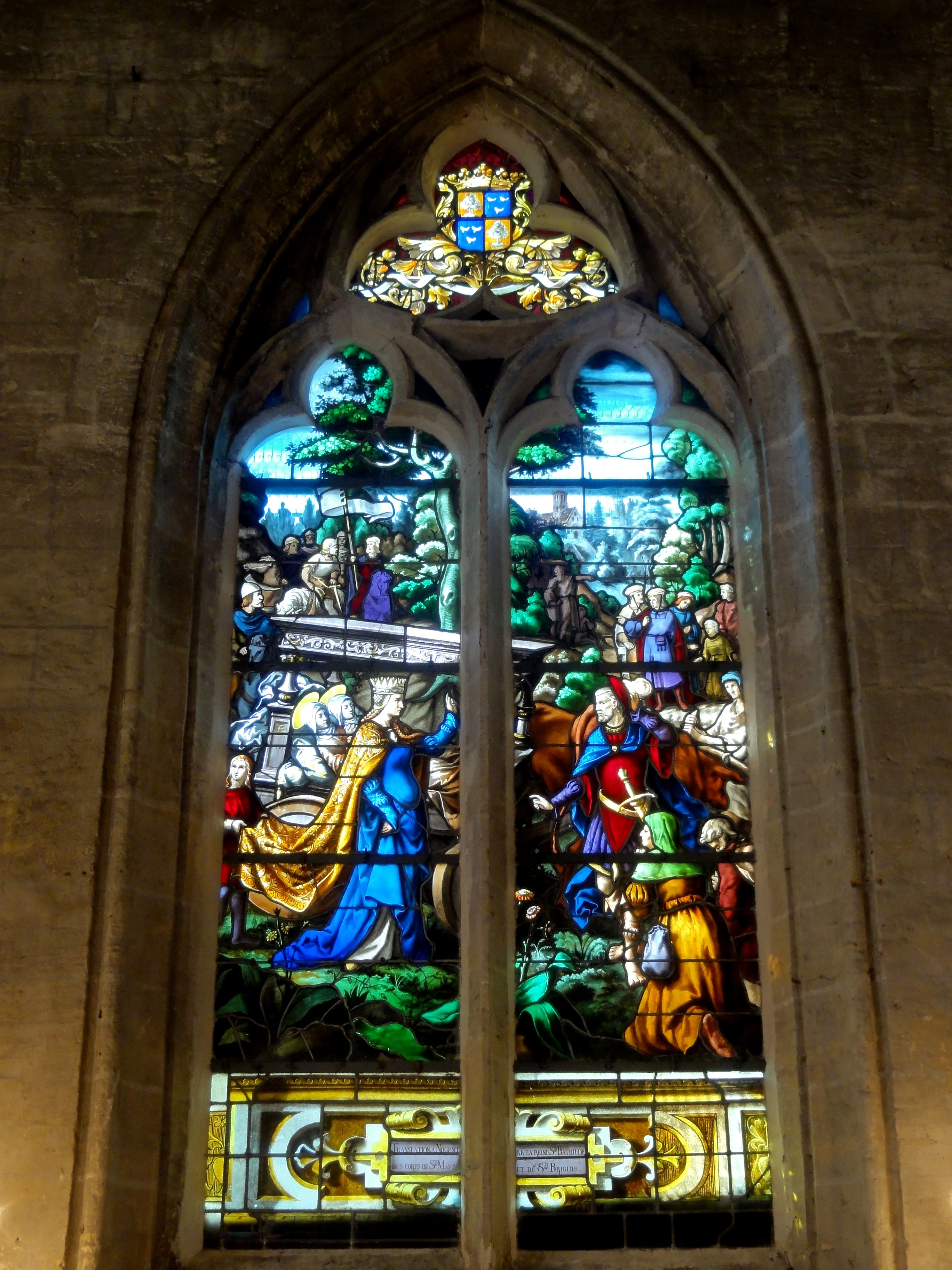
Translation à Nogent par la reine Bathilde des corps des deux saintes Vierges.
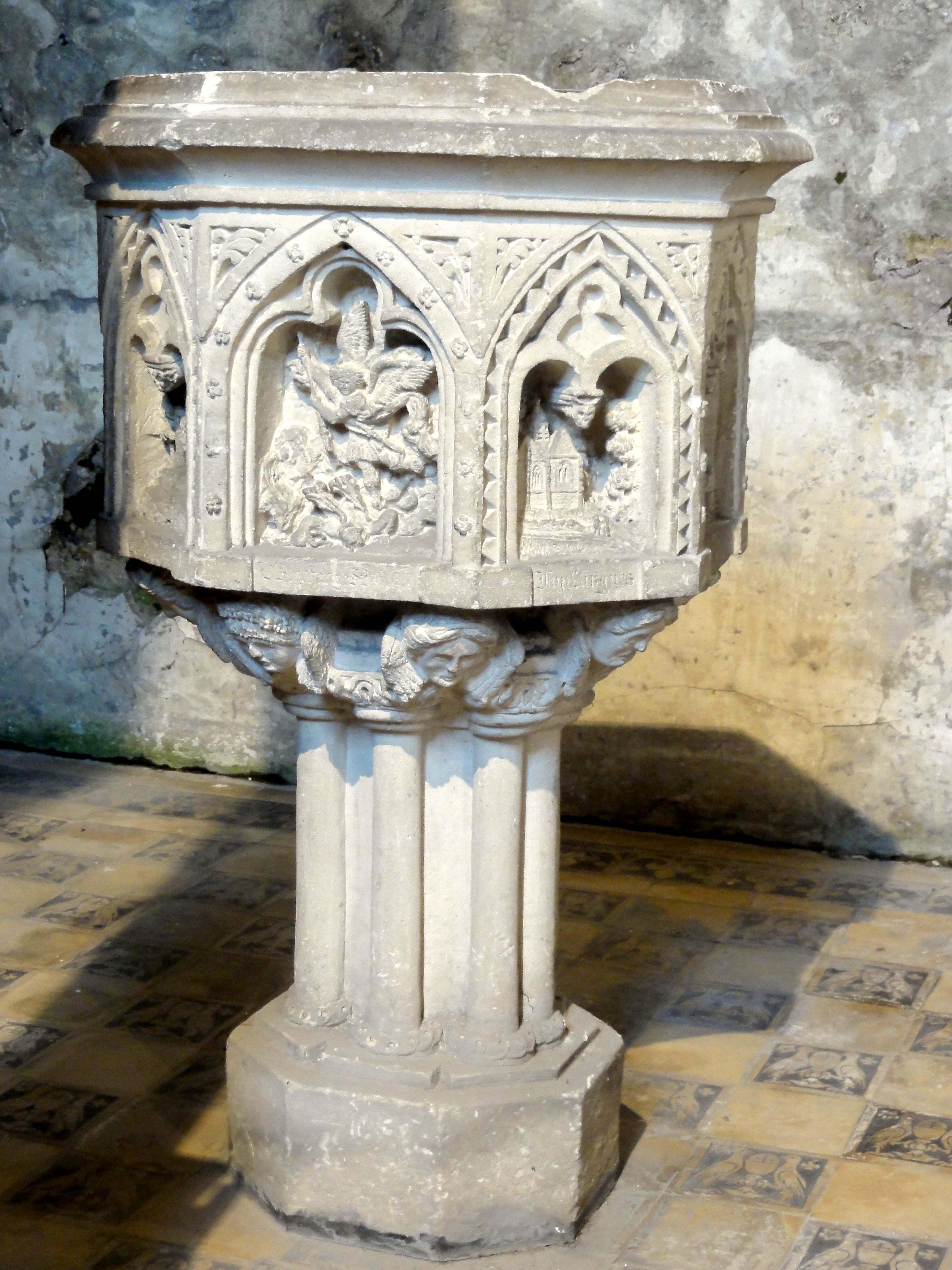
Les fonts baptismaux racontent la légende des deux Vierges écossaises.
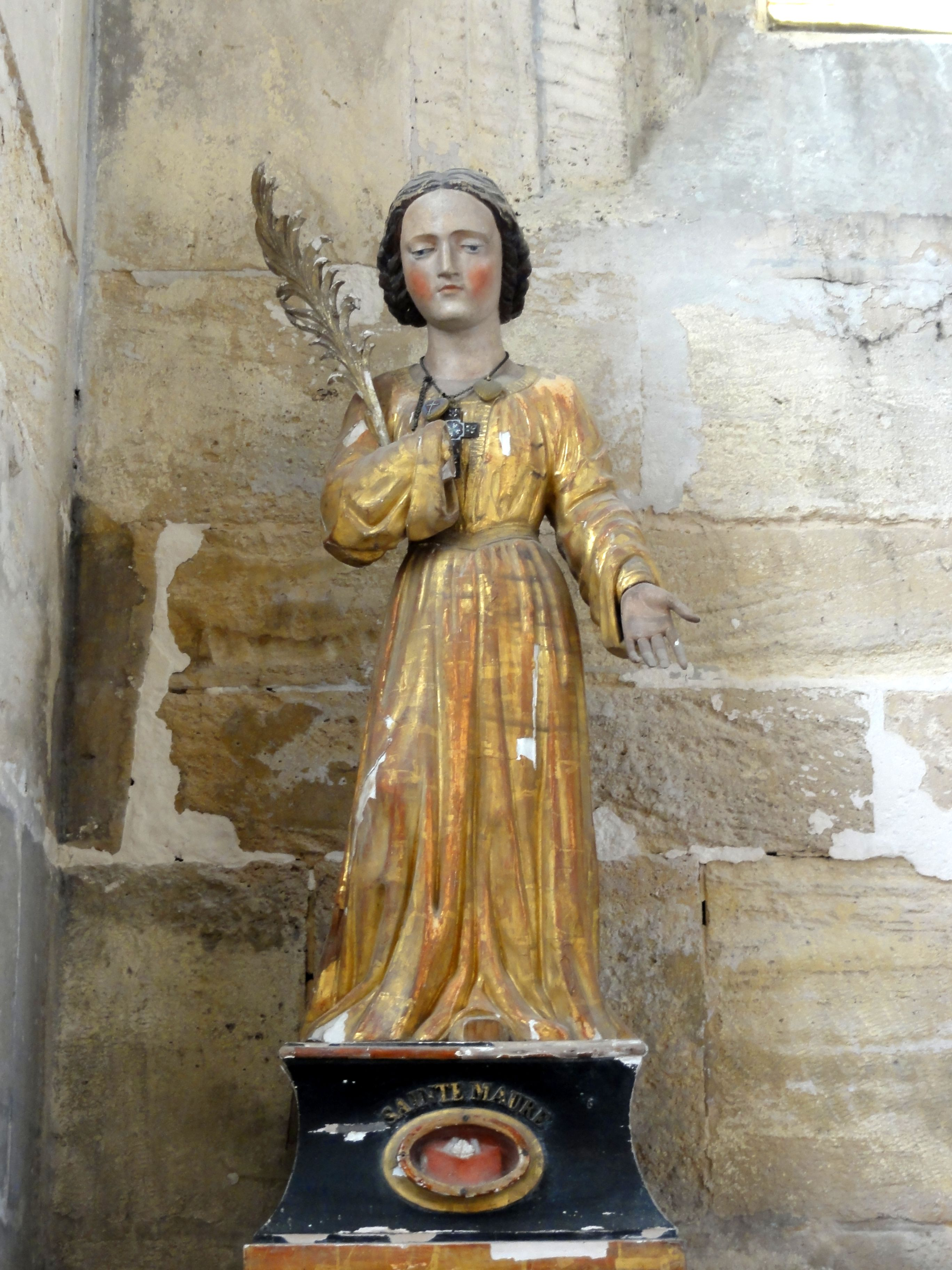
Statue-reliquaire de sainte Maure.
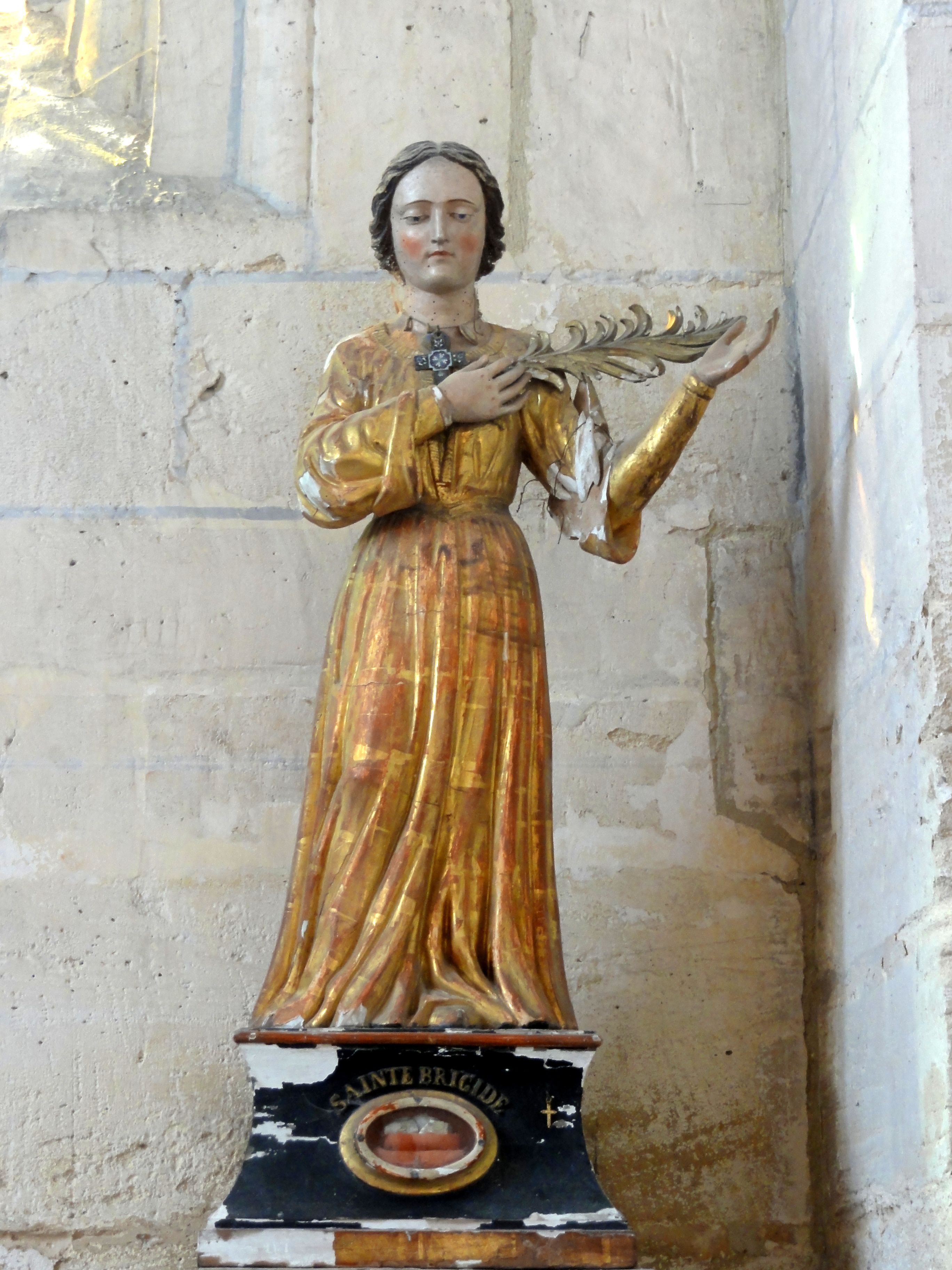
Statue-reliquaire de sainte Brigide.

### Les campagnes de construction de l'église jusqu'auXIVesiècle

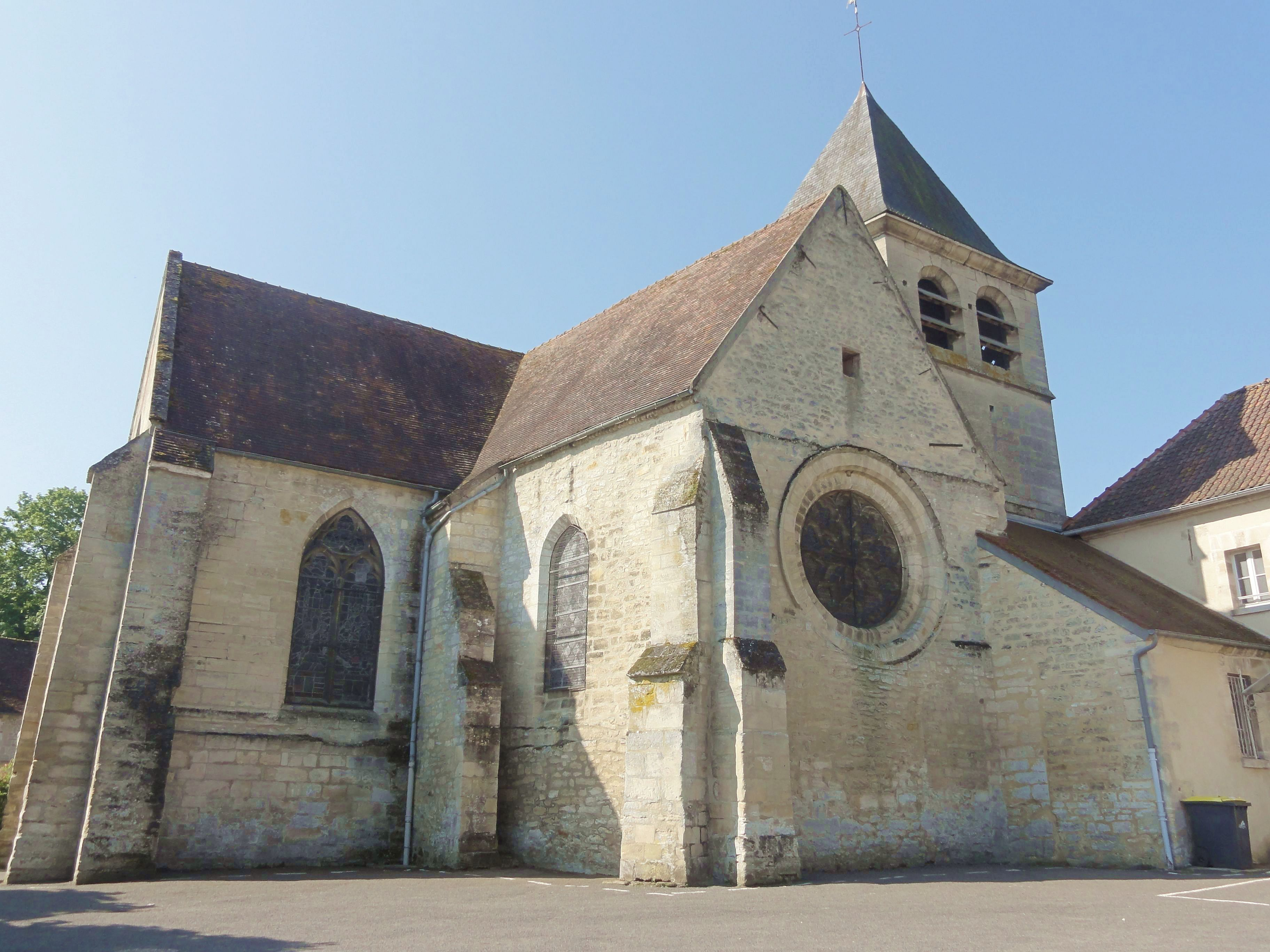
Vue depuis le nord-est.

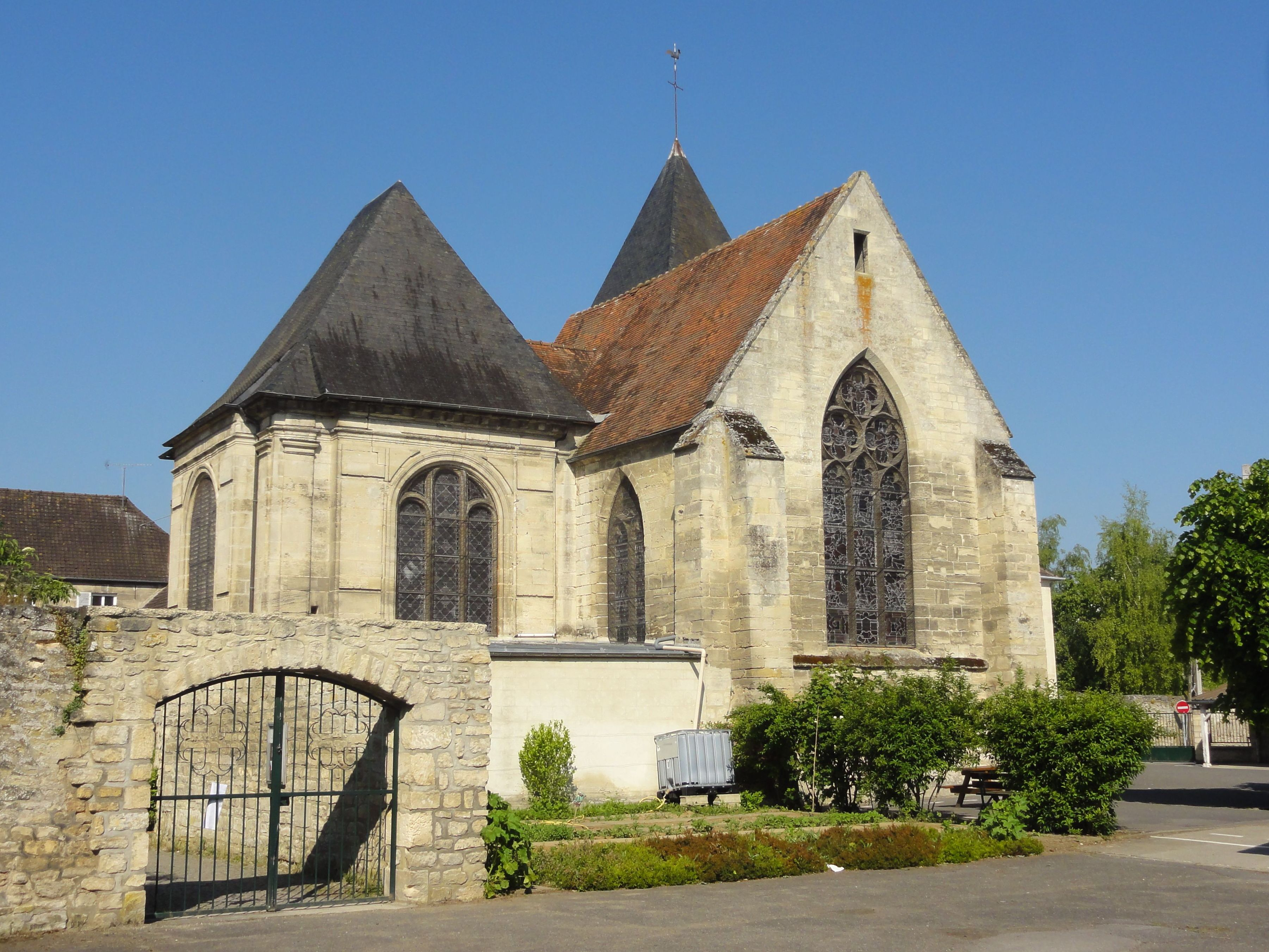
Croisillon sud et chœur, côté est.

Aucune étude n'a encore été publiée sur l'église, et tous les renseignements sur son évolution au fil des siècles sont à tirer de l'analyse archéologique. Dominique Vermand a élaboré un tableau de synthèse des églises du canton de Neuilly-en-Thelle et leurs différentes campagnes de construction, qui peut être considéré comme très fiable du fait de l'expérience de cet auteur. L'église est bien sûr mentionnée dans le Précis statistique... de Louis Graves, qui ne fournit toutefois que de minces renseignements sur ce monument de faible importance, et l'auteur commet l'erreur d'attribuer le chœur au XVe siècle au lieu de la première moitié du XIVe siècle. Aussi, Graves qualifie-t-il la nef de moderne, ce qui indique qu'elle avait déjà perdu tout son caractère roman autour de 1830 / 1840.
En réalité, la partie la plus ancienne de l'église est la nef, dont le gros œuvre date du XIe siècle, comme en témoignent les murs partiellement appareillés en arête-de-poisson , visibles de l'extérieur au sud et au nord, ainsi que deux petites fenêtres romanes, actuellement bouchées. Sur la face ouest, en dessous de l'oculus du XIXe siècle, on aperçoit la partie supérieure d'une ancienne ouverture rebouchée lors de la mise en place du porche actuel au XIXe siècle. La nef primitive se prolonge par une travée supplémentaire, qui s'ouvre par un arc-doubleau retombant sur des tailloirs non moulurés, avec un décor géométrique simplement gravé. Ces tailloirs pourraient être contemporains de la nef primitive et correspondre à l'ancien arc triomphal, car l'on en trouve en effet dans les nefs de Cinqueux, Rhuis et de plusieurs églises de la vallée de l'Aisne, antérieures à l'an 1100. Or, les chapiteaux sont de style gothique primitif et datent de la fin du XIIe ou au début du XIIIe siècle.
Dans l'angle sud-ouest de la travée supplémentaire, subsiste un faisceau de trois colonnettes coupé à environ deux mètres du sol. Des chapiteaux et une tablette gravée de la même façon que les tailloirs signalés supportent une pietà, mais l'autel néogothique du croisillon sud utilise les mêmes éléments stylistiques, et l'authenticité est donc douteuse. En face dans l'angle nord-ouest, sous la chaire, subsiste la base d'un autre faisceau de trois colonnettes. Le piédroit gauche de l'arcade ouvrant dans l'actuelle base du clocher présente des traces de mutilations. Enfin, dans l'angle nord-est de la travée supplémentaire de la nef, une seule colonnette subsiste, et contrairement aux autres colonnettes, elle conserve son chapiteau roman. Il est sculpté de godrons et de volutes d'angle, et se situe à un niveau assez bas. Cette position et le faible diamètre du chapiteau donnent à penser qu'il correspond au rouleau supérieur d'une ancienne arcade vers une chapelle à l'emplacement de l'actuel clocher. Près du chapiteau roman, l'arrachement d'une autre colonnette demeure nettement visible.
Le nombre de trois colonnettes par angle devrait correspondre à une ogive et deux formerets, et donc à un voûtement d'ogives de la fin de la période romane, comme à Bury ou Foulangues. Or, des travaux ont dû être effectués à la première période gothique, comme l'indiquent les chapiteaux de l'arc triomphal et un contrefort intermédiaire ajouté au sud. Sa présence explique que le mur est percé de deux fenêtres, et non d'une fenêtre unique au milieu. Le mur tout en entier a peut-être été bâti lors de cette campagne de remaniements de la fin du XIIe ou au début du XIIIe siècle, car il serait surprenant qu'une chapelle n'aurait existé qu'au nord : on étudiant les plans des autres églises du XIIe siècle des environs, comme par exemple Bury, Cambronne-lès-Clermont, Foulangues, Mogneville ou Rieux, l'on se rend compte que la symétrie était de mise. Des bas-côtés, croisillons, chapelles ou absidioles existaient toujours des deux côtés, jusqu'à ce que des remaniements à la période gothique n'apportent des modifications du plan. Deux hypothèses sont possibles. La travée supplémentaire a pu être construit pour prolonger la nef, et aurait été suivie d'une base de clocher ou croisée du transept et d'un chœur édifiée sous la même campagne, vers 1130. Au cas contraire, la travée a elle-même pu supporter le clocher, et l'existence probable de formerets parle en ce sens : en effet, les formerets restent l'exception du temps du premier voûtement d'ogives. Quoi qu'il en soit, l'effondrement de la voûte (provoquée par la chute du clocher ou non) peut expliquer les remaniements de la fin du XIIe ou au début du XIIIe siècle. Ce ne sont pas les derniers.
Le transept a dû être édifié à la même époque que fut remaniée la travée supplémentaire de la nef, comme l'indiquent le profil de la voûte du croisillon nord, les colonnettes à chapiteaux dans les angles et deux courtes et fines colonnettes à chapiteaux sans emploi dans l'angle nord-ouest de la croisée. Leur position paraît anormalement basse, mais elle est légèrement plus élevée que celle du chapiteau roman signalé ci-dessus, et du reste la même que celle des chapiteaux du croisillon. Seul le croisillon nord subsiste donc du transept de la première période gothique, qui était peut-être déjà le deuxième transept que l'église a possédé. La croisée et le croisillon sud ont été reconstruits en deux étapes, dont il sera question ci-dessous. Le chœur, qui se compose d'une travée carrée, est plus tardif que le transept, et se substitue sans doute à un chœur de l'époque romane tardive contemporaine de la travée supplémentaire de la nef. La datation du chœur repose uniquement sur le remplage de ses fenêtres en tiers-point, ainsi que sur les moulures entourant les fenêtres. deux lancettes, à têtes tréflées ou non, surmontées de trois quatre-feuilles. Les meneaux ont un profil aigu et sont dépourvus de chapiteaux et bases. Les lancettes à têtes tréflées se caractérisent par la forme fermée du lobe supérieur, comme plus tard à la période gothique flamboyante. Les trèfles des fenêtres latérales et les quatre-feuilles sont par contre encore propres au style gothique rayonnant tardif, et l'ensemble parle donc en faveur de la première moitié du XIVe siècle.

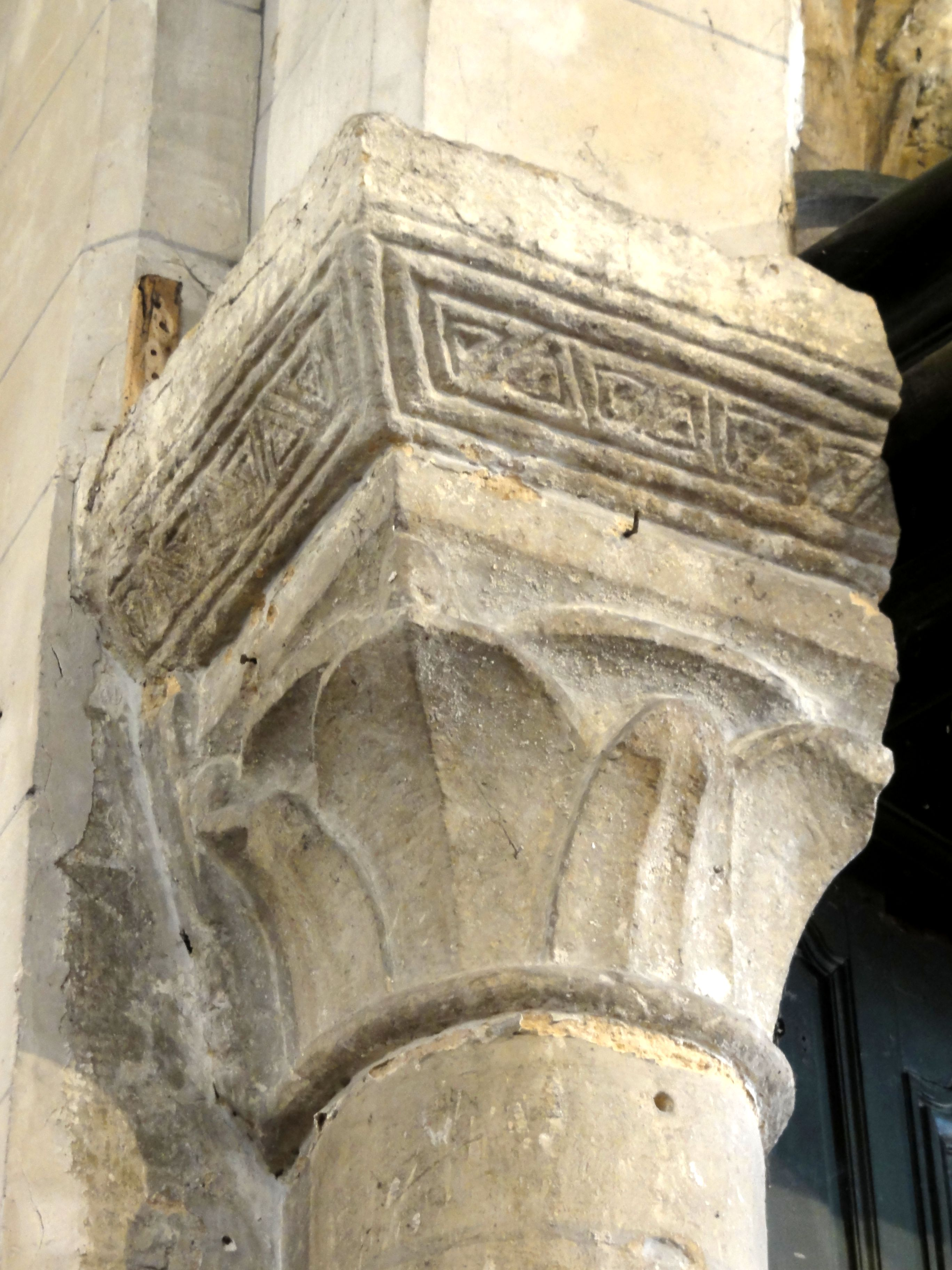
Arc triomphal, tailloir roman et chapiteau gothique côté nord.
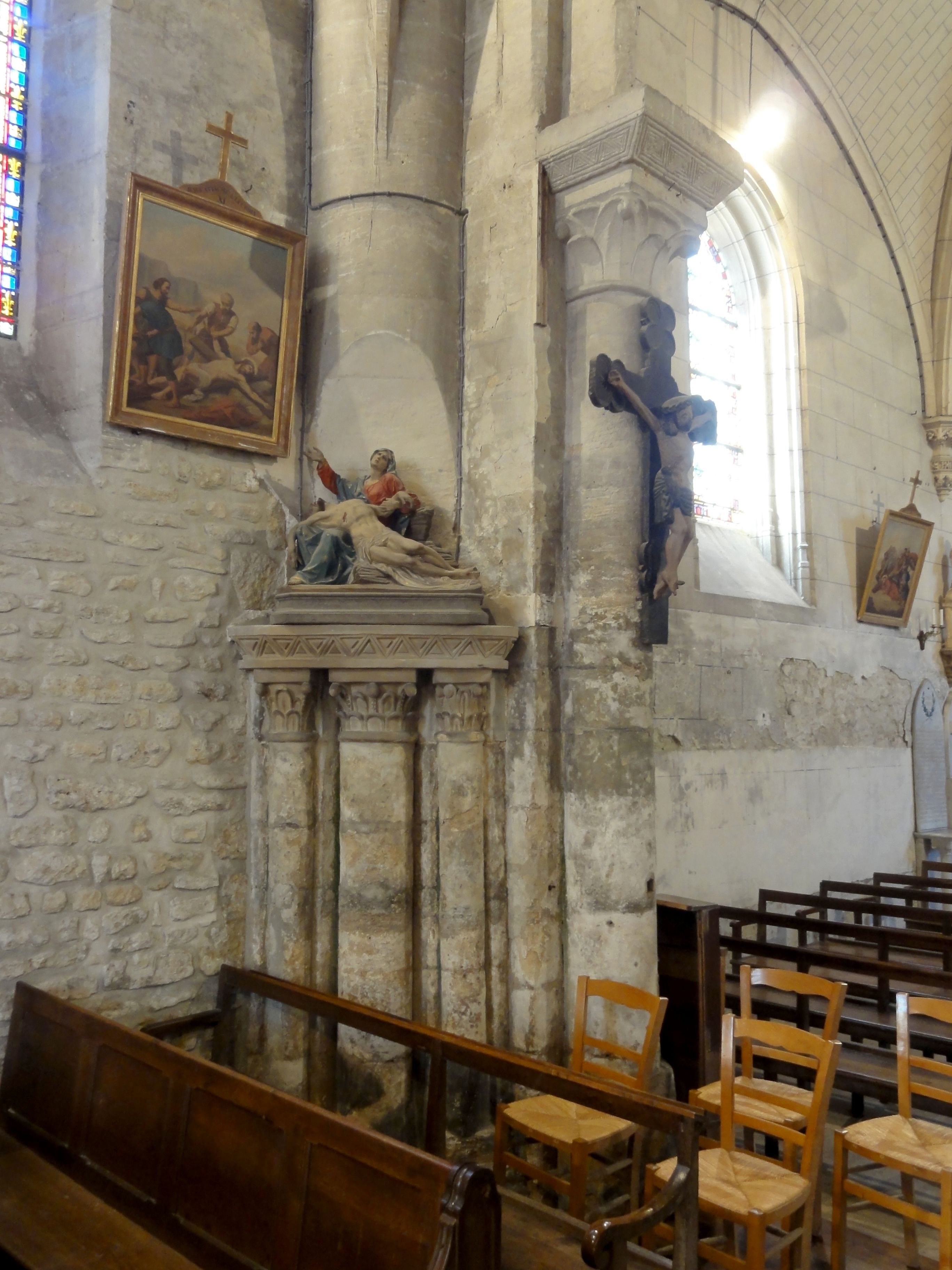
Faisceau de colonnettes coupé dans la travée supplémentaire.
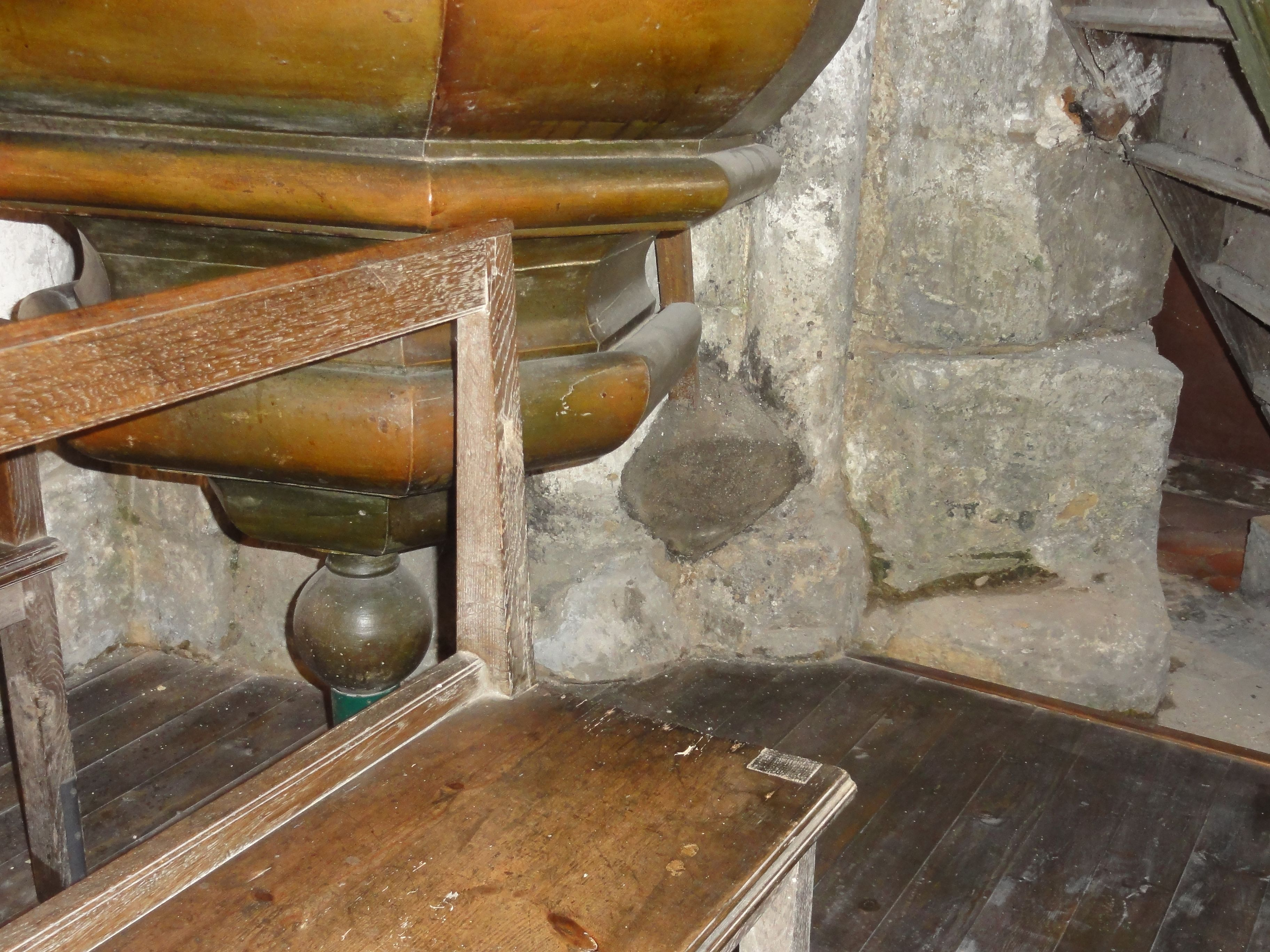
Bases de la même époque en face, au nord.
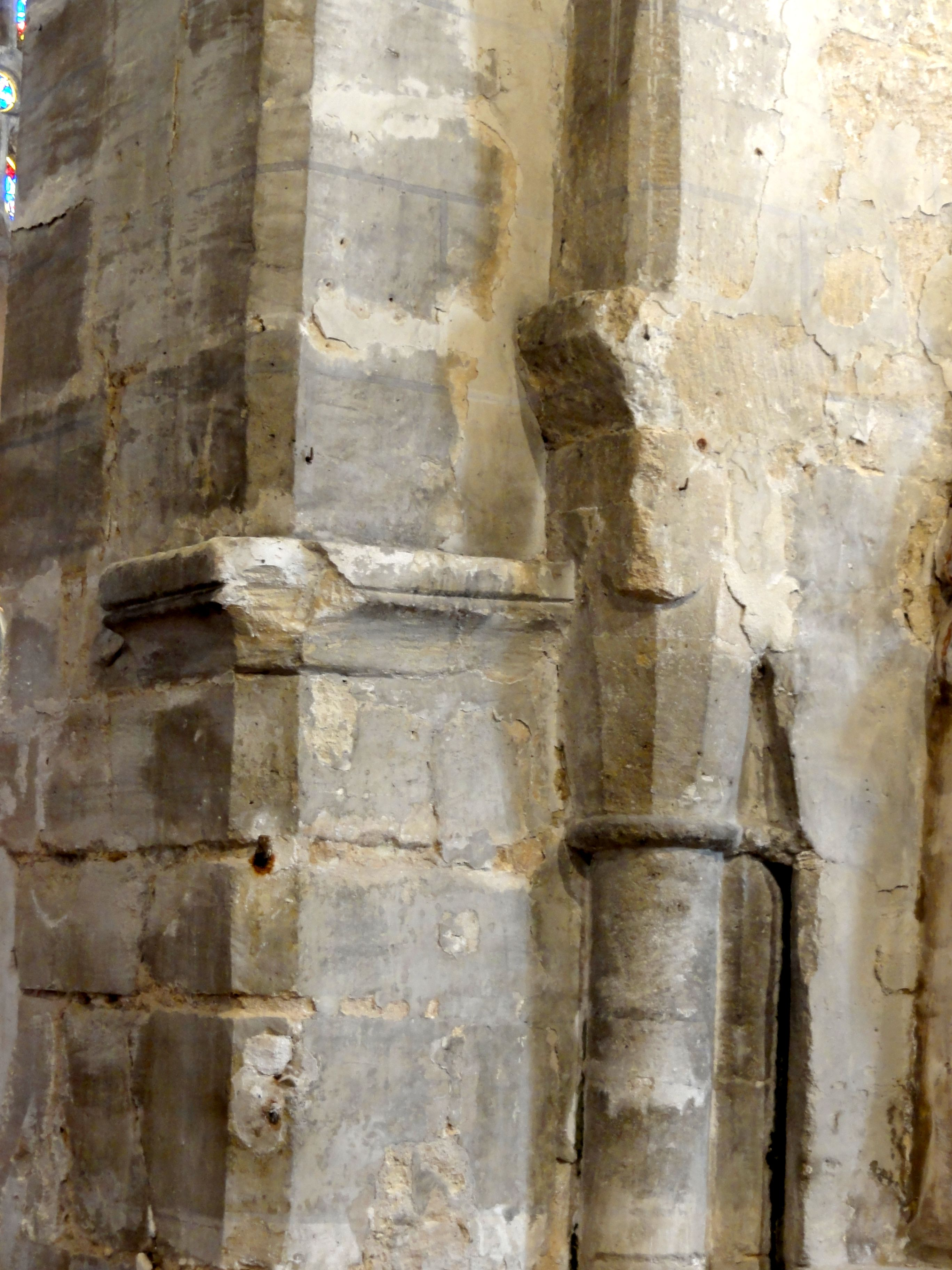
Chapiteau roman dans la travée supplémentaire.
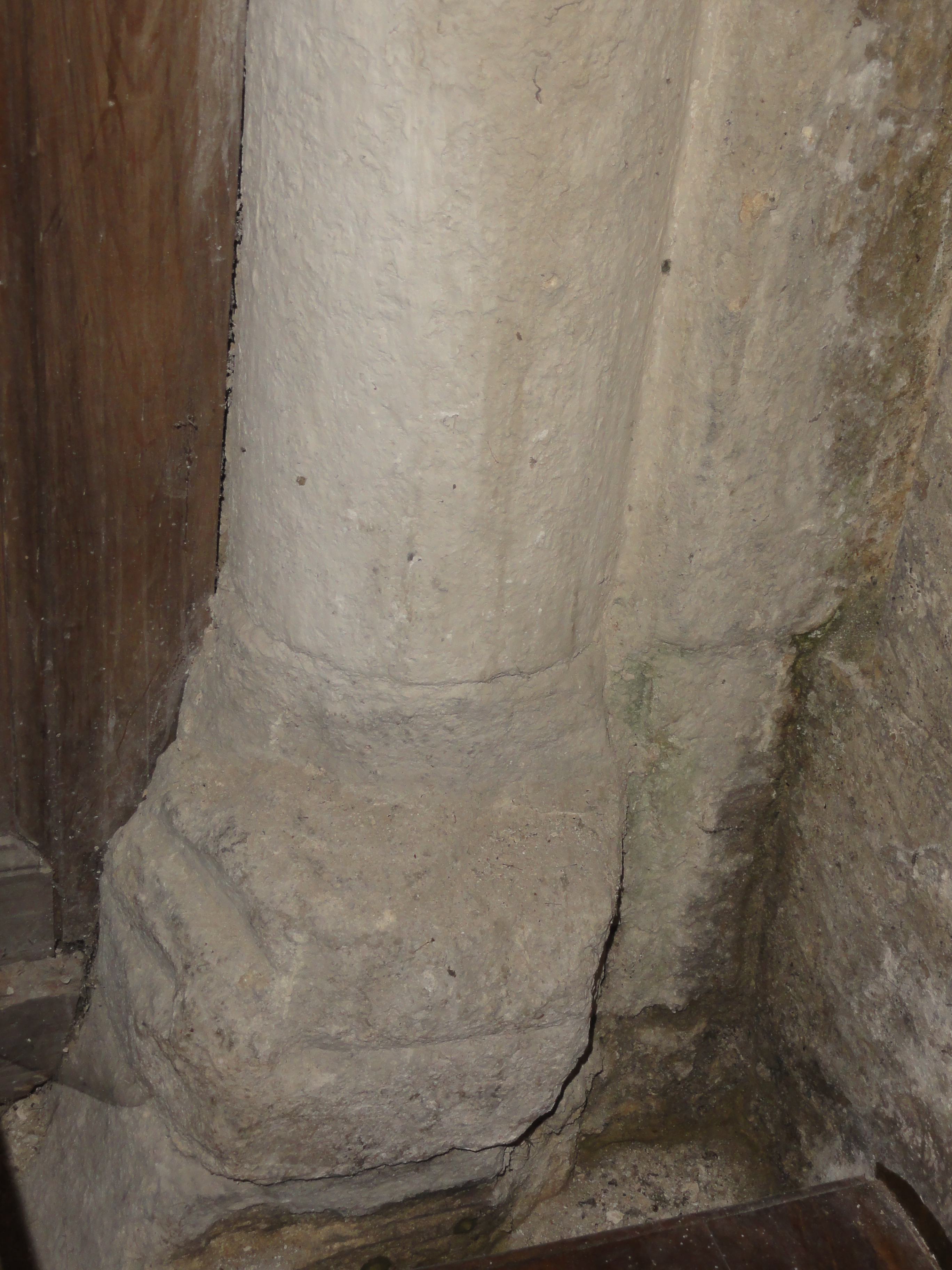
Colonne et base romanes dans la même travée.
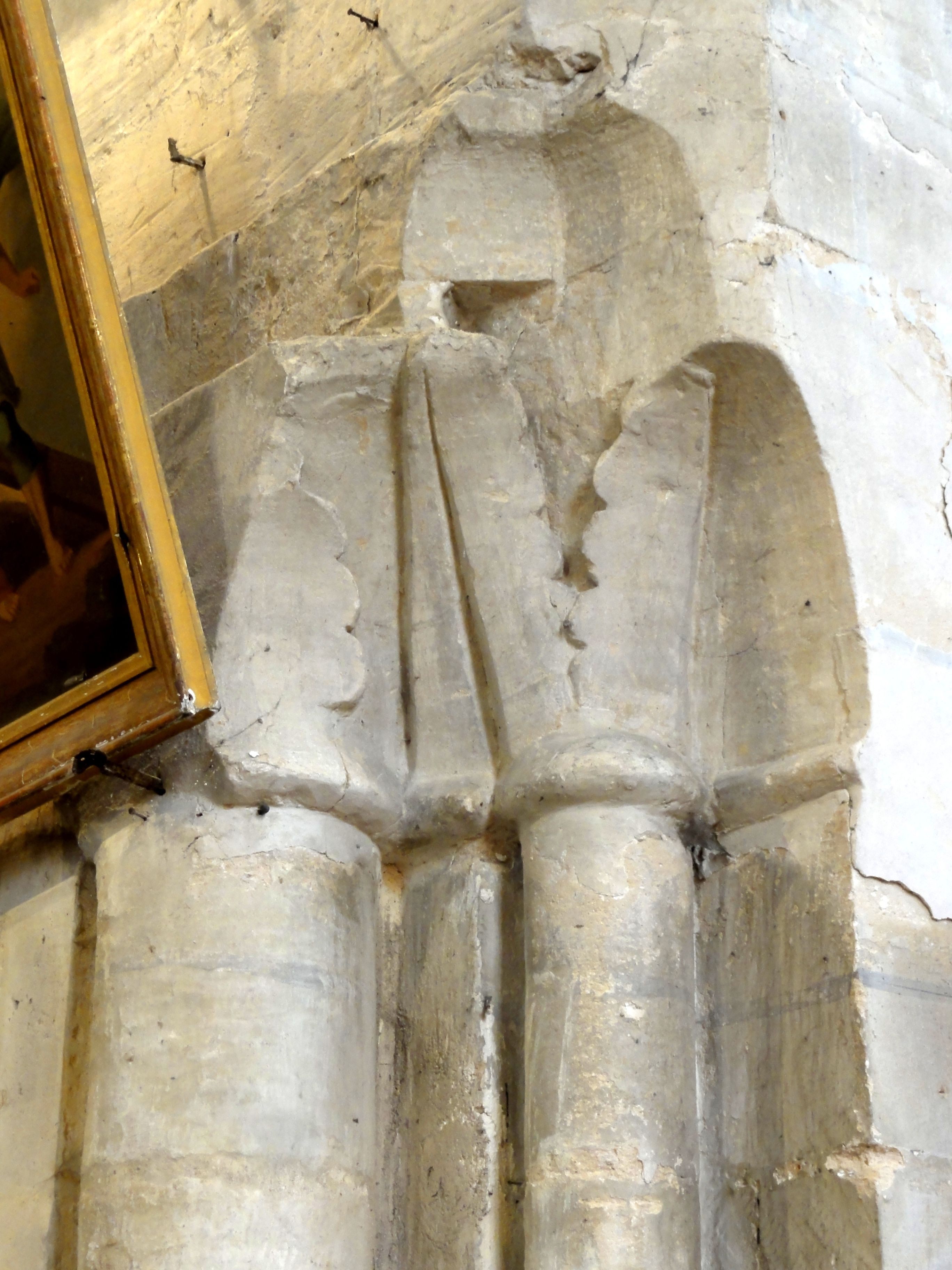
Chapiteaux gothiques sans emploi dans la croisée.

### Les remaniements postérieurs à la guerre de Cent Ans

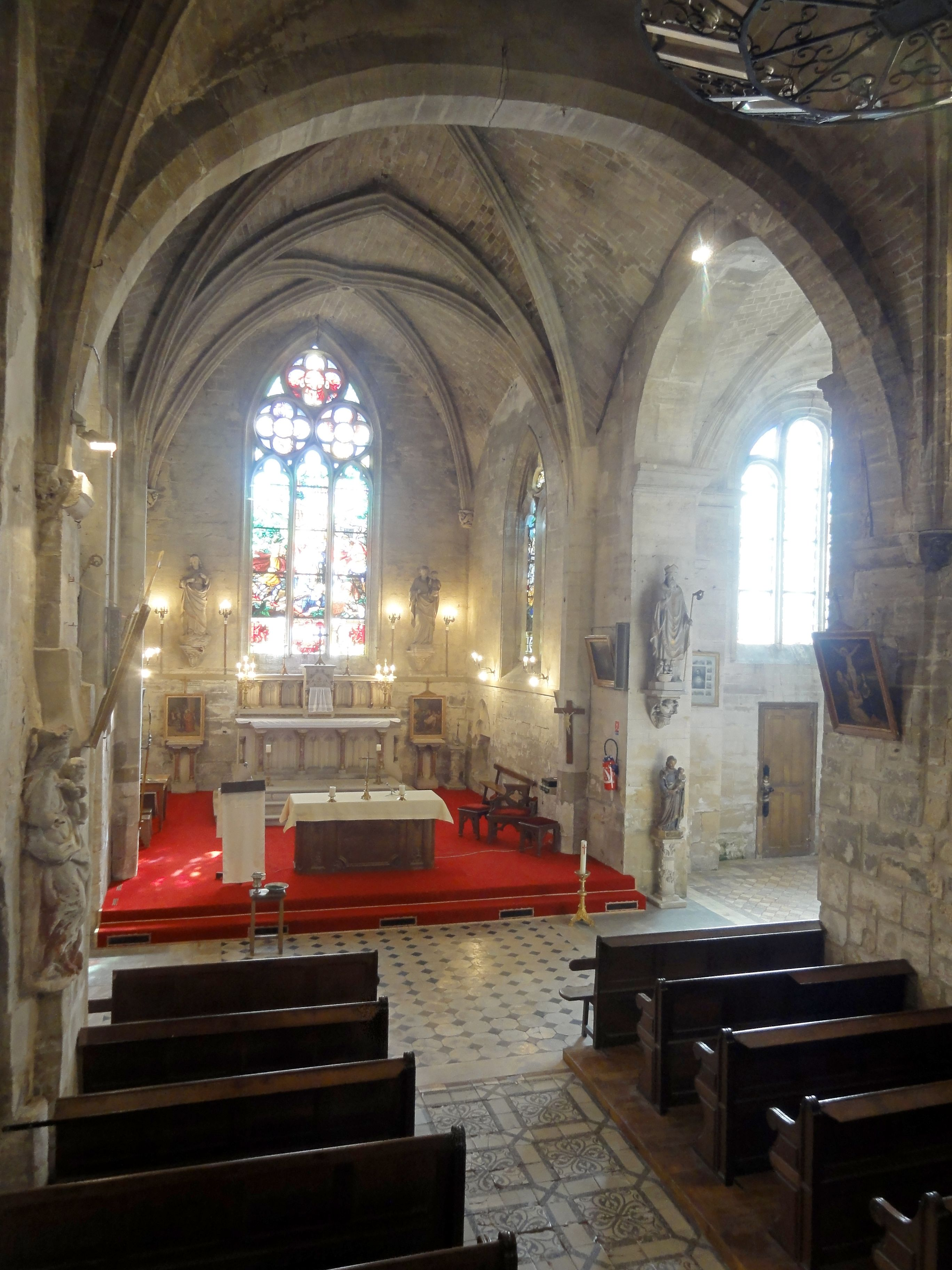
Les arcades autour de la croisée du transept datent apparemment du XVIe siècle.

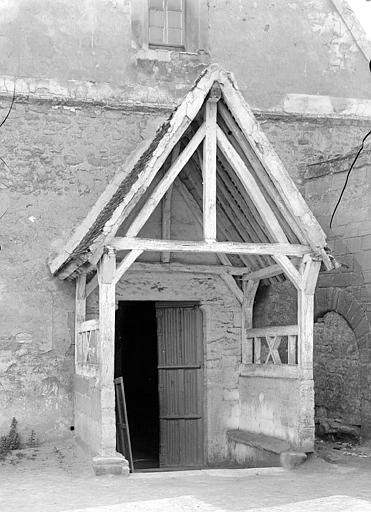
Ancien porche.

La voûte du chœur n'est pas lancée dans un premier temps, ce qui peut facilement s'expliquer par l'éclatement de la guerre de Cent Ans. L'église subit vraisemblablement des dommages ou destructions pendant cette longue période trouble, car à la fin du XVe siècle ou au début du XVIe siècle, la voûte de la première période gothique de la travée supplémentaire de la nef est remplacée par une voûte flamboyante, caractérisée par le profil prismatique des nervures et le style de ses culs-de-lampe. La voûte de la base du clocher présente des caractéristiques analogues, ce qui témoigne de l'ancienneté du projet d'édifier le clocher actuel, mené à terme en 1662 seulement (voir ci-dessous) : cette lenteur de construction s'observe également à la même époque à l'église Saint-Étienne de Beauvais, et résulte à la fois du manque de moyens, et de la conservation provisoire de l'ancien clocher, bien qu'étant en mauvais état. Le réseau de la rosace du croisillon nord est également flamboyant, et seul l'encadrement extérieur reste du XIIIe siècle. L'église est consacrée le 28 avril 1522 par Jean de Pleurs, évêque in partibus de Rhusium (et non de Riom) pendant la vacance du siège de Beauvais. Il est probable que la croisée du transept et le chœur sont toujours dépourvues de voûtes à cette époque.
Il n'est plus possible de déterminer si le croisillon sud de la première période gothique a survécu à la guerre de Cent Ans, ou si la croisée a été fermée par un mur pendant un certain temps, comme c'est le cas de la travée supplémentaire de la nef. En tout cas, le croisillon sud n'est reconstruit qu'au milieu du XVIe siècle, dans le style de la Renaissance peu représenté dans les environs, à l'exception toutefois de l'église Saint-Martin de Liancourt. Il imite par ailleurs le croisillon sud de cette même église, et est susceptible d'avoir servi de chapelle seigneuriale. Louis Graves doit se tromper en situant la construction de la chapelle au début du XIXe siècle (« il y a quarante ans »). La sculpture monumentale reste inachevée à l'extérieur ou est sacrifiée aux restrictions budgétaires. La croisée du transept est apparemment rebâtie en même temps que le croisillon sud, car l'on y voit trois arcades en plein cintre retombant sur des impostes, comme les arcades plaquées devant les murs extérieurs du croisillon. La quatrième arcade a disparu lors du lancement des voûtes actuelles de la croisée et du chœur, mais l'on voit encore son départ côté nord. Contrairement à l'intérieur du croisillon, la mouluration n'a pas été exécutée dans la croisée du transept, ce qui est sans doute une fois de plus l'expression de l'économie des moyens. Le voûtement n'a pas non plus été réalisée, car le profil des ogives n'est pas le même que dans le croisillon, et surtout, la construction de l'arc-doubleau séparant les deux voûtes a entrainé la démolition de l'arcade en plein cintre.
À une époque indéterminée, un porche en charpente est accolé devant le portail occidental, dont l'arc de décharge du linteau monolithique n'est désormais plus visible. Le porche a été remplacé par celui que l'on voit actuellement à la fin du XIXe siècle. Encore plus tard, un clocher est édifié au-dessus de la chapelle flamboyante dans l'angle entre la travée supplémentaire de la nef et le croisillon nord. L'une des fenêtres de l'escalier qui mène au clocher porte la date de 1662. Finalement, de grandes fenêtres sont ouvertes dans les murs latéraux dans la nef. Si elles datent du XVIIe siècle ou du XVIIIe siècle comme dans la nef romane de Saint-Vaast-de-Longmont ou les bas-côtés romans de Cinqueux et Rhuis (avant la restauration), elles devaient être initialement en plein cintre. Sinon, la forme en arc brisé indique un remaniement néogothique du XIXe siècle.

### Modifications et aménagements depuis leXIXesiècle

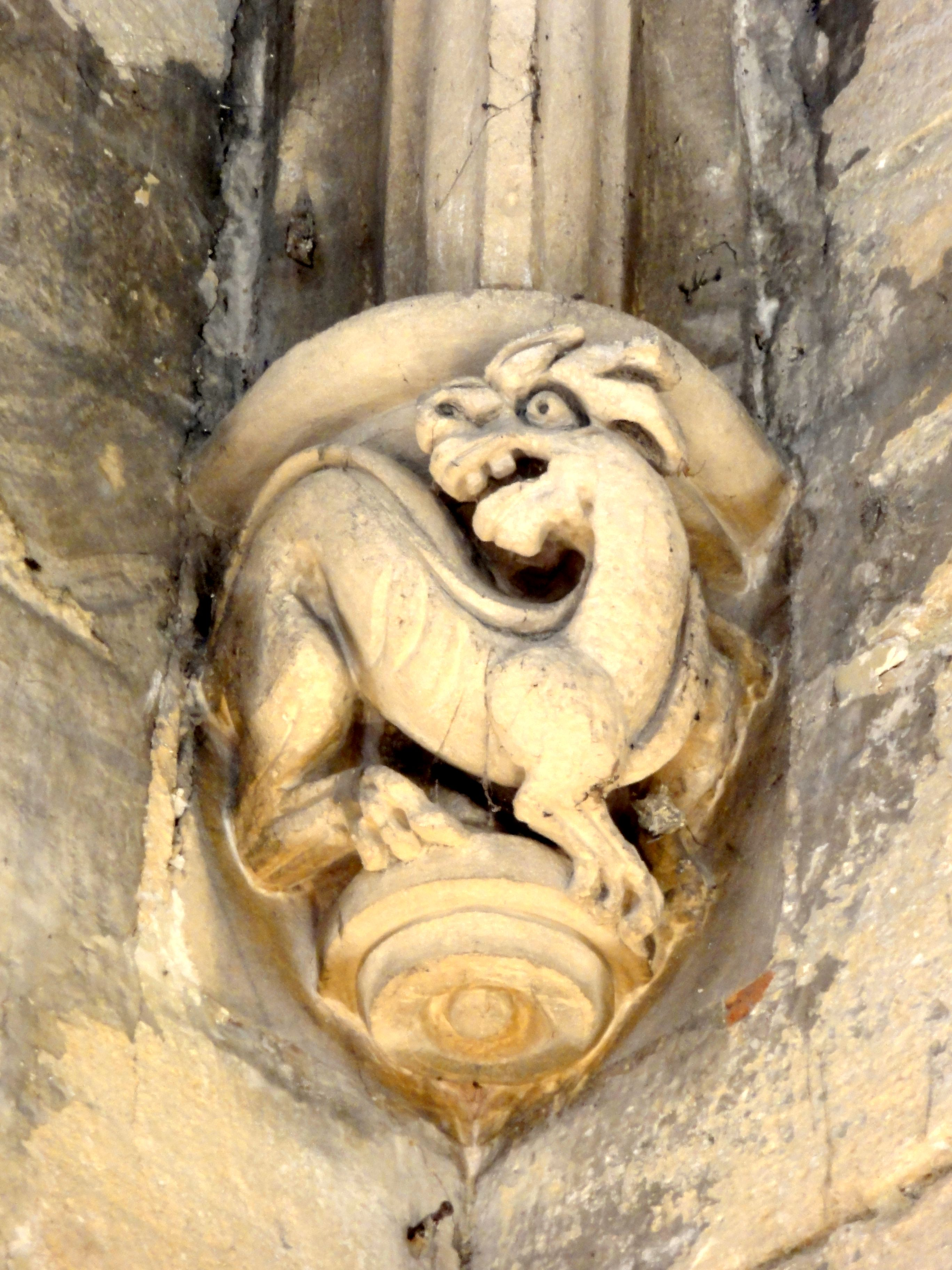
Chœur, cul-de-lampe.

Les deux voûtes adjacentes de la croisée du transept et du chœur doivent sans doute être considérées comme néogothiques, car elles sont postérieures à l'arcade de la seconde moitié du XVIe siècle qui séparait les deux travées pendant un certain temps, et les culs-de-lampe recevant les ogives dans les angles près du chevet sont sculptés de chimères d'inspiration gothique. Si des voûtes gothiques ont encore été lancées à l'église de Saint-Germain-des-Prés pendant les années 1640, la mode était alors aux modèles d'inspiration classique pour les supports. En plus, les deux chimères sont tous les deux identiques et ne sont pas de la même facture que celles de la travée supplémentaire de la nef et de la base du clocher : ils ne sont pas loin d'évoquer le style Viollet-le-Duc.

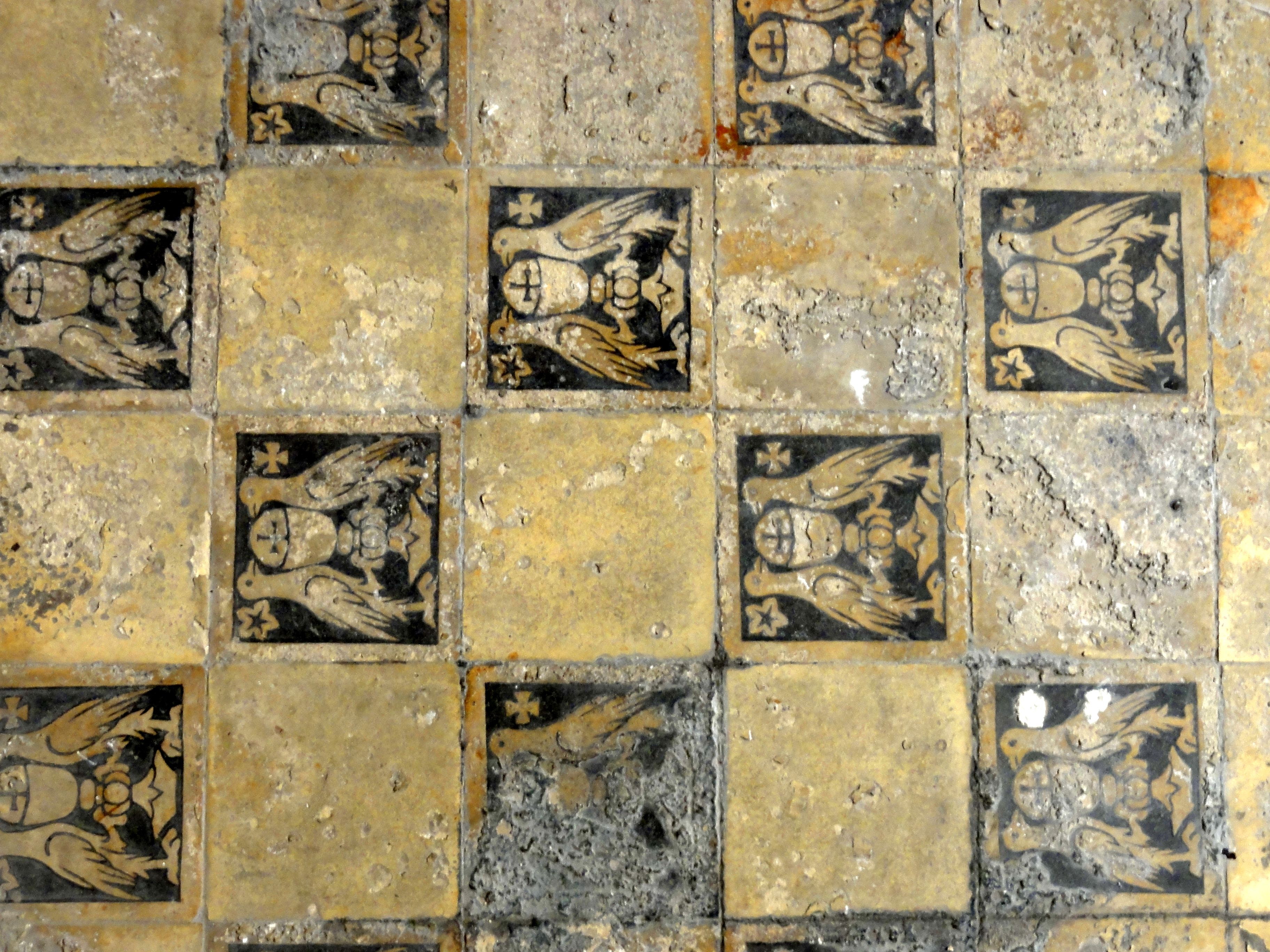
Carrelage du sol du XIXe siècle.

En de divers endroits, le carrelage du sol est refait en employant des dalles de goût néogothique, dont les dessins s'inspire visiblement des modèles imaginés par l'architecte Jean-Baptiste-Antoine Lassus pour la Sainte-Chapelle de Paris. Comme dans de nombreuses églises rurales de la région, de fausses voûtes d'ogives en plâtre financées par la famille Rossignol remplacent ou cachent le plafond en bois de la nef depuis la fin du XIXe siècle. Elles sont de style flamboyant comme les voûtes de la croisée du transept et du chœur, mais le cul-de-lampe conservé au sud est d'une facture fantaisiste. On peut dire la même chose du nouveau porche, qui date de l'extrême fin du XIXe siècle et remplace le vieux porche mentionné ci-dessus, beaucoup plus discret. La fenêtre en plein cintre en haut de la façade est remplacée par une rosace. En plus, les corniches de la nef relevées par Eugène Woillez pendant les années 1840 sont sacrifiées lors de la réfection de la toiture. L'église est inscrite monument historique par arrêté du 12 avril 1927, trop tardivement pour éviter les divers travaux dénaturant le caractère roman de la nef.
Des travaux de consolidation sont effectués en 1985 au nord et à l'ouest. En 1996, la toiture et les installations électriques sont révisées. À partir de fin 1997, la chapelle sud est renforcée. En 1998, les vitraux sont progressivement restaurés, tous ces travaux étant réalisés par la municipalité de Balagny sous le contrôle de l'architecte des bâtiments de France.

## Description

Plan de l'église.

### Aperçu général
Orientée légèrement vers le sud-ouest du côté de la façade, l'église répond à un plan cruciforme et se compose d'une nef sans bas-côtés de trois travées, dont la troisième correspond à la base de l'ancien clocher roman ; d'un clocher se dressant au nord de la troisième travée de la nef ; d'un transept débordant dont le croisillon sud a été remplacée par la chapelle seigneuriale ; et d'un chœur au chevet plat d'une seule travée. Il est à noter que la base du clocher communique avec la nef et le croisillon nord par des arcades. Le portail occidental est précédé par un porche moderne, et une sacristie également moderne occupe l'angle entre chapelle seigneuriale et chœur. L'église possède deux accès : le portail occidental et une porte à l'ouest de la base du clocher. La façade occidentale, le croisillon nord et le chœur possèdent des pignons à leurs extrémités, alors que la chapelle sud est recouverte par un toit en pavillon.

### Extérieur

#### Nef

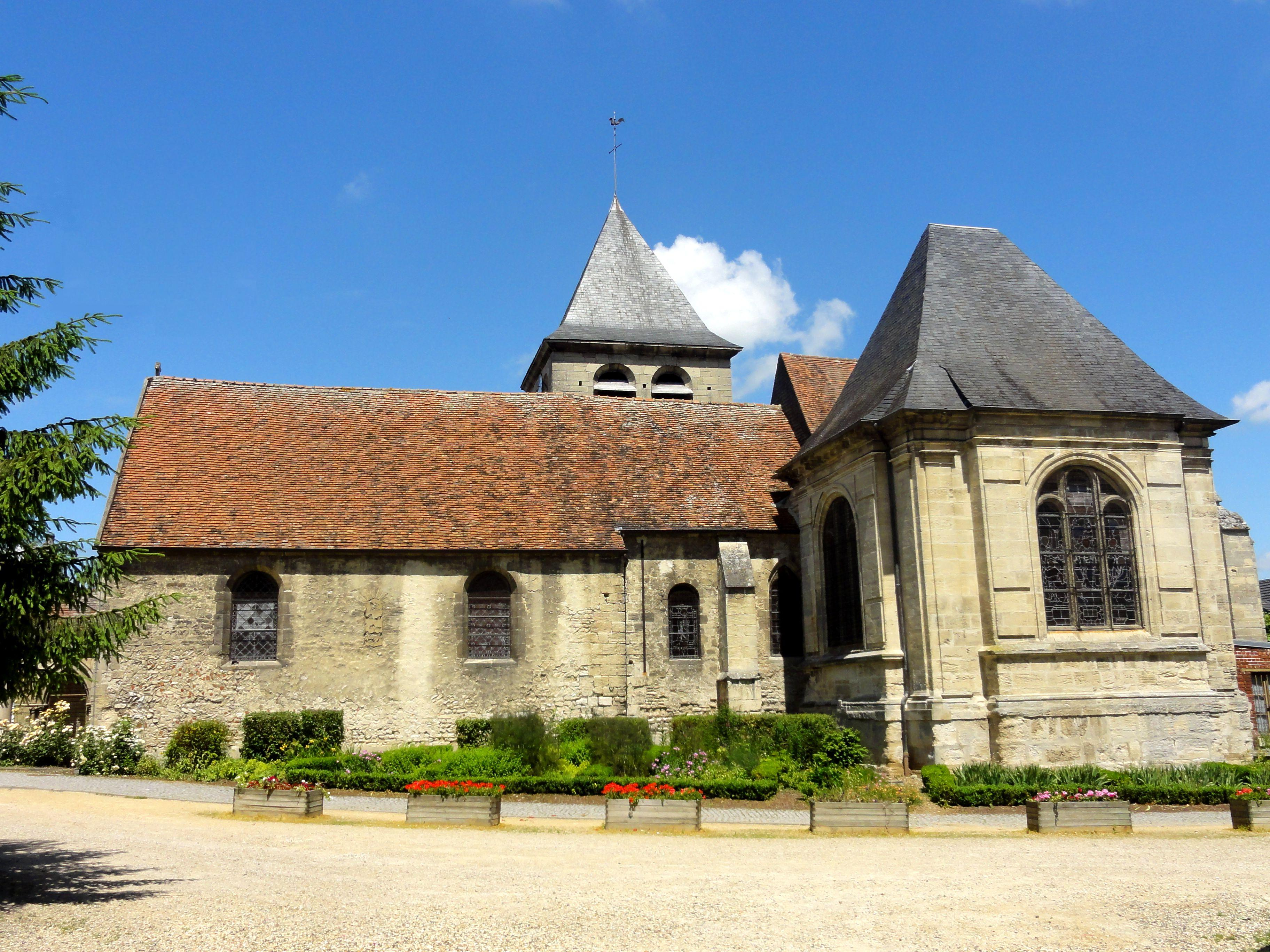
Élévation sud.

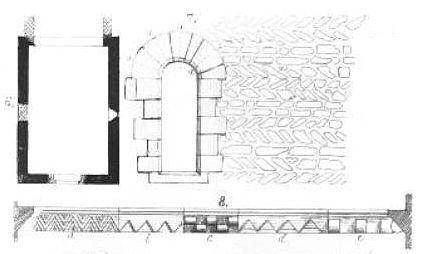
Plan et détails architecturaux de la nef, dessinés par Eugène Woillez.

L'église Saint-Léger est extérieurement d'une grande simplicité, et se compose de différents volumes bien distincts, qui permettent toujours de voir l'évolution de l'édifice. La nef ne trahit son caractère roman que par l'appareil en arête-de-poisson visible par endroits, mais utilisé sur des surfaces assez importantes, comme à Ansacq, Frocourt, Sacy-le-Grand, Saint-Quentin-des-Prés et Ully-Saint-Georges. Ce type d'appareil n'a pratiquement plus été employé à partir du XIIe siècle. Un autre indice moins apparent sont les étroites fenêtres bouchées au milieu des deux murs gouttereaux. Selon Eugène Woillez, c'étaient les seules fenêtres de la nef, qui n'en comptait donc que deux. Elles n'ont pas de linteaux monolithiques à claveaux entièrement simulés, comme on peut en voire à Angy, Frocourt, Noël-Saint-Martin, Rhuis, Rosoy, Villers-Saint-Sépulcre, etc., mais des entailles simulent dix claveaux alors qu'il n'y en a que six. On retrouve ce parti à Ponchon. Un troisième indice de l'ancienneté de la nef a disparu depuis la réfection du toit. Il s'agit d'une corniche assez rustique, qui faisait alterner des dents de scie avec des billettes, tantôt à simple rang, tantôt à double rang. Toute cette nef est bâtie en petit moellons irréguliers, la pierre de taille étant toutefois réservée aux chaînages d'angle. La nef se présente comme une simple salle rectangulaire, pas très éloignée d'une grange, ce qui a façonné le terme de nef-grange. Ces nefs-grange sont primitivement associées à une base de clocher et une abside au chevet plat ou en cul-de-four. Elles se comptent par dizaines dans le Beauvaisis et le Vexin français, mais aucune église répondant à ce plan tout simple ne s'est conservée sans modifications. Balagny constitue l'un des exemples les plus anciens, et est considéré par Eugène Woillez comme représentatif du style roman pur, selon sa propre définition, avec seulement huit autres églises du Beauvaisis,,. Comme souvent à la période classique, qui affectionne les intérieurs lumineux, de nouvelles fenêtres ont été percées dans les murs latéraux, deux au nord et deux au sud. Le plein cintre est de retour à partir du milieu du XVIe siècle.
Le pignon est séparé du mur occidental de la nef par un simple bandeau non mouluré, et il est percé d'un oculus rond au remplage néogothique d'un quatre-feuilles. Le porche dont l'architecte a sans doute voulu créer un pastiche du gothique est une création purement fantaisiste, qui comporte plusieurs fautes lourdes dans l'imitation de l'art médiéval. Ce sont tout d'abord les colonnes avec leurs gros chapiteaux débordants, qui sont plaquées devant la façade du porche, sans autre fonction que de supporter des clochetons. Il n'existe aucun exemple de colonnes à chapiteaux plaquées devant un mur, et la recherche de légèreté et d'élégance propre au style gothique impose des colonnettes gracieuses pour les archivoltes des portails et fenêtres, telles que celles qui bordent l'arcade d'entrée et les deux fenêtres latérales. La structure de base du porche est donc beaucoup plus crédible, même si l'emploi du plein cintre pour l'arcade d'entrée ne concorde pas avec les ouvertures latérales en tiers-point. Les clochetons eux-mêmes sont assez bien conçus, sauf qu'ils appartiennent au style gothique flamboyant, alors que les gros chapiteaux en dessous renvoient au style gothique primitif. Le pignon lui-même évoque plutôt un fronton de la Renaissance. Dans sa niche, il abrite toutefois une statue ancienne de saint Léger, seul élément d'intérêt du porche. Latéralement, les balustrades miniaturisées sont invraisemblables, tout comme les grandes chimères, qui logiquement auraient dû prendre la forme de gargouilles.

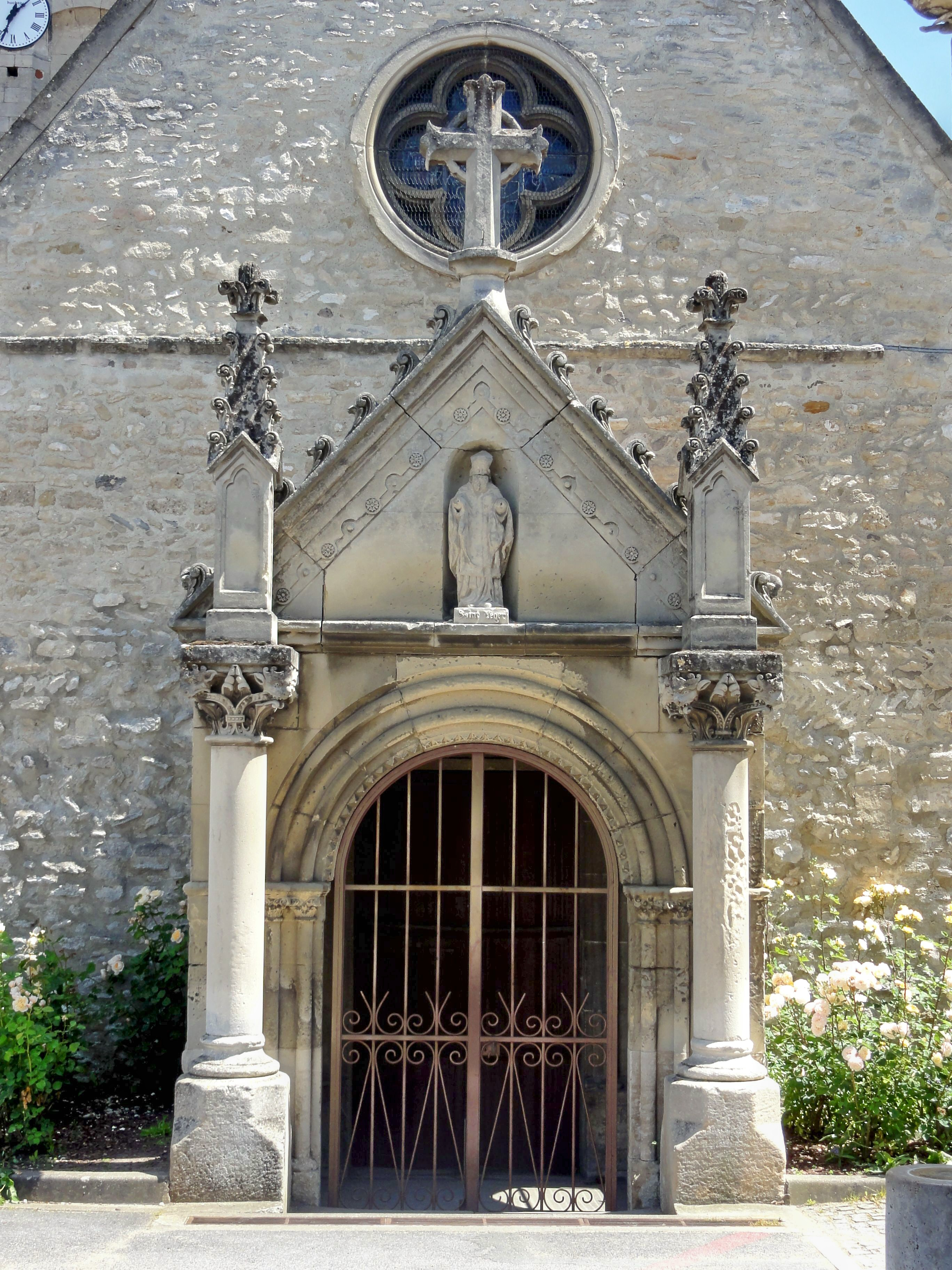
Porche néogothique.
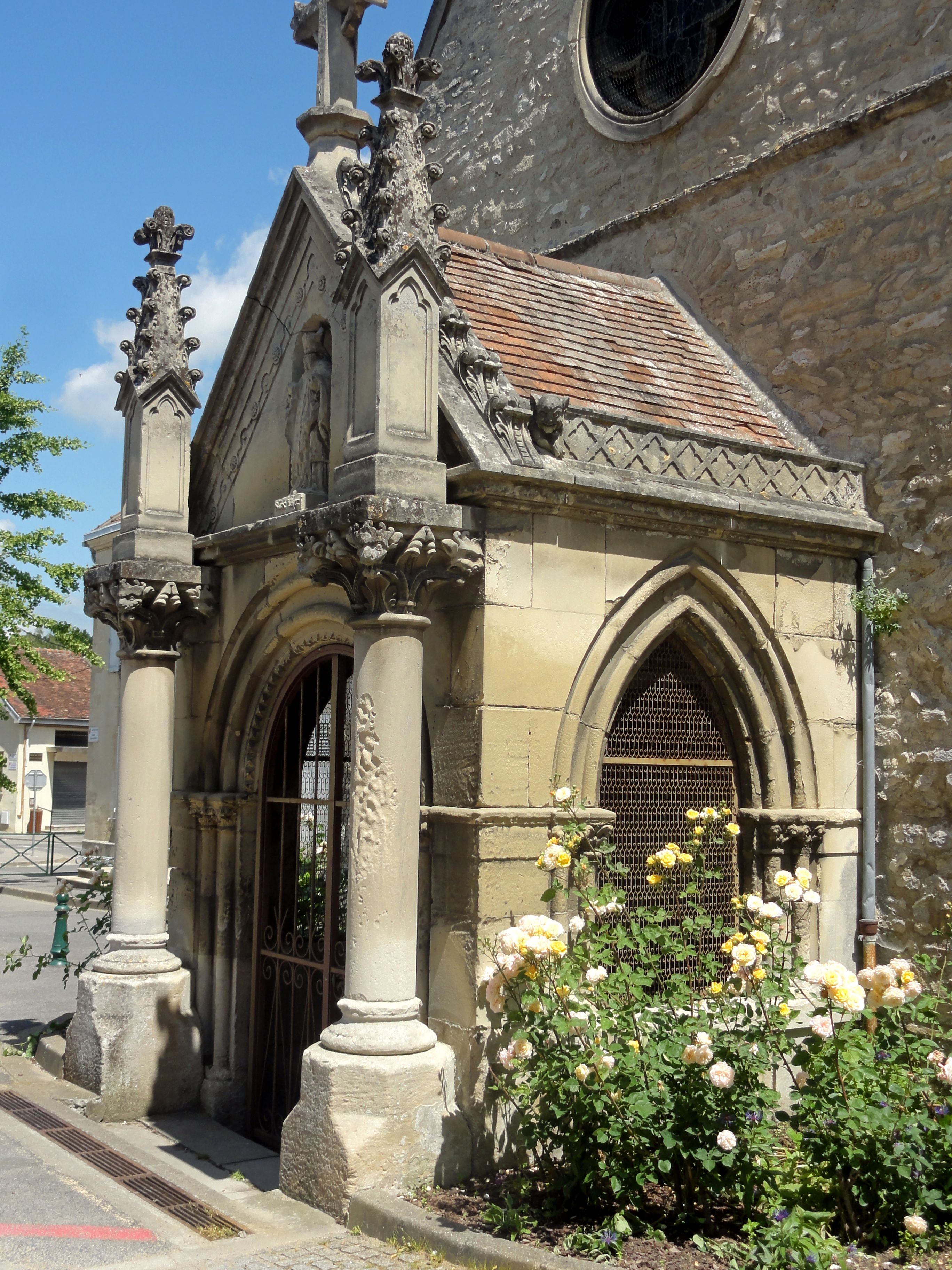
Porche néogothique.
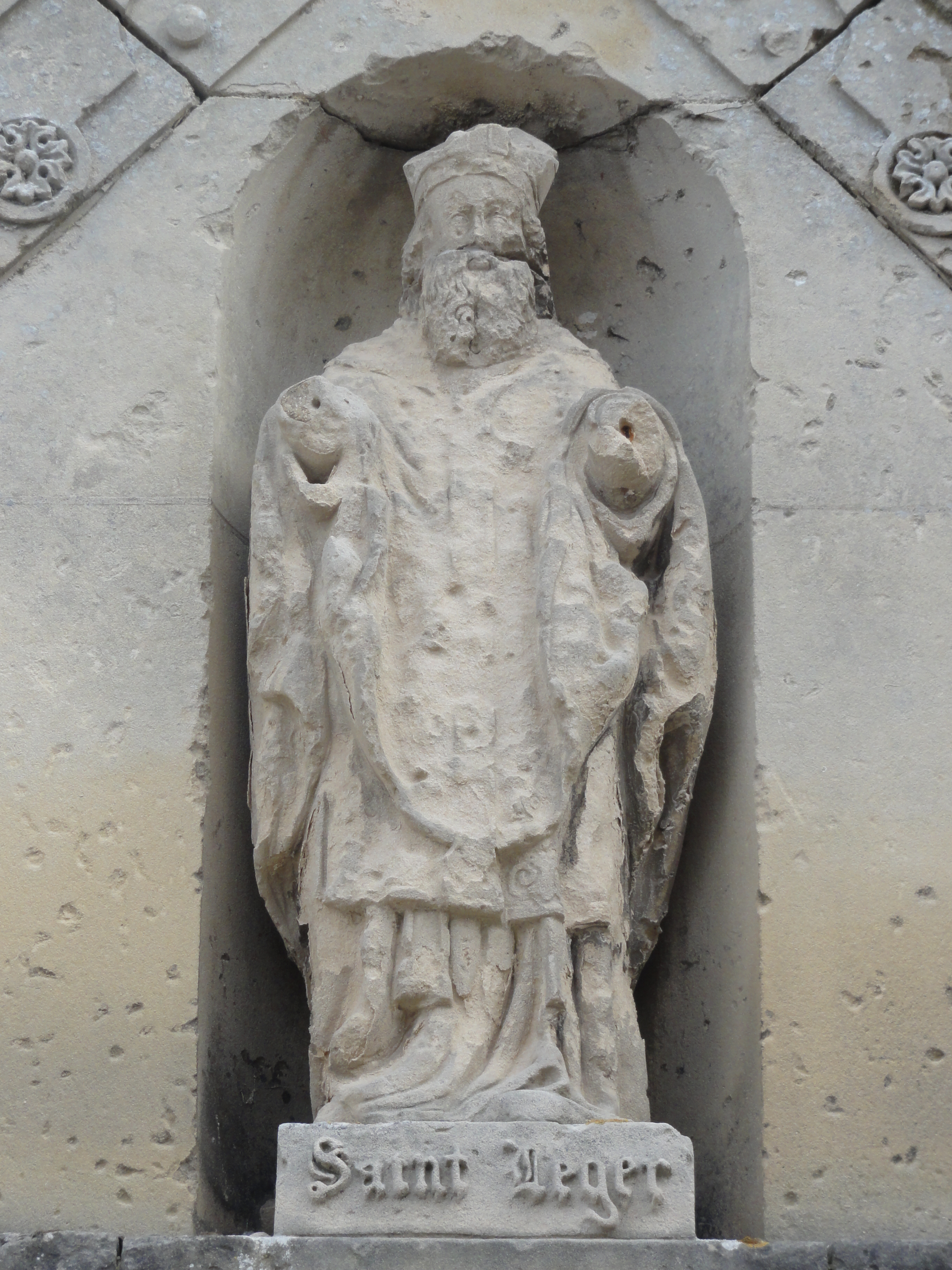
Statue de saint Léger.
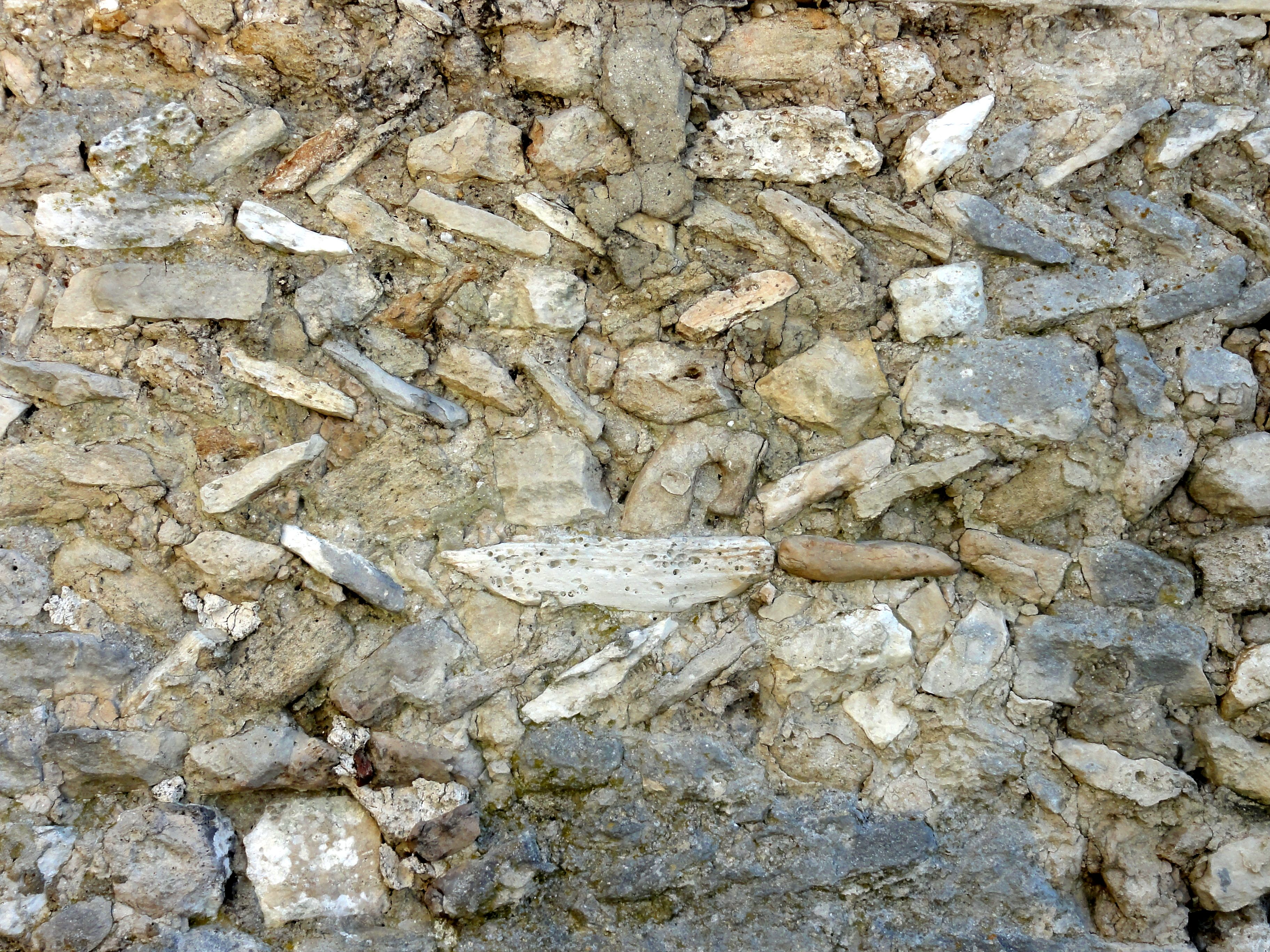
Mur roman en arête-de-poisson.
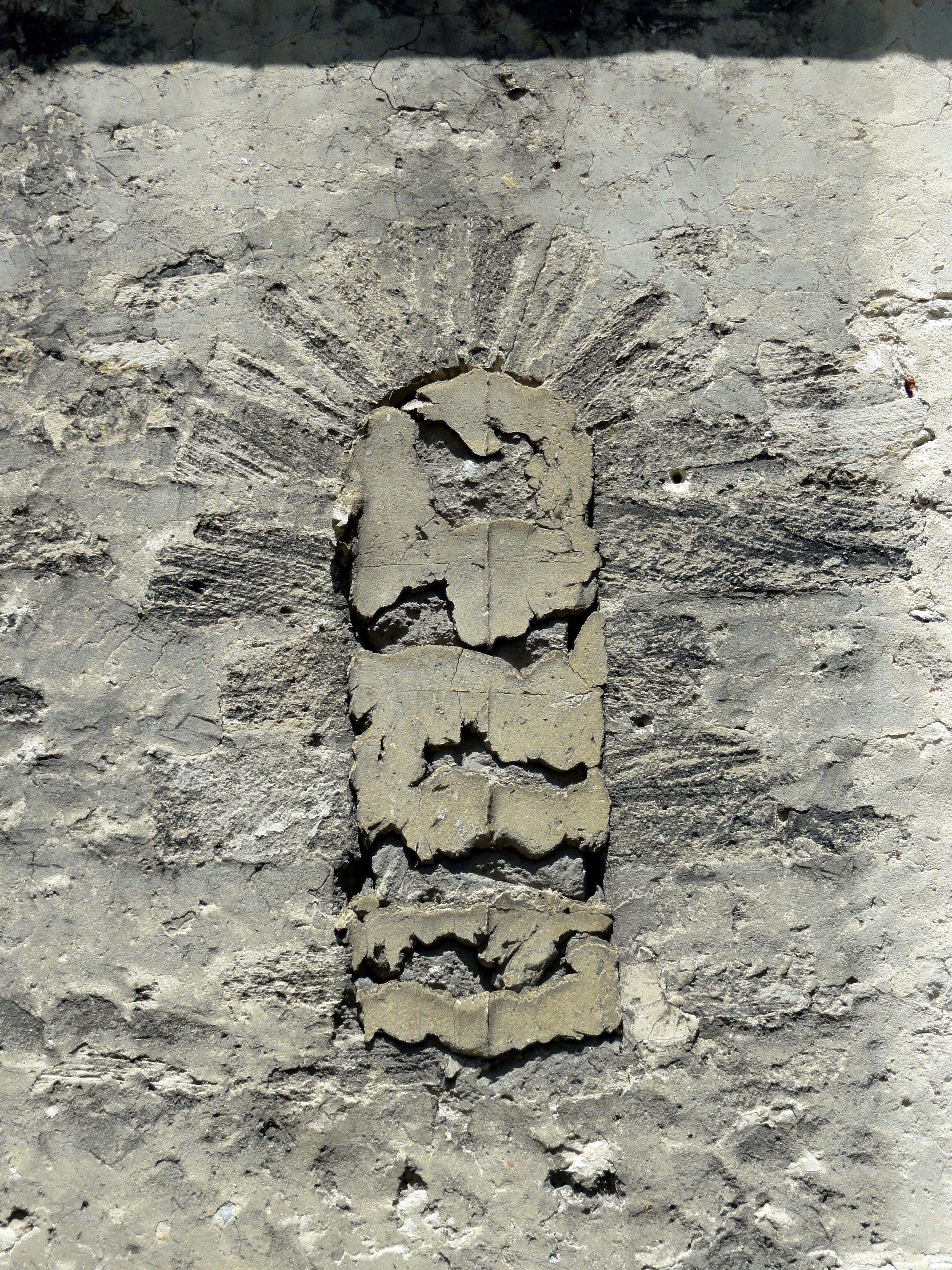
Baie romane bouchée au sud.

#### Clocher et travée supplémentaire de la nef

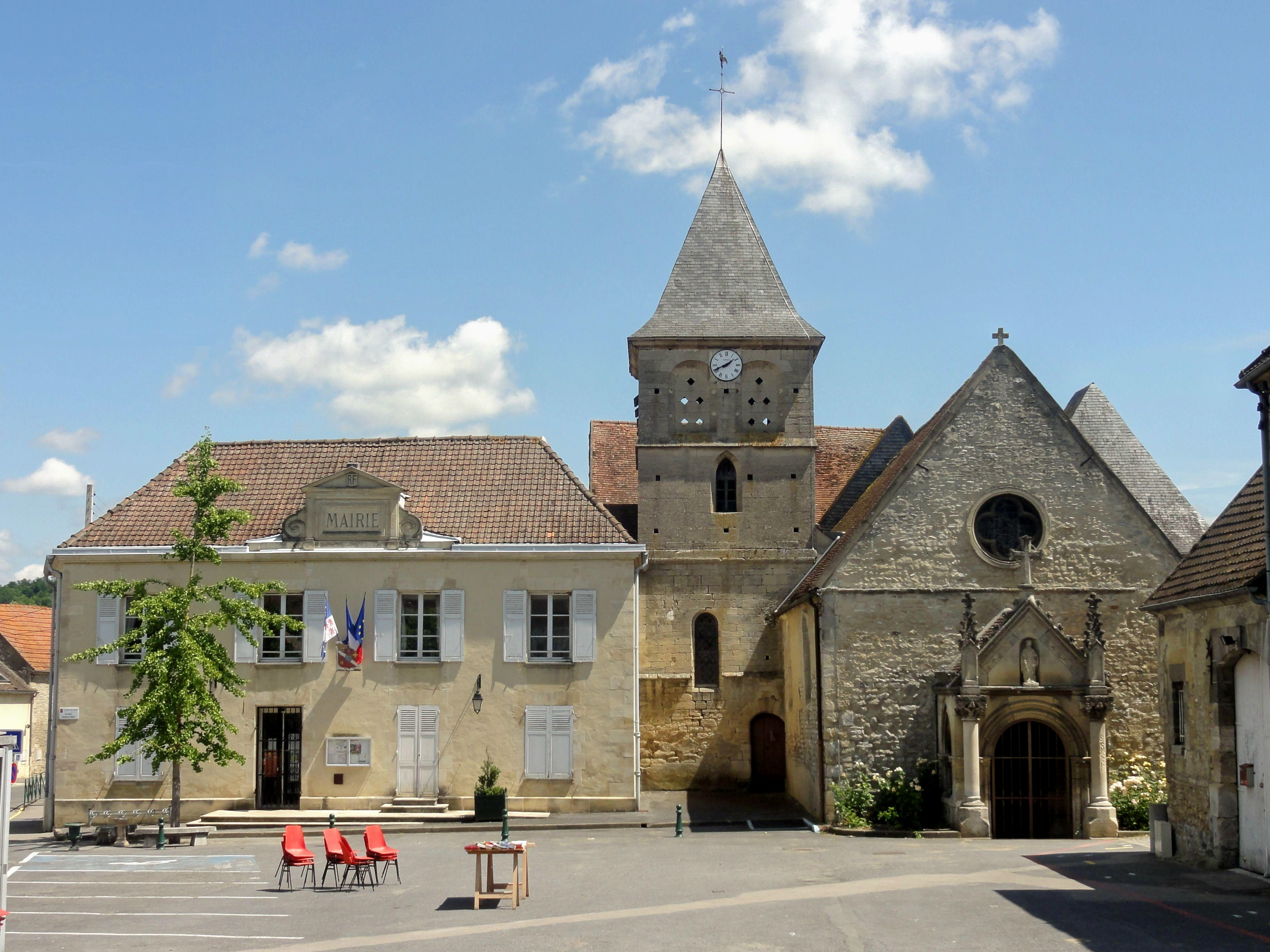
Mairie et église.

Le clocher est visible dans toute sa hauteur depuis le parvis de l'église. Il est sans aucun style précis et sans intérêt architectural. Son mur méridional est scandé horizontalement par trois larmiers. Tout en bas, l'appareil est en moellons, alors que des pierres de taille ont été employées au-delà. Le rez-de-chaussée comporte une porte en anse de panier, et un peu plus haut, une baie en plein cintre non décorée, qui interrompt curieusement le premier larmier. L'étage ne présente qu'une petite fenêtre en tiers-point, alors que cette forme est tombée en désuétude à l'époque de construction. Sur cet étage et sur l'étage de beffroi, l'on note de nombreux trous de boulin. L'étage de beffroi présente deux baies en plein cintre bouchées, mais percées néanmoins de trous carrés disposés en losange. Le toit est une pyramide sur plan carré, couverte d'ardoise. La chapelle seigneuriale, au sud, date de la même époque, mais son architecture fait preuve de davantage d'ambition. À l'intersection entre la nef et la chapelle, l'on aperçoit la travée du XIIIe siècle qui se substitue à l'ancienne base du clocher, présentant une baie en plein cintre et une baie en tiers-point, séparées par un contrefort difforme.

#### Transept et chœur

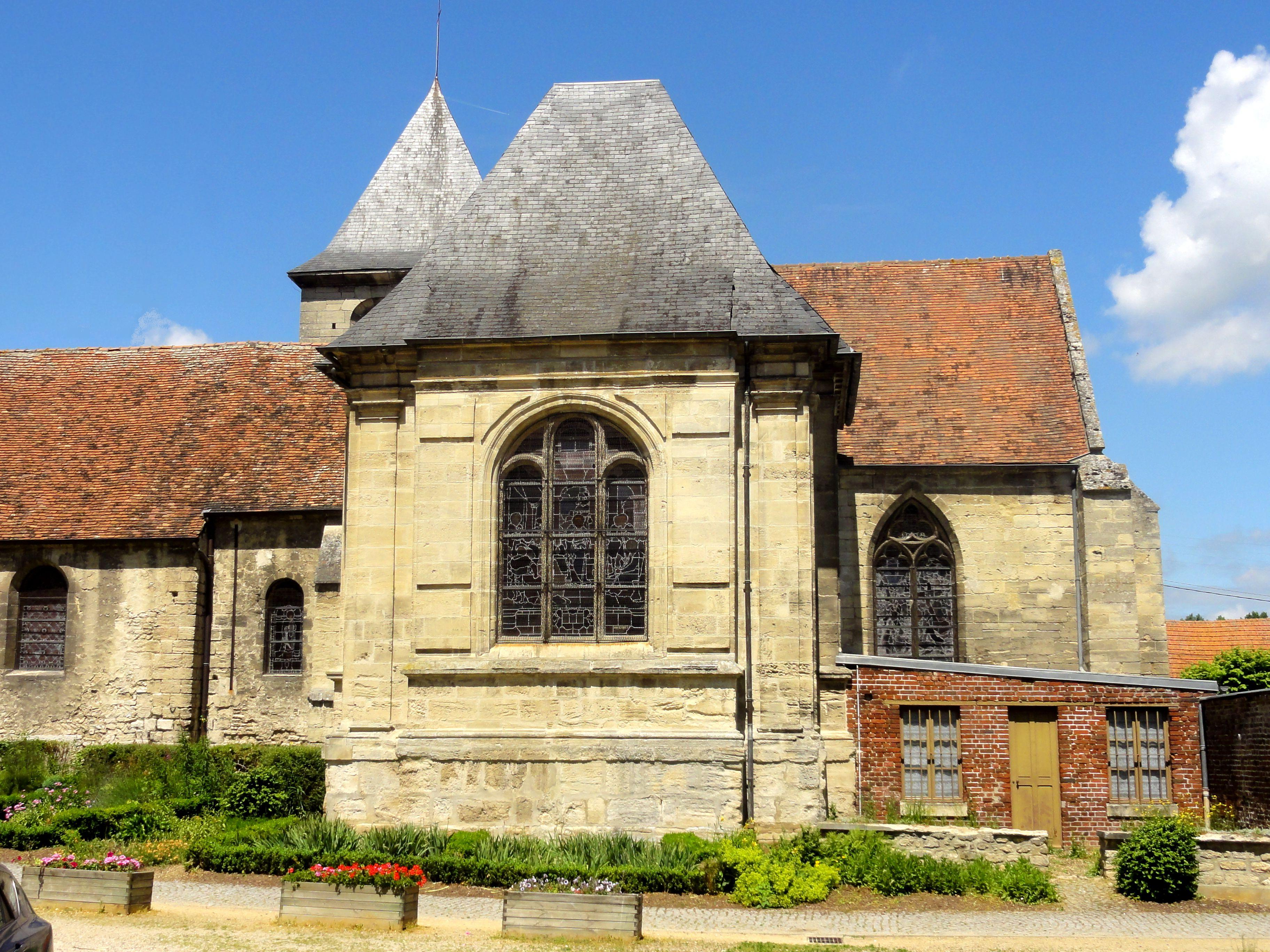
Chapelle seigneuriale et chœur.

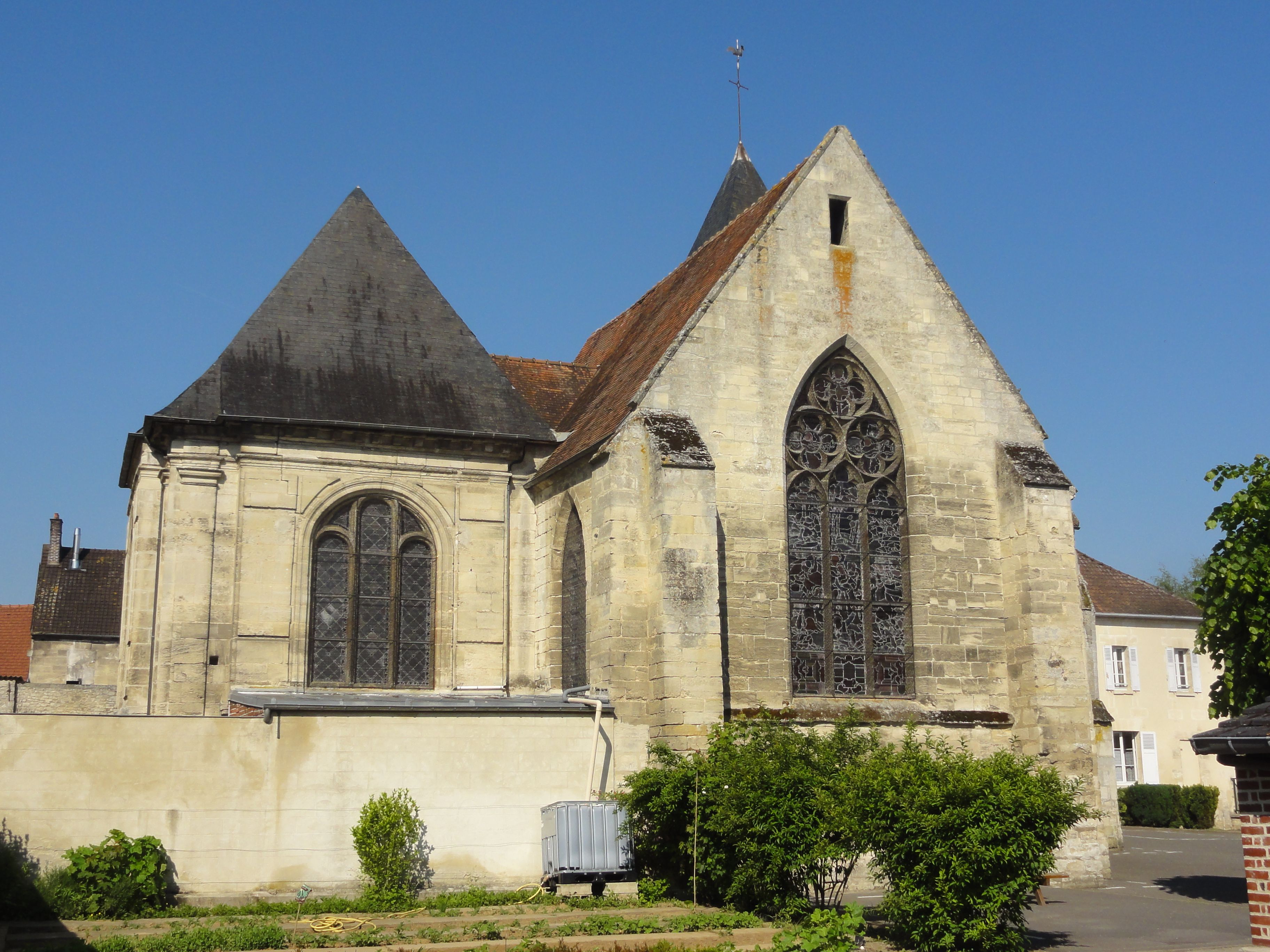
Croisillon sud et chœur, vue depuis l'est.

Le croisillon sud ou chapelle seigneuriale se remarque par son appareillage soigné en pierre de taille, et tient son effet des saillies des parties centrales de chacun des murs, de sorte que les pilastres qui cantonnent chacune des trois faces sud, est et nord soient placés en retrait. Les trois façades sont par ailleurs presque identiques, à l'exception de la corniche de corbeaux qui manque côté sud. Une grande partie des murs est occupée par de grandes fenêtres en plein cintre, dont le remplage de trois formes en plein cintre est de style Renaissance. Des larmiers courent au-dessus et en dessous de la fenêtre, et les murs à droite et à gauche sont agrémentés de panneaux en léger relief, non sculptés. L'ensemble paraît comme une réplique inaboutie du croisillon sud de l'église Saint-Martin de Liancourt, et la comparaison montre à quoi la chapelle seigneuriale aurait pu ressembler si le maître d'ouvrage aurait disposé de davantage de moyens.
Le chœur et le croisillon nord sont d'une grande austérité. Elles sont notamment presque dépourvues de corniches, qui sont souvent la seule ornementation des petites églises rurales. En haut de son mur oriental, le croisillon nord conserve toutefois un rang de têtes de clou très abîmé et caché pour partie par la gouttière. Tout comme les contreforts à l'angle nord-est, qui sont presque plats à partir du ressaut à mi-hauteur, cet ornement est une réminiscence de la période romane et rappelle que le transept remonte à la première période gothique, quand les influences romanes étaient encore nombreuses. La grande rosace dans le mur-pignon est seulement entourée d'un double ressaut à chanfrein et d'un bandeau étroit, ce qui ne permet de préciser davantage la période de construction. Le remplage d'inspiration flamboyante n'est pas d'origine, et se compose de dix losanges disposés autour d'un petit oculus central, entourés de dix soufflets dans les flancs inférieurs s'insèrent dans les angles rentrants entre les losanges. — Comme autre particularité, l'on note la discontinuité de l'appareil du mur oriental, dont la partie haute fait appel à des moellons plus grands et plus réguliers qu'ailleurs. Un petit ressaut est visible entre les deux parties, qui pourrait résulter d'une interruption du chantier, voire d'une reconstruction. Enfin, dans l'angle entre croisillon et chœur, l'on note la présence d'un massif de maçonnerie carré, qui est épaulé par un contrefort assez saillant vers le nord. Il s'agit en fait de la cage de l'escalier desservant les combles. Les contreforts consolidant les tourelles d'escalier sont plutôt rares, mais se rencontrent parfois en cas de difficultés de terrain, comme à Belloy-en-France ou Vauciennes.
L'appareil du chœur est en pierre de taille, sans doute en raison de sa date moins ancienne, mais aussi en raison du soin généralement apporté aux sanctuaires. La fenêtre méridionale présente un délicat remplage en délit, d'un profil aigu, et les meneaux ne prennent donc pas la forme de colonnettes et sont dépourvus de chapiteaux. Le dessin se compose de deux lancettes, dans lesquels s'inscrivent des têtes trilobées, et qui sont surmontées d'un triangle arrondi, dans lequel s'écrit un trèfle, tous les écoinçons étant ajourés. La baie d'axe du chevet est plus large et compte donc une lancette supplémentaire s'insérant entre les deux autres. Elle est légèrement plus étroite, mais aussi plus aiguë. La partie supérieure de la fenêtre est occupée par trois cercles de même diamètre, dans lesquels s'inscrivent des quatre-feuilles.

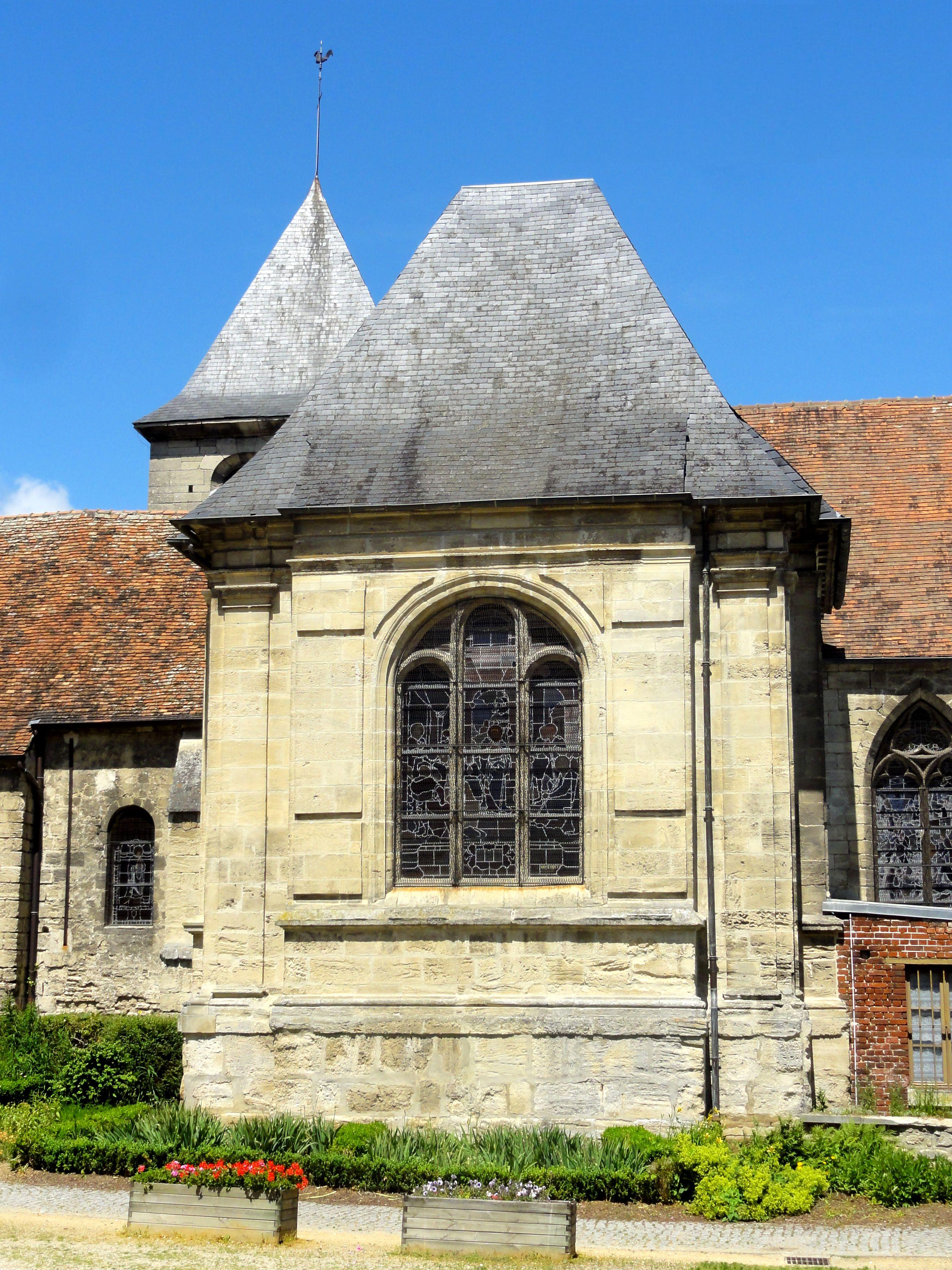
Croisillon sud ou chapelle seigneuriale.
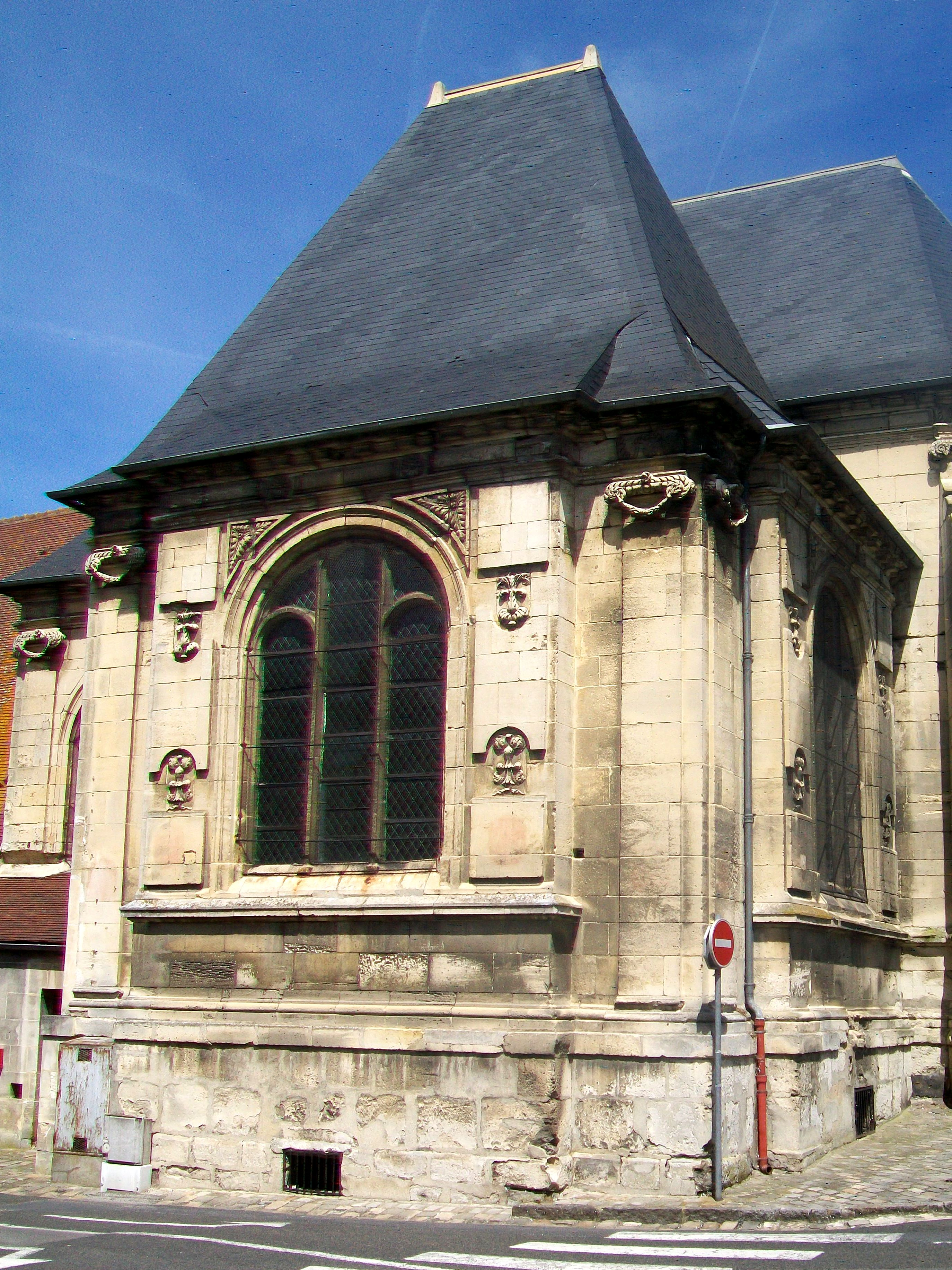
Son homologue à Liancourt.
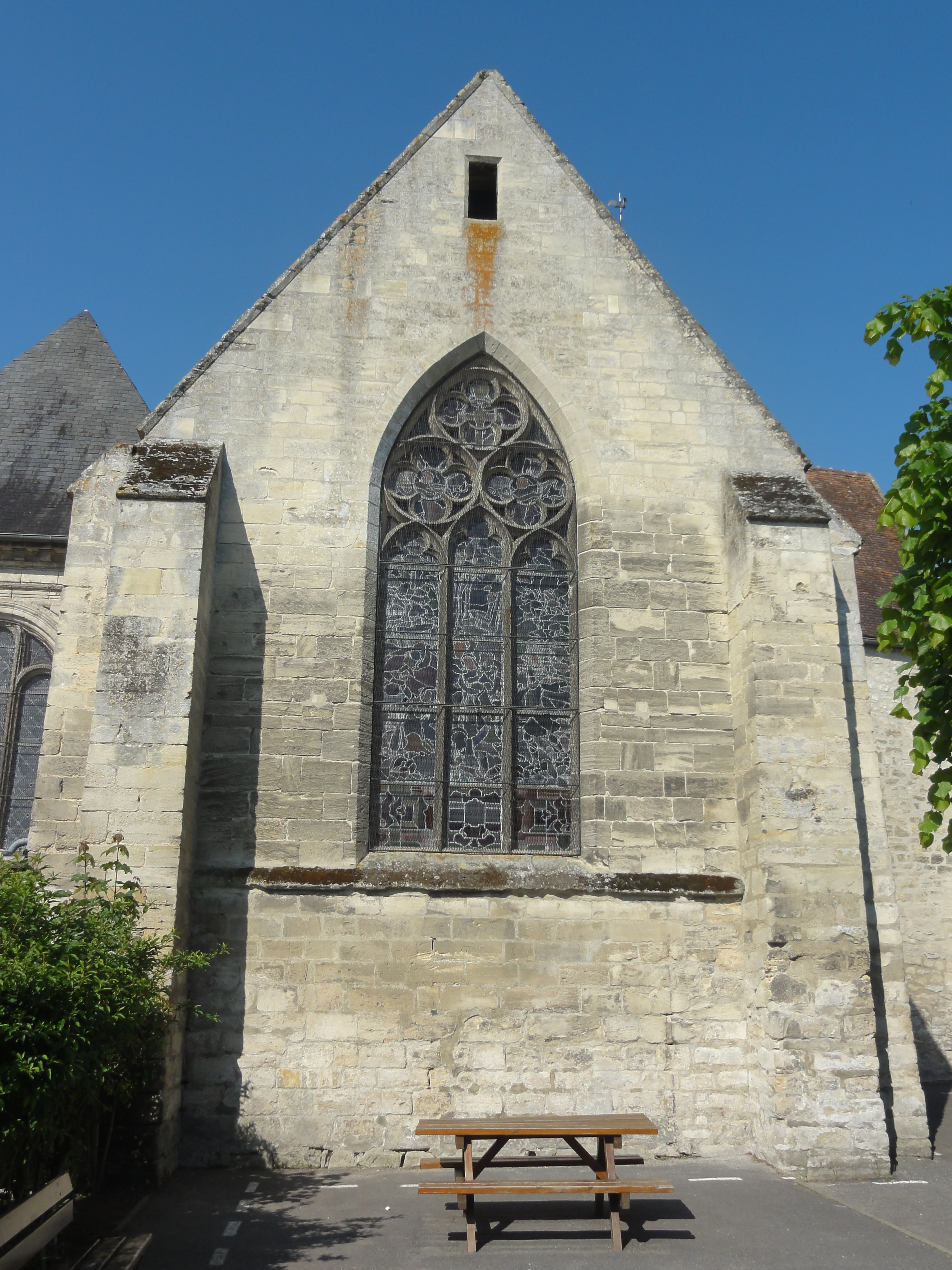
Chœur, côté est.
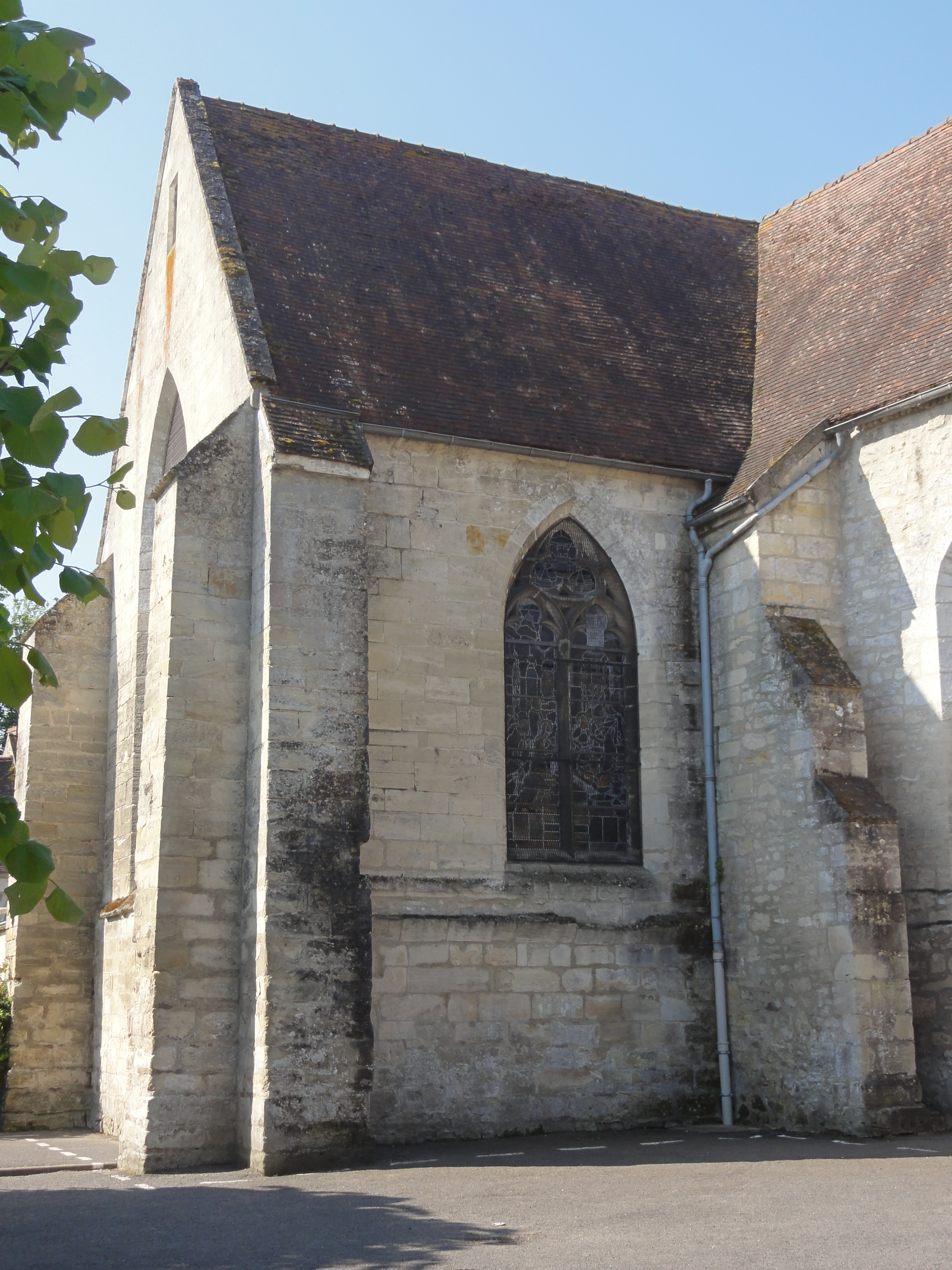
Chœur, côté nord.
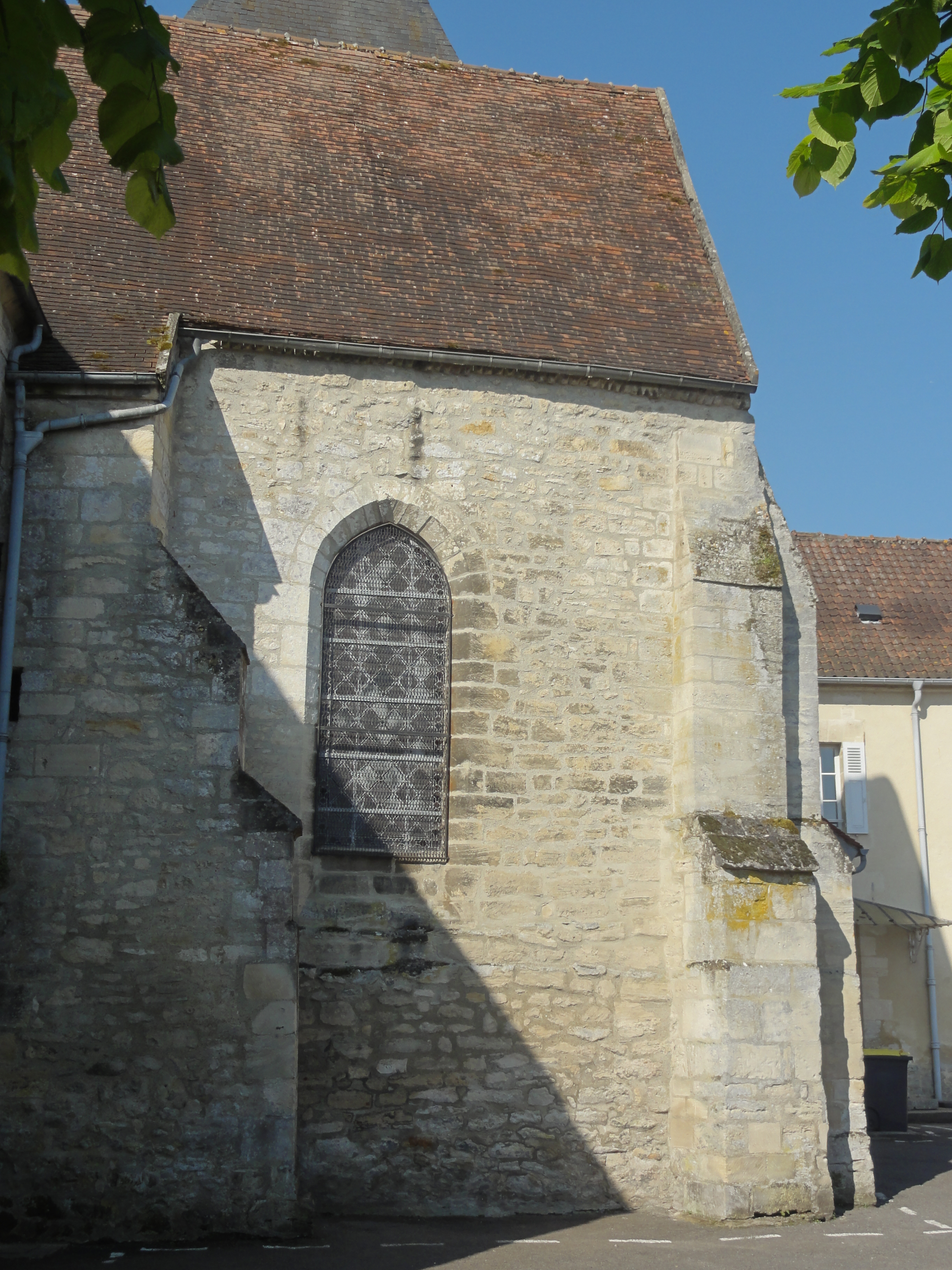
Croisillon nord, côté est.
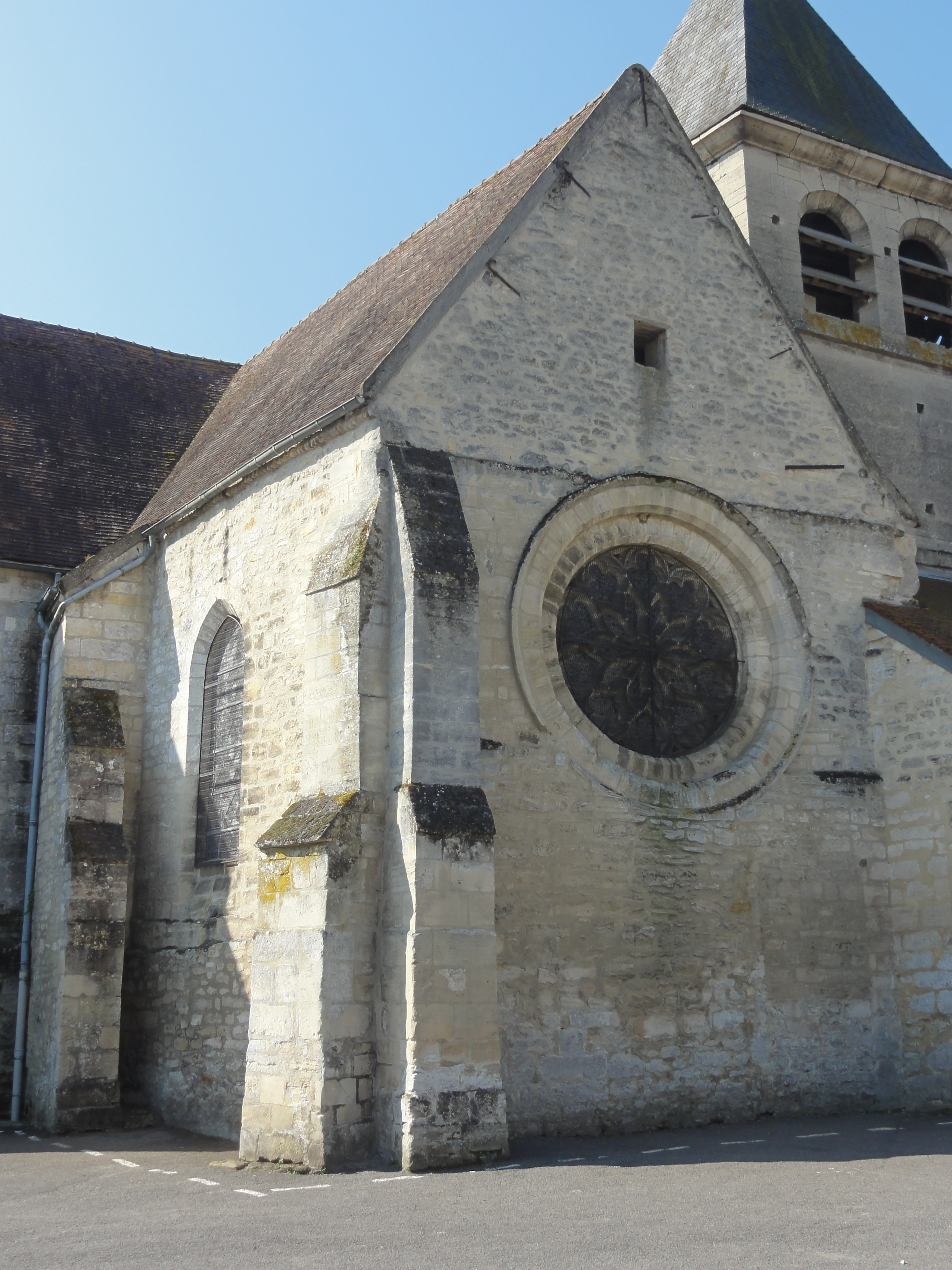
Croisillon nord, vue depuis le nord-est.

### Intérieur

#### Nef

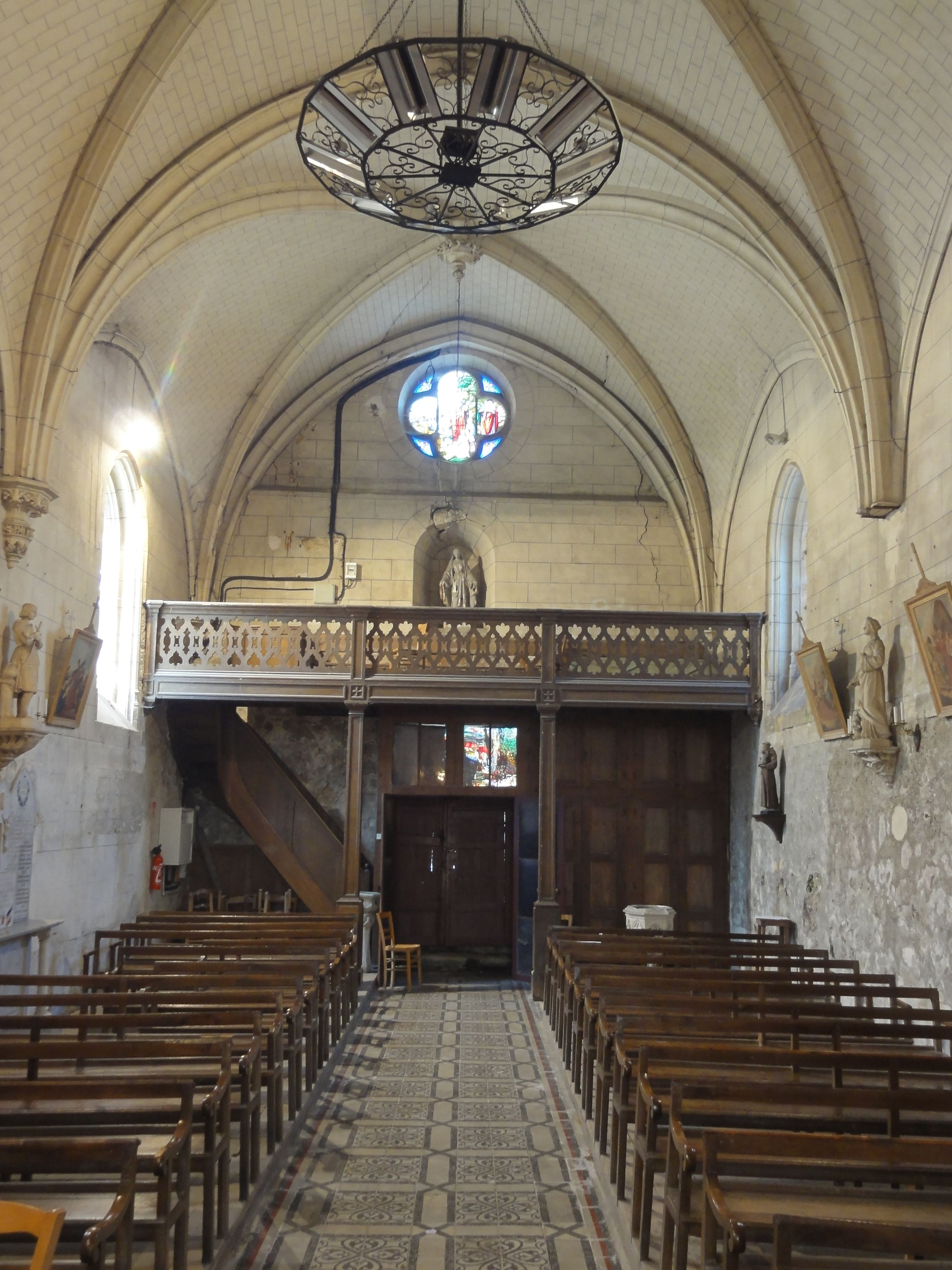
Nef, vue vers l'ouest.

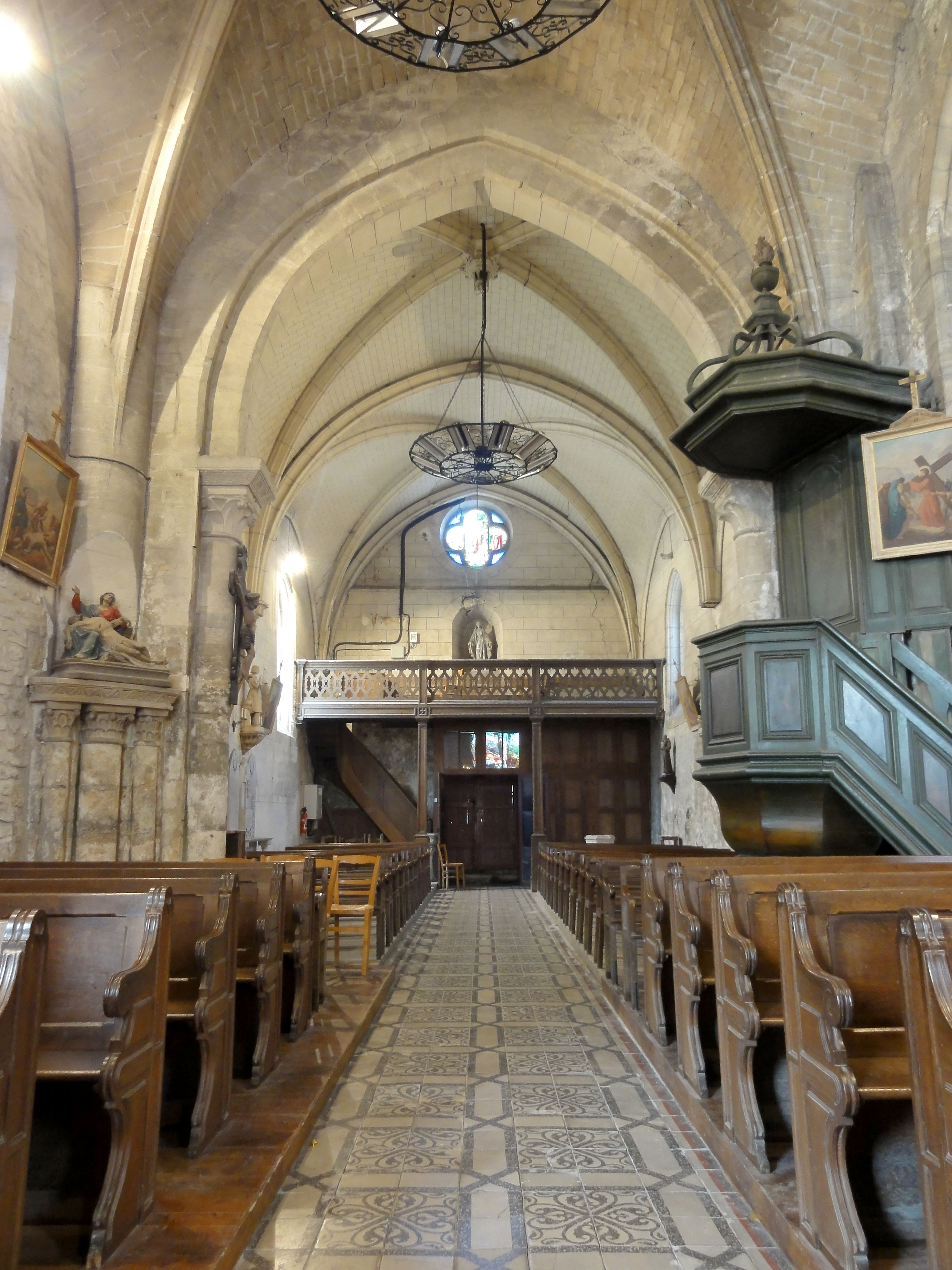
Travée supplémentaire, vue vers l'ouest.

La nef se divise en deux parties bien distinctes : la nef primitive du XIIe siècle et la travée ajoutée vers 1130, qui est susceptible d'avoir servi de base de clocher jusqu'aux alentours de 1200. Depuis le remaniement néogothique à la fin du XIXe siècle, la vieille nef romane se présente dans un style proche du gothique flamboyant. Deux fenêtres en arc brisé ont été percées dans chaque mur latéral, et ont été agrémentées de moulures prismatiques avec bases. Les nervures des deux fausses voûtes d'ogives sont également prismatiques, et retombaient sur des culs-de-lampe. Du fait de leur mauvaise qualité, un seul subsiste à ce jour, au milieu du mur méridional. Les murs ont été badigeonnés et peints en faux appareil.
Seul l'arc triomphal rappelle encore la période romane. Il est à double rouleau et simplement chanfreiné, mais la forme en tiers-point ne permet pas de le remonter avant 1130 environ, quand l'arc brisé est employé pour la première fois dans la région pour les arcades, à Rieux et Villers-Saint-Paul. L'arc triomphal appartiendrait donc à la seconde campagne de construction et non à l'église primitive, mais ses tailloirs sont bien beaucoup plus anciens, comme le montre la comparaison avec les églises de Bury, Cambronne-lès-Clermont, Mogneville ou Foulanges qui datent également d'autour de 1130, et dont les tailloirs sont moulurés. Les tailloirs avec leur décor géométrique simplement gravé seraient donc un réemploi, et rappellent les églises de Cinqueux, Morienval (massif occidental) et Rhuis, qui datent de la seconde moitié du XIe siècle. En revanche, les chapiteaux évoquent une tout autre époque. Ils sont garnis de grandes feuilles d'angle relativement plates, et d'une feuille striée plus petite au milieu de chaque face libre de la corbeille. Même si les feuilles d'eau sont déjà répandues à la période romane, les extrémités ne s'enroulent en crochets qu'à la période gothique. Les chapiteaux dateraient donc de la reconstruction gothique de la travée supplémentaire, autour de 1200. Cependant, l'apparition de tailloirs à décor géométrique sur le faisceau de colonnettes coupé dans l'angle sud-ouest de cette travée et sur l'autel des Vierges, et l'apparition de chapiteaux gothiques aux mêmes endroits et sur les crédences flanquant le maître-autel fait peser des doutes sur l'authenticité des différents éléments de l'arc triomphal, qui peuvent aussi bien être des pièces rapportées ou des imitations.
La travée supplémentaire est marquée par sa voûte sexpartite flamboyante, dont les ogives au profil prismatique retombent sur des culs-de-lampe sculptés de feuillages ou de chimères, sauf dans l'angle sud-ouest, où l'ogive pénètre dans un gros pilier rond. Il prenait peut-être appui sur les trois colonnettes coupées déjà décrites, mais a été évasé dans sa partie inférieure, de sorte que les colonnettes puissent servir de support à une Pietà. Cette disposition peut surprendre, car elle témoigne d'un remaniement mené avec beaucoup de compromis, mais les vestiges des supports des années 1130 dans les angles nord-ouest et nord-est vont dans le même sens. Ce sont les derniers éléments qui restent de la seconde campagne de travaux, qui vit la construction d'une travée de nef avec bas-côtés, où d'une base de clocher accompagnée de chapelles, et sans doute la construction d'un chœur assorti. Pas beaucoup plus ne rappelle la reconstruction de la période gothique primitive, autour de 1200 : c'est essentiellement le mur méridional, en petit appareil, percée d'une lancette simple en tiers-point dans laquelle s'inscrit une tête trilobée, et d'une fenêtre en plein cintre du XIIe siècle ou postérieure. L'arcade vers la croisée du transept est en cintre surbaissé, aussi large que la travée, et a les arêtes abattues et retombe sur de simples impostes. Au nord, l'arcade vers la base du clocher est tout au contraire en tiers-point, et moulurée d'une étroite et d'une large gorge. Elle ne dispose pas de supports, et à gauche et à droite, les piles méridionales du clocher font légèrement saillie sous la forme de pilastres.

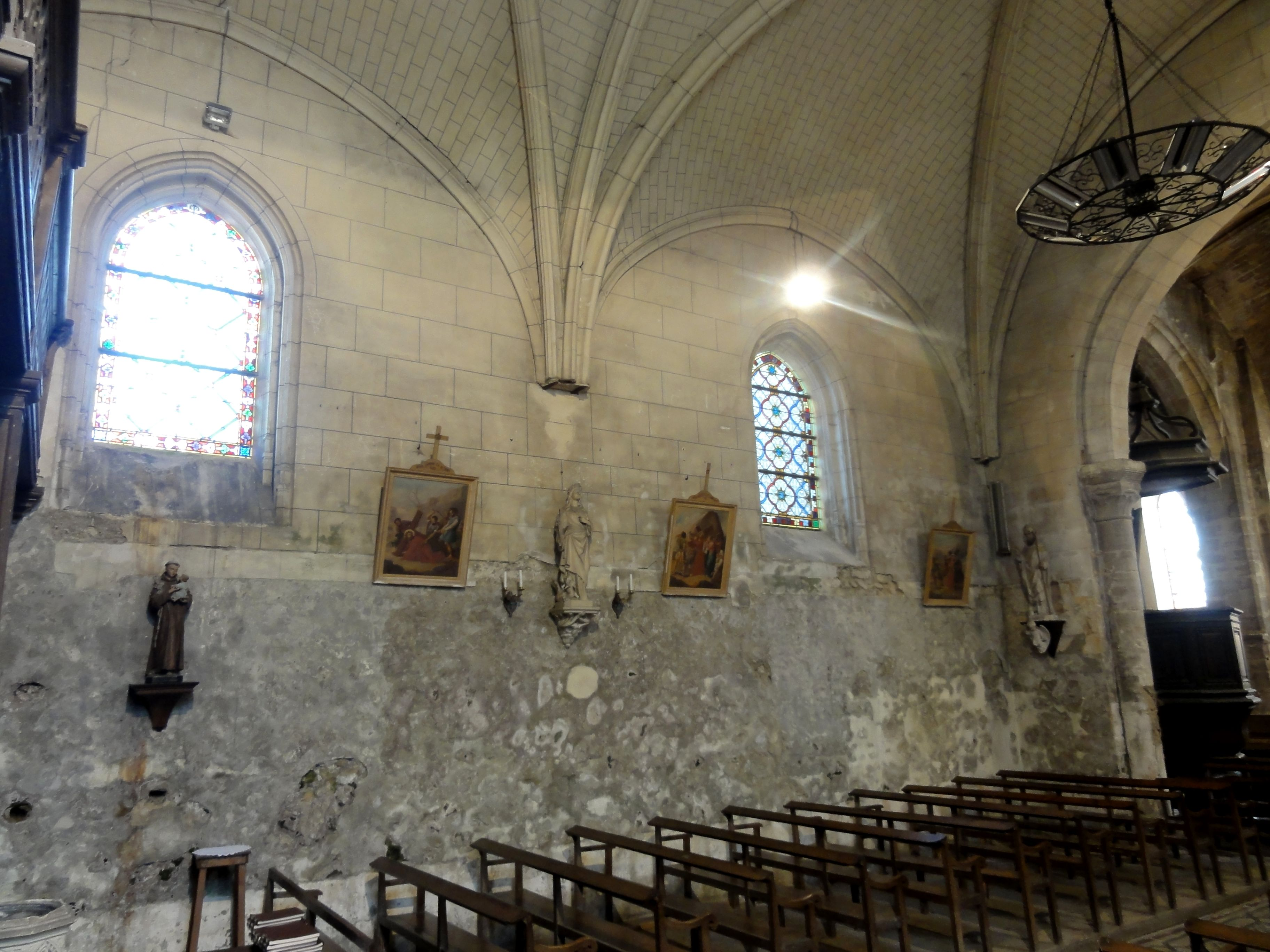
Nef, côté nord.
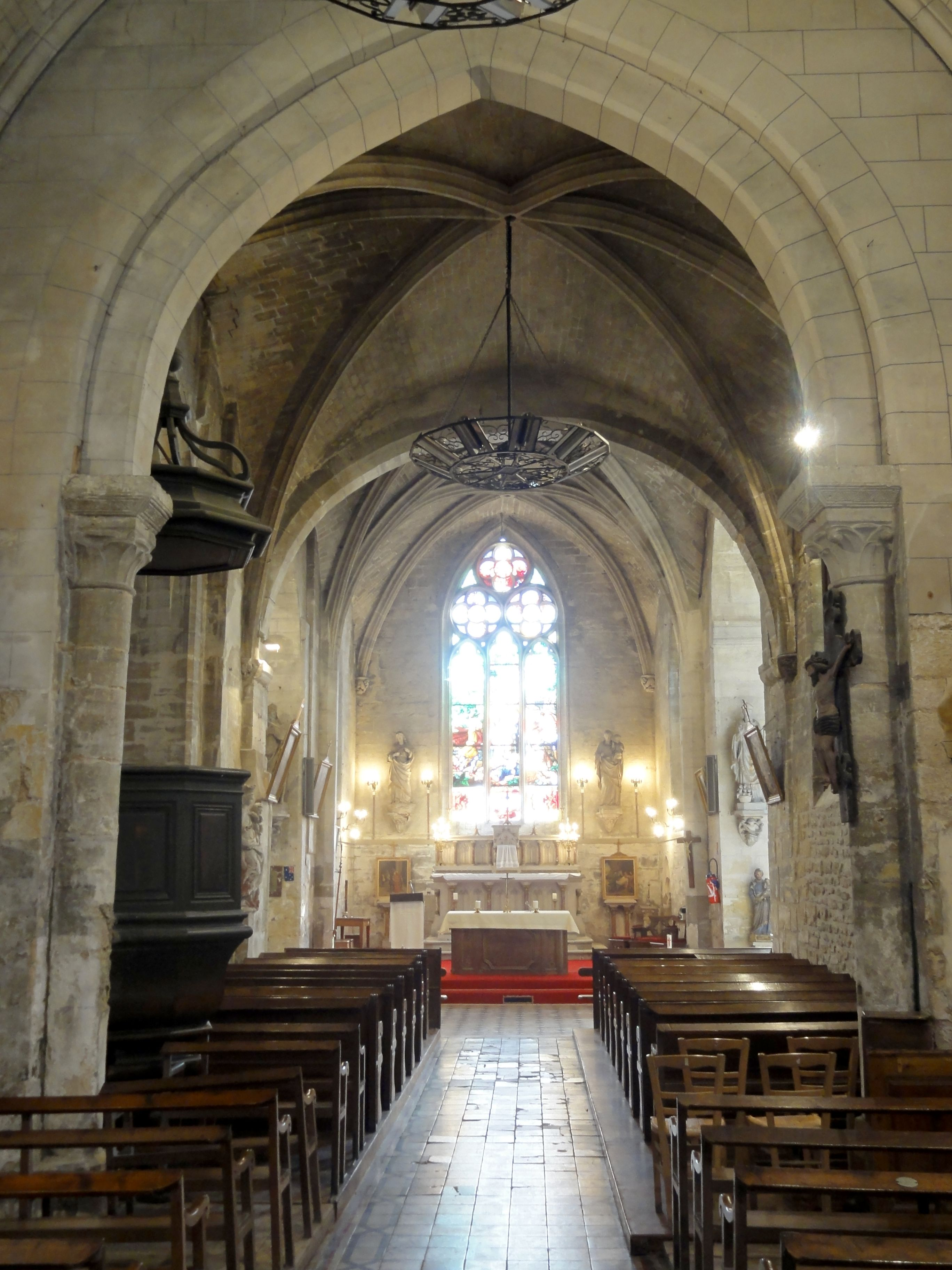
Arc triomphal, vue vers l'est.
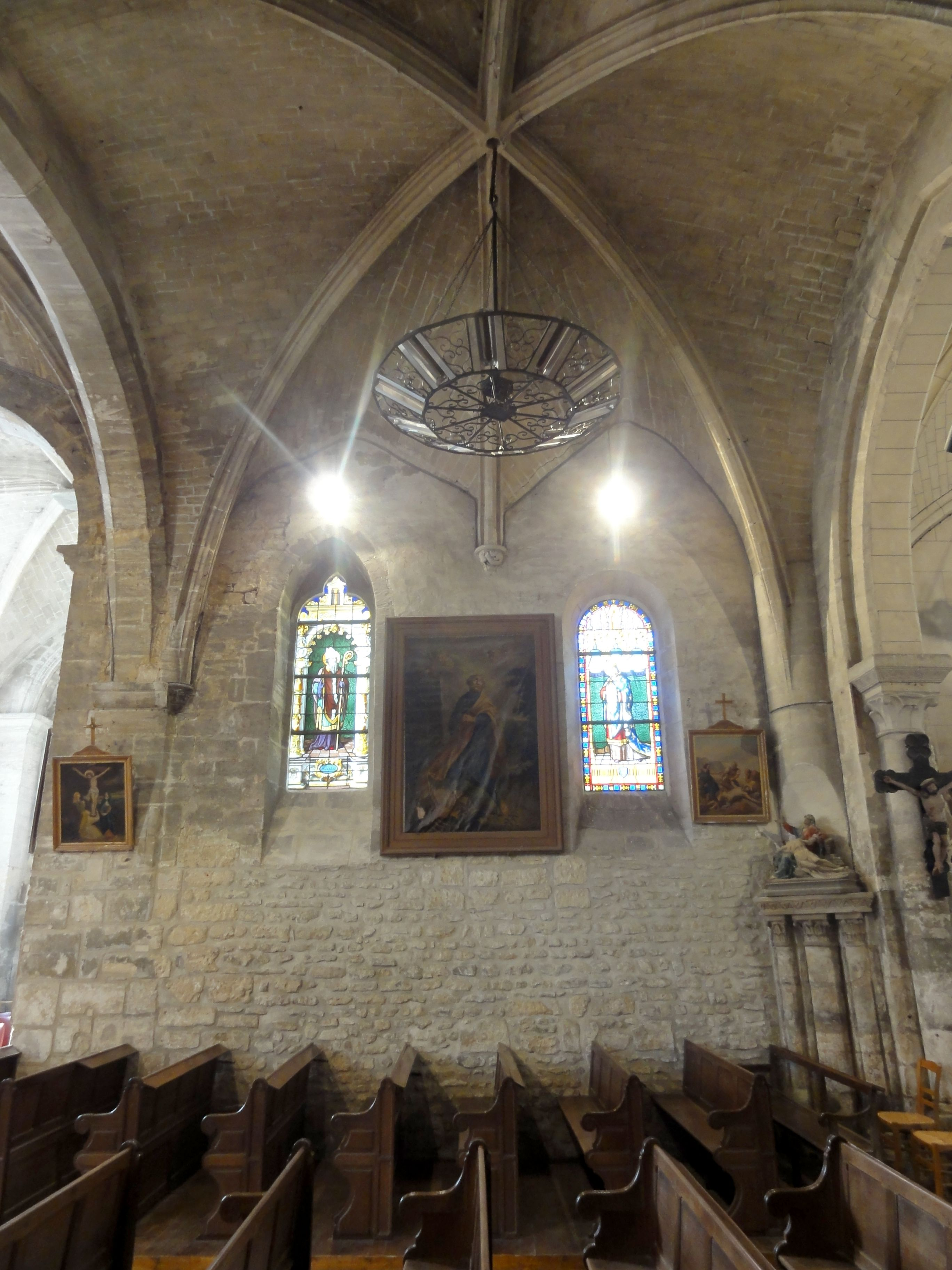
Travée supplémentaire, côté sud.
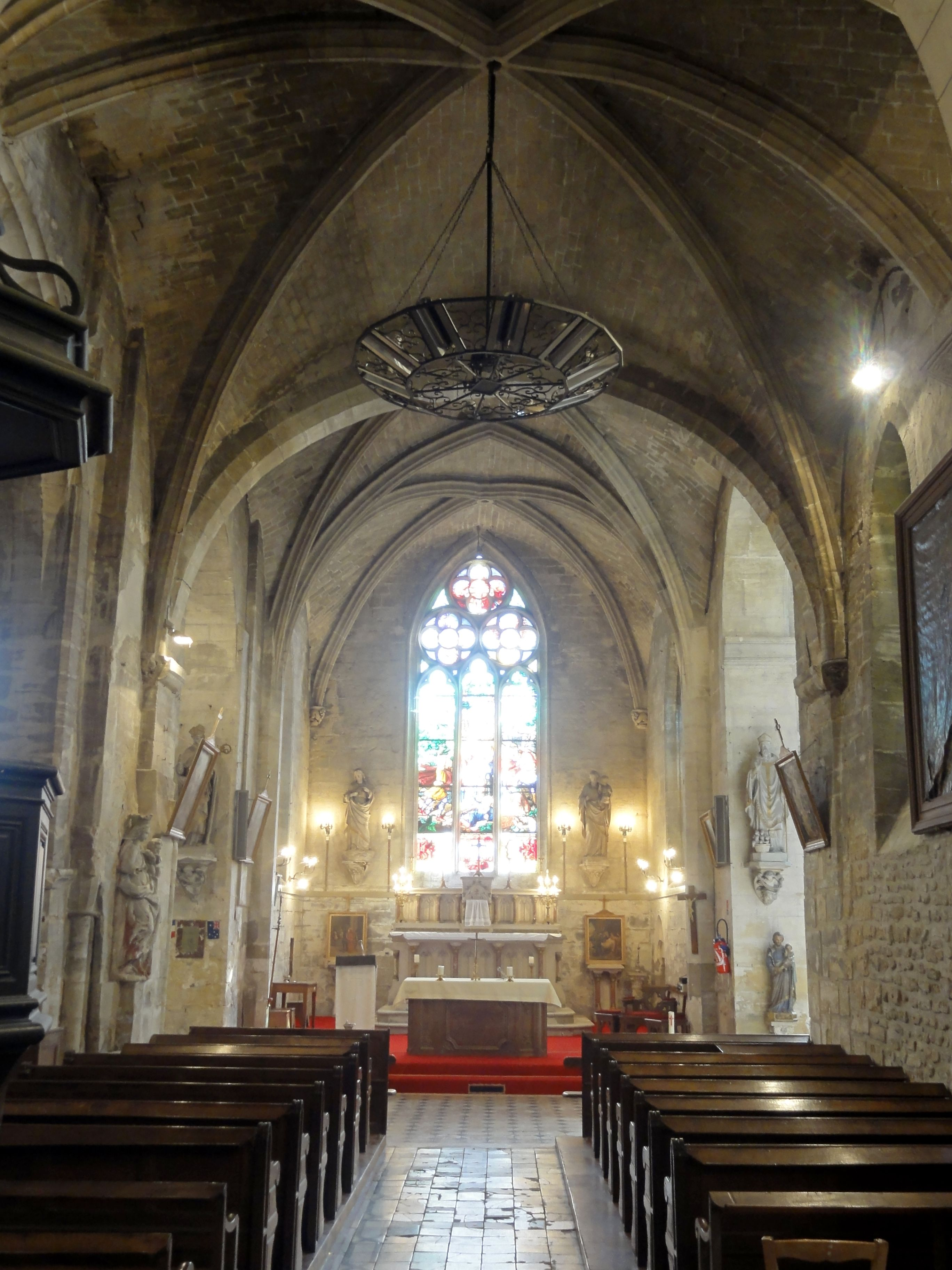
Travée supplémentaire, vue vers l'est.
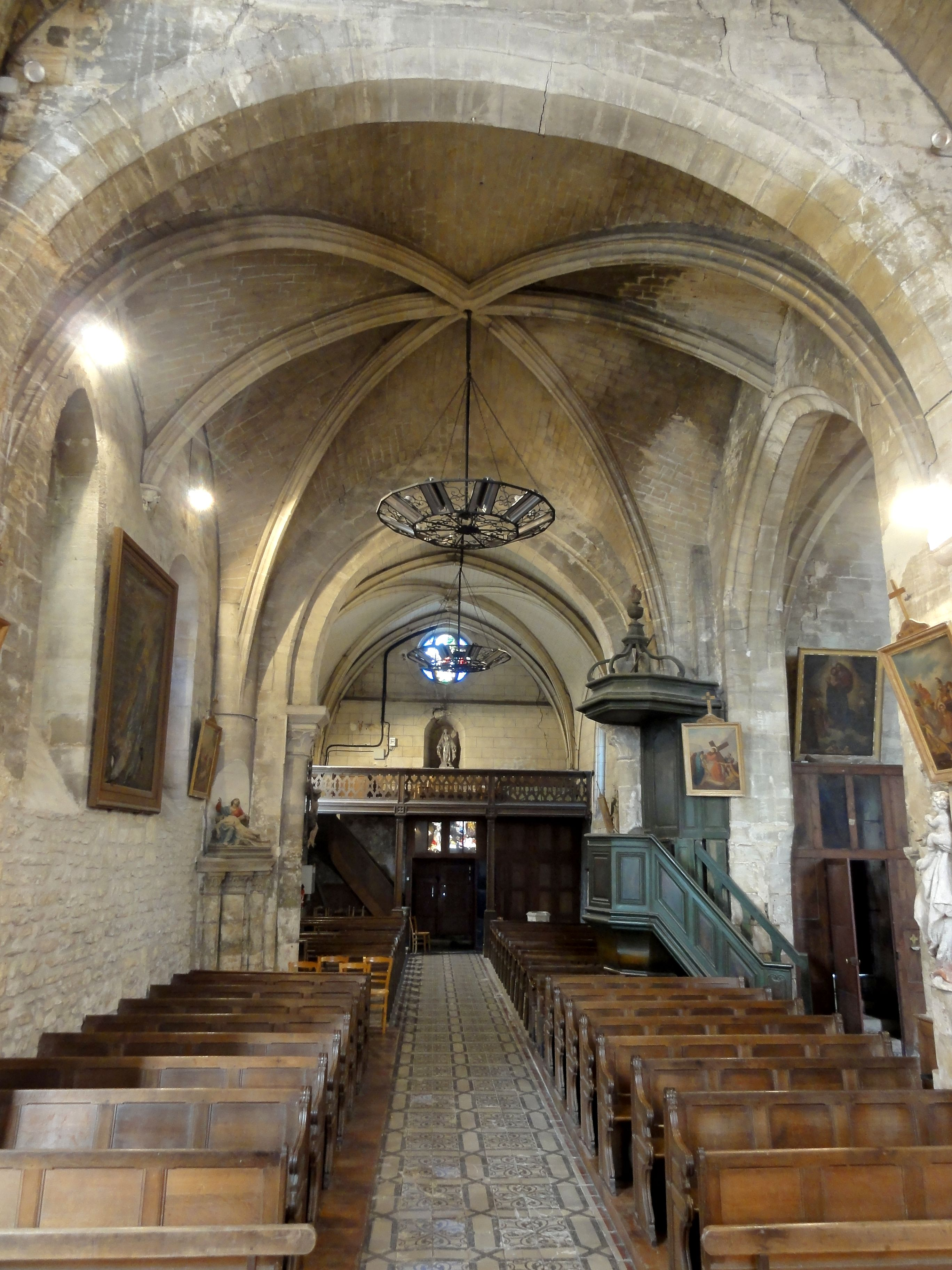
Vue depuis la croisée du transept.
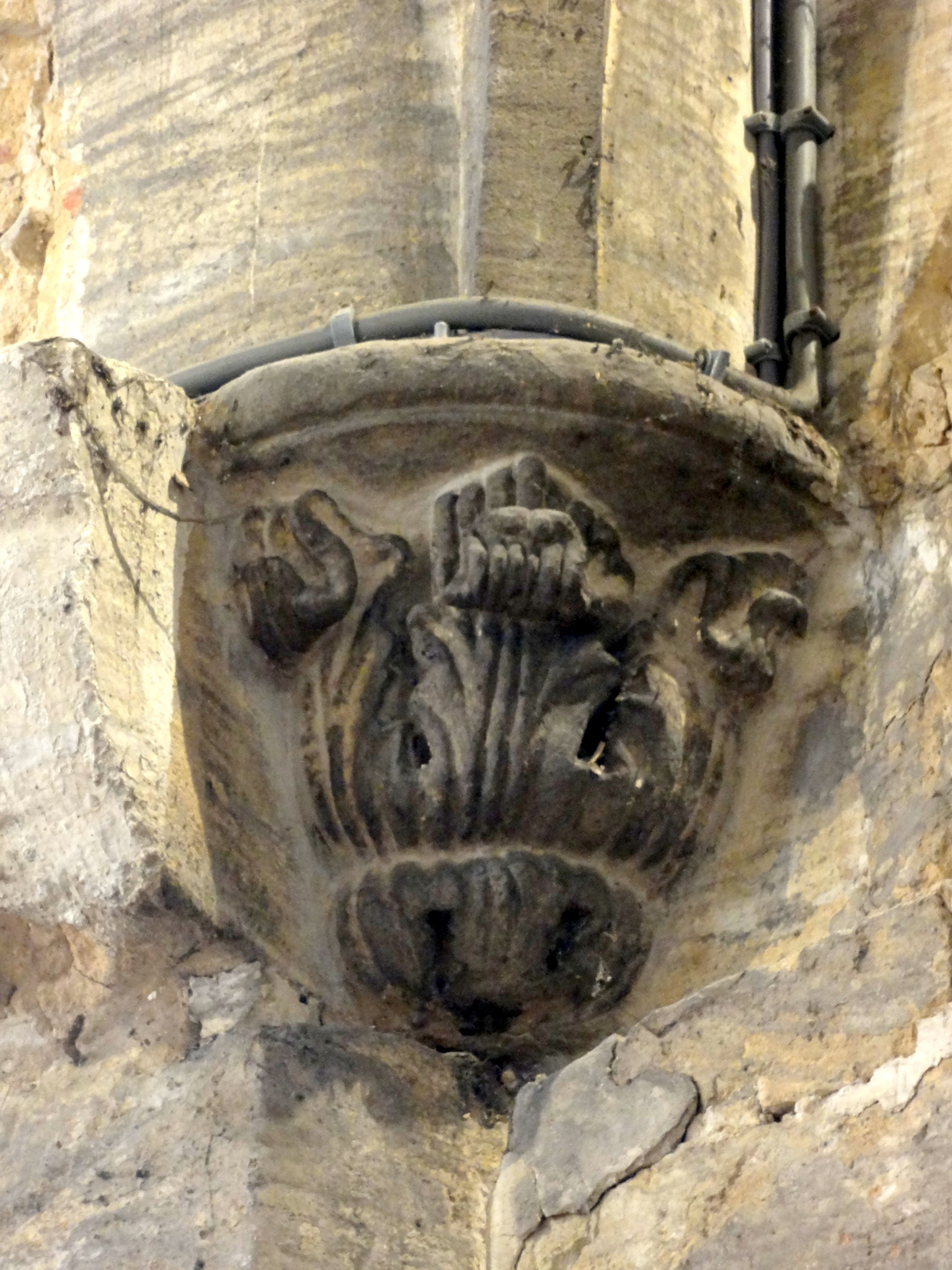
Travée supplémentaire, cul-de-lampe.

#### Croisillon nord

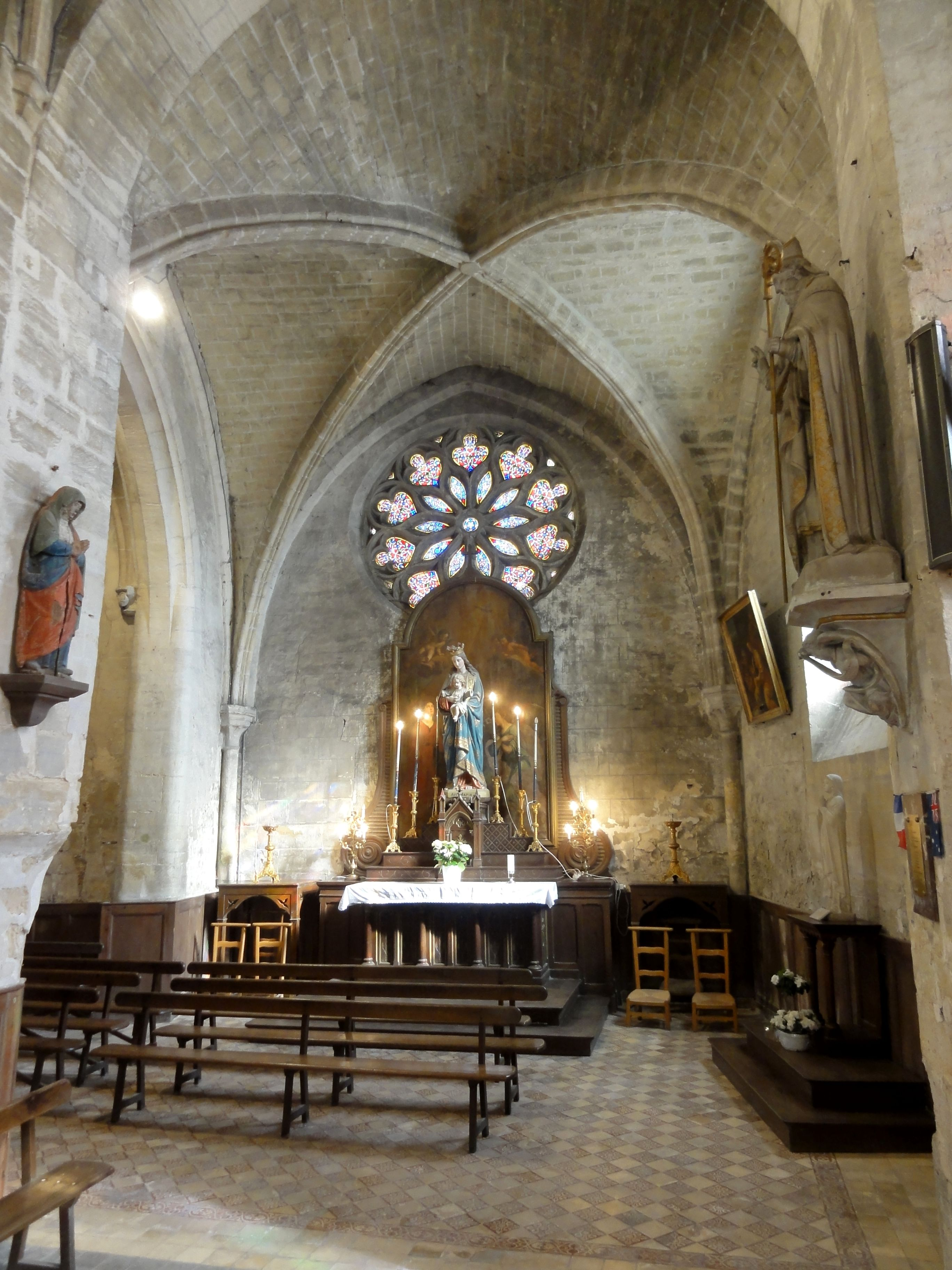
Croisillon nord.

Le croisillon nord est une chapelle assez spacieuse, dédiée à la Vierge Marie, dont l'autel n'est pas orientée, mais placé au droit du mur septentrional, sous la rosace déjà mentionnée. Le profil aigu des ogives, l'ampleur de l'espace et la modeste hauteur donnent une position très basse des chapiteaux correspondant à la voûte. Cette configuration permet de comprendre pourquoi les chapiteaux sans emploi dans l'angle nord-ouest de la croisée se situent à un tel niveau tout en pouvant être considérées comme les supports de la voûte d'autour de 1200, remplacée à la période flamboyante. Depuis la reconstruction du croisillon sud ou chapelle seigneuriale à la Renaissance, le croisillon nord possède la voûte la plus ancienne de l'église Saint-Léger. Le profil des ogives est d'une arête entre deux tores, ce qui est l'un des profils déjà très répandus avant le milieu du XIIe siècle, mais il est alors plus épais. La chapelle construite au nord du chœur de l'église de Foulangues vers 1200 possède par ailleurs une voûte semblable à celle du croisillon nord.
La voûte retombe sur un culot dans l'angle sud-est, où la porte de l'escalier desservant les combles n'a pas permis de positionner une colonnette, et sur les tailloirs de chapiteaux de crochets d'une facture très simple, portés par de fines colonnettes en délit, dans les angles de part et d'autre du mur du nord. Dans l'angle sud-ouest, l'ouverture de l'arcade vers la base du clocher a entraîné la suppression de la colonnette et son remplacement par un culot. Le formeret subsiste néanmoins au-dessus de cette arcade, ainsi qu'au nord et à l'est. Le profil utilitaire des formerets, qui sont formés par un rang de claveaux aux arêtes abattus, contraste avec l'élégance des colonnettes. Reste à revenir sur l'arcade vers la croisée du transept. Bien que les colonnettes sans emploi dans l'angle nord-ouest de la croisée indiquent que celle-ci est bien contemporaine du croisillon nord, l'arcade ne l'est pas, car en plein cintre, non moulurée et très épaisse. Ceci évoque une arcade sous une base de clocher, mais si la croisée a supporté un clocher de la période gothique, ses arcades ont dû être refaites avant la chute de ce clocher : l'on aurait sinon opté pour des arc-doubleaux plus discrets, comme entre la croisée du transept et le chœur.

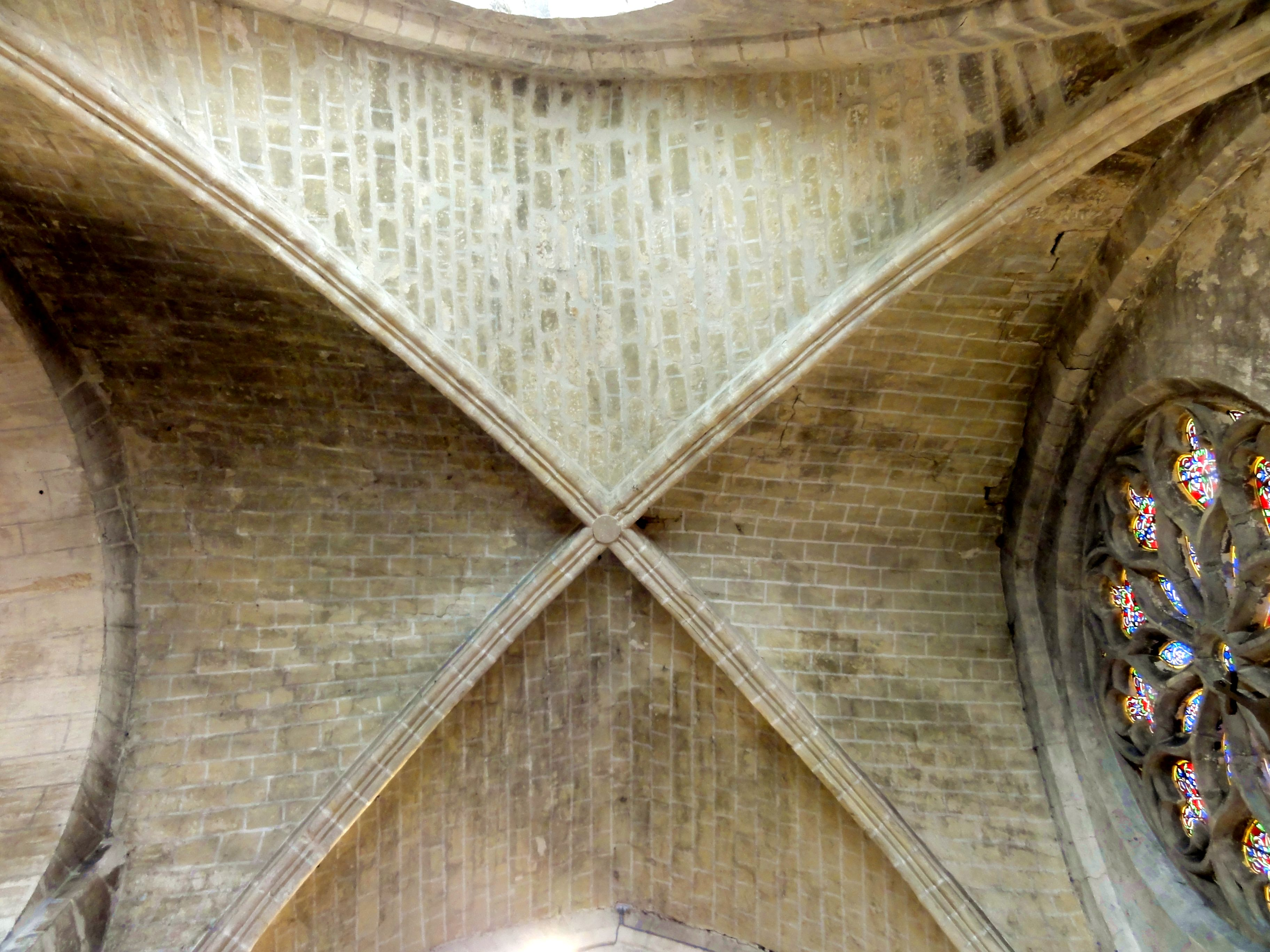
Voûte du croisillon nord.
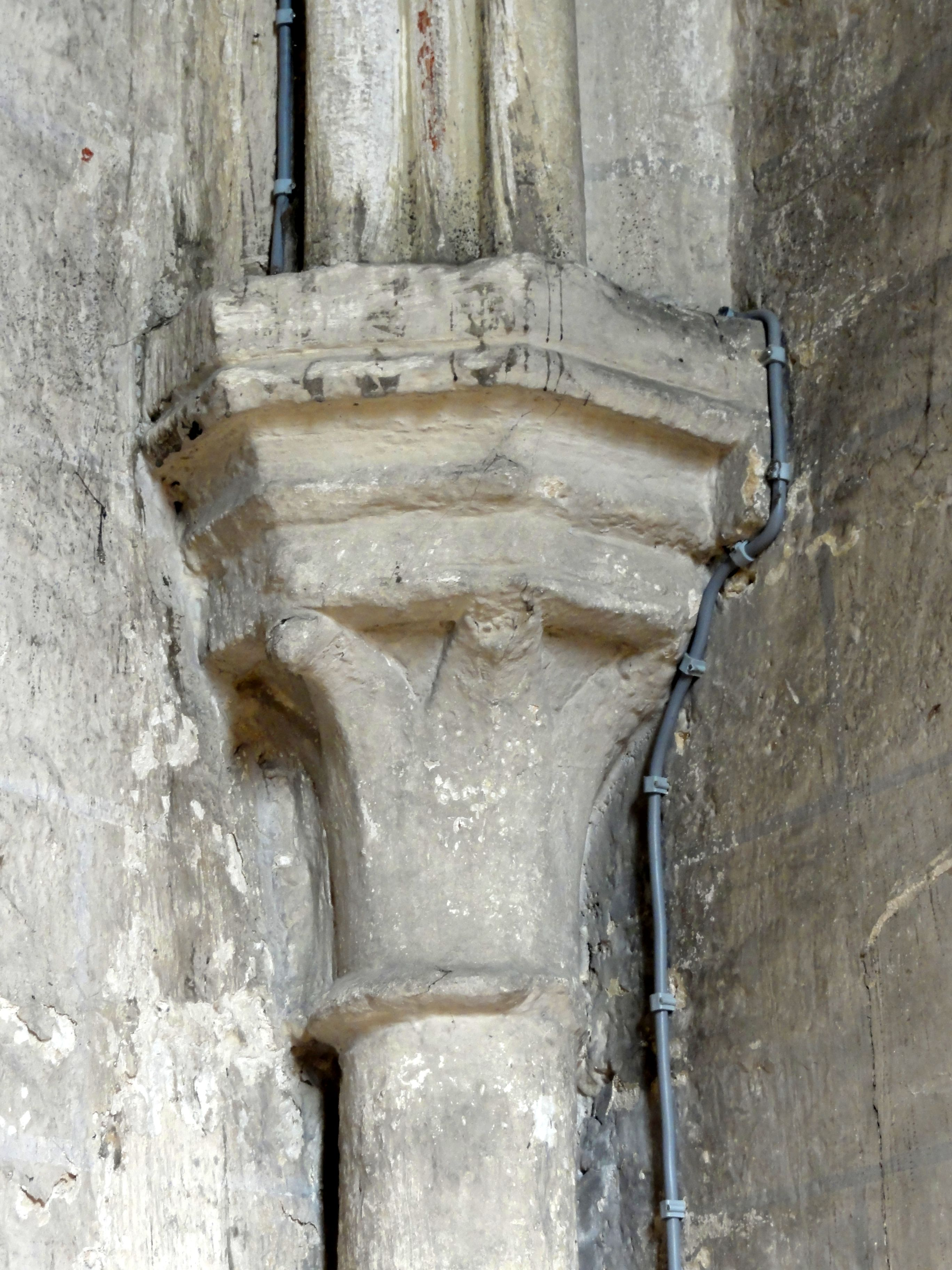
Chapiteau de la voûte.
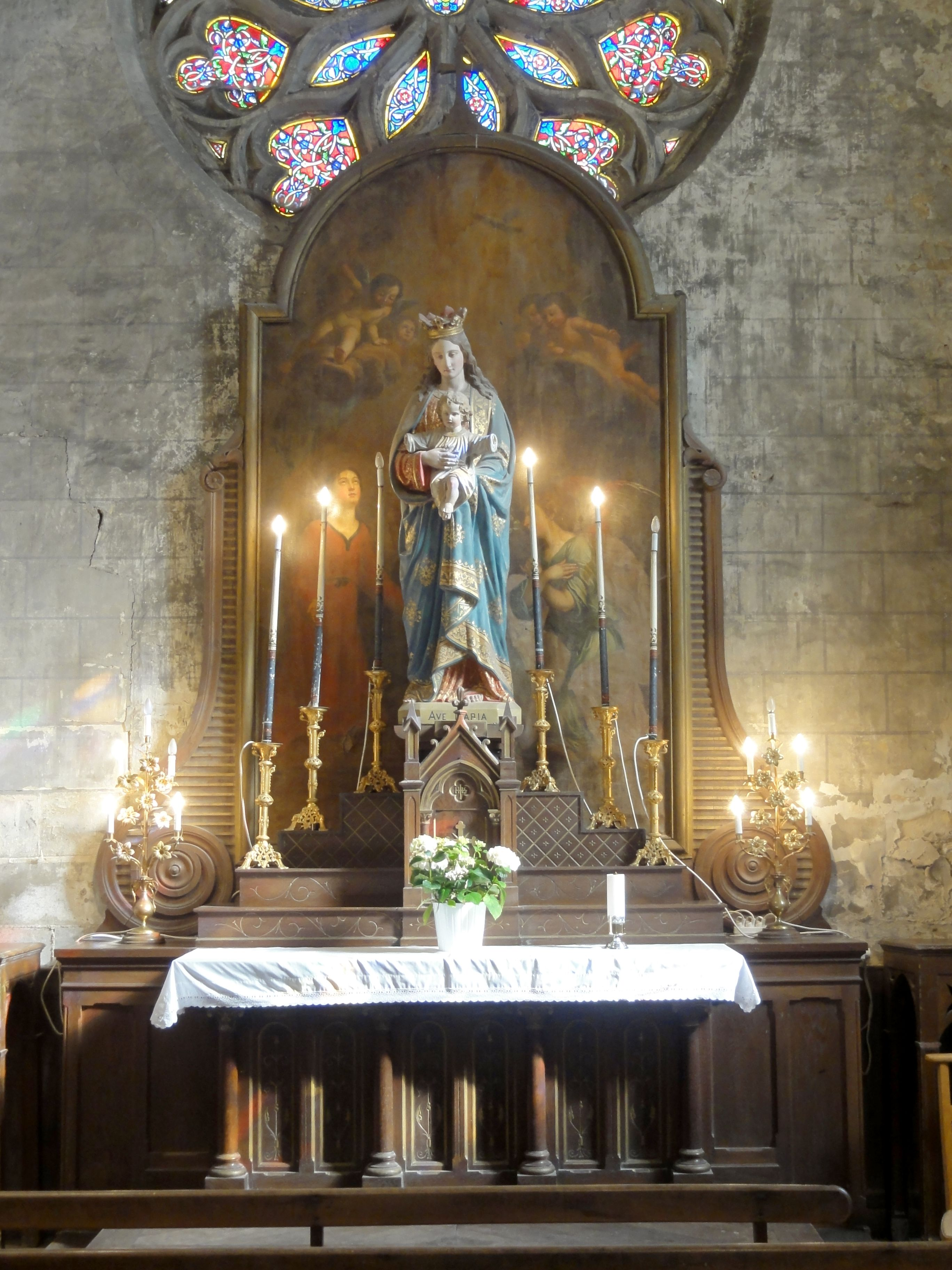
Autel de la Vierge.
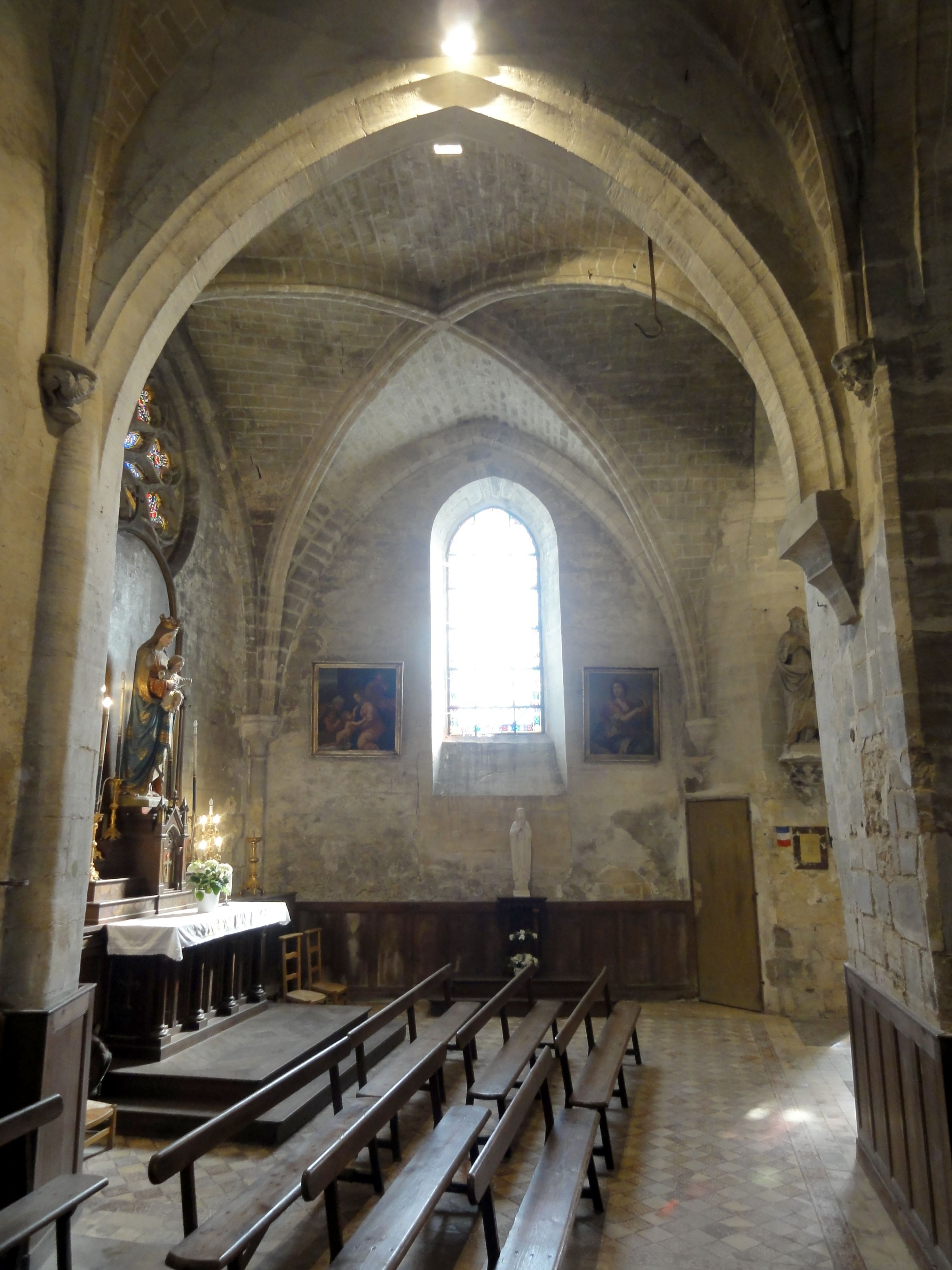
Vue vers l'est.
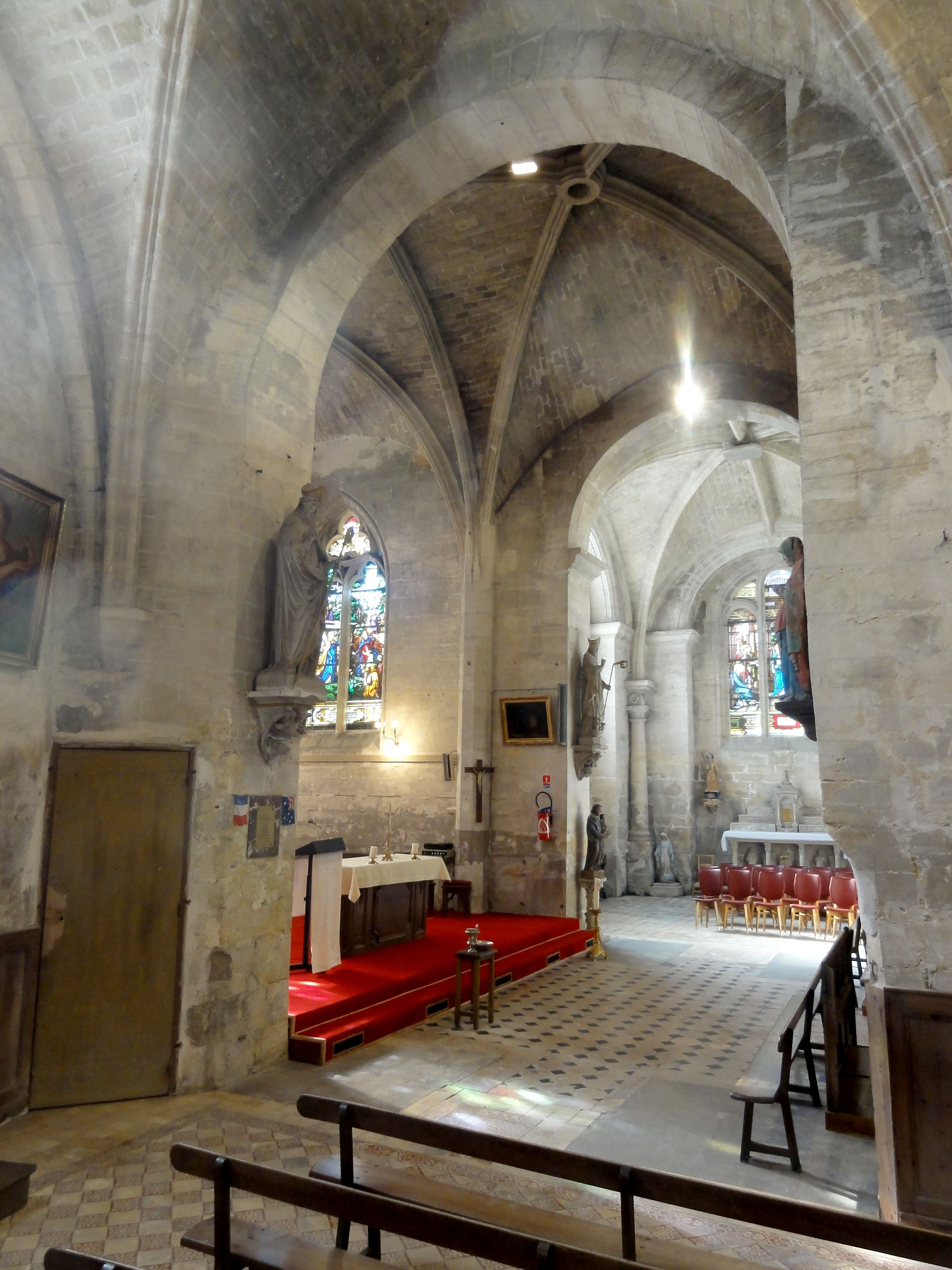
Vue vers le sud.
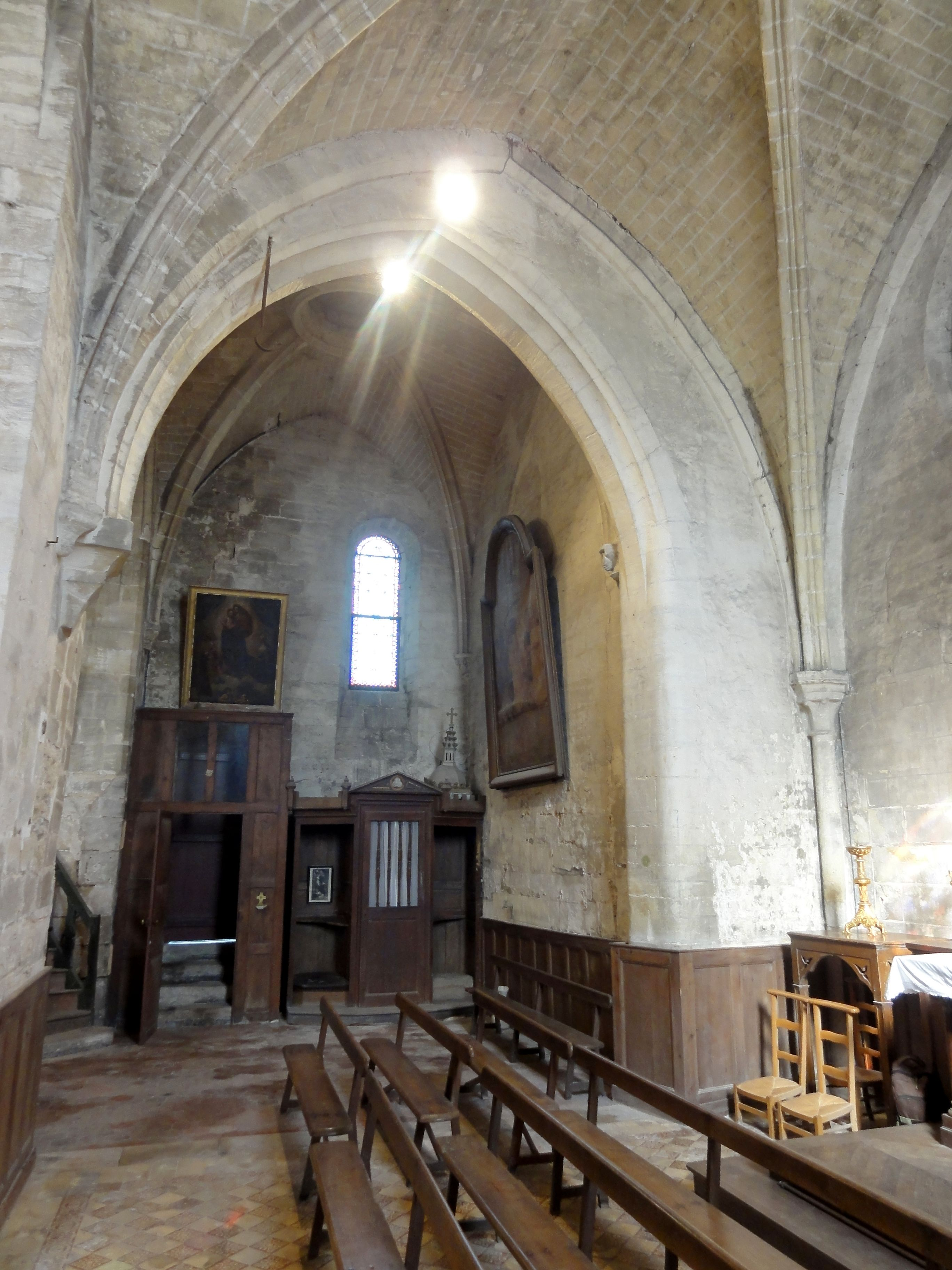
Vue vers l'ouest.

#### Croisée du transept et chœur

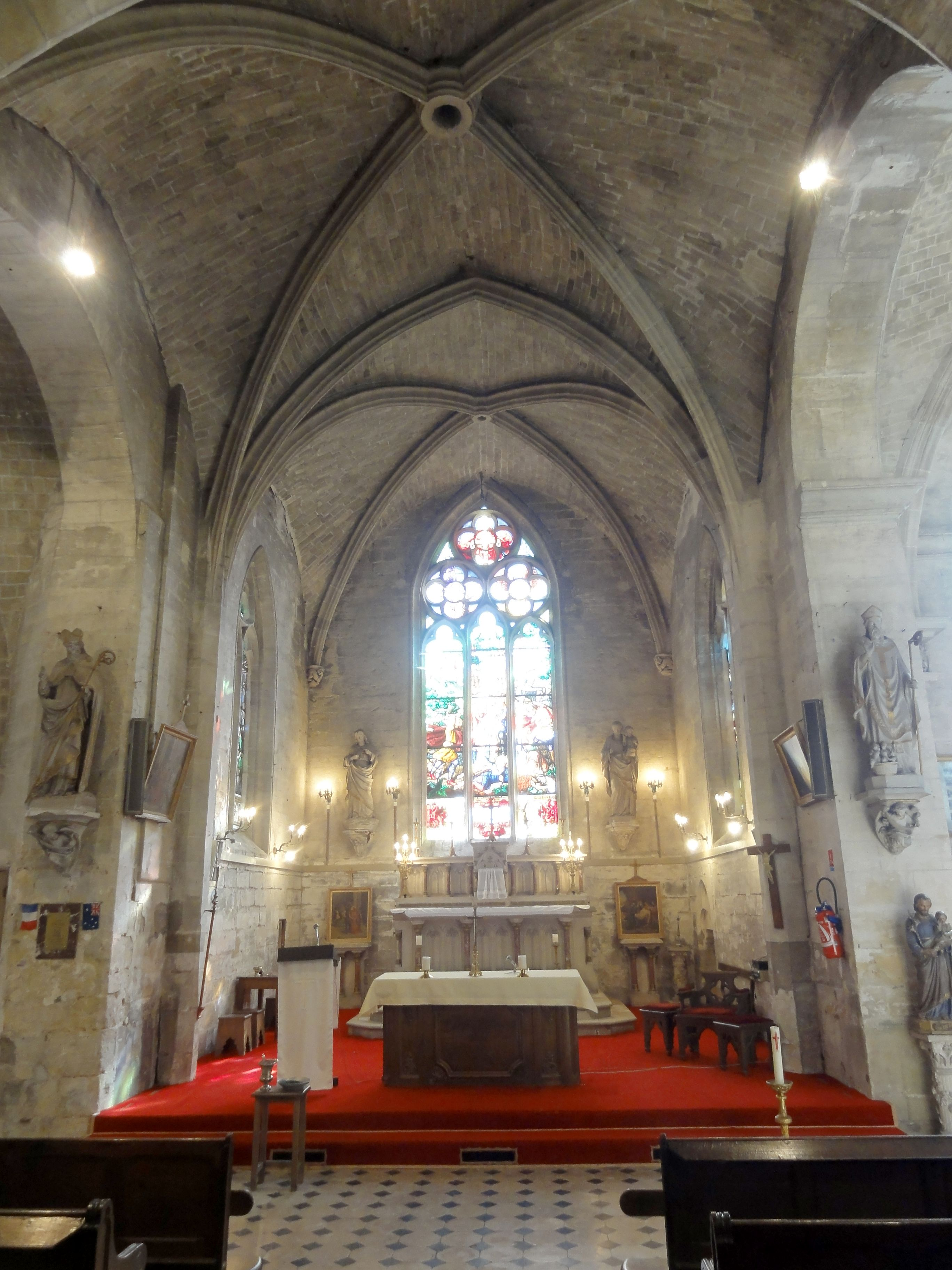
Croisée, vue vers l'est.

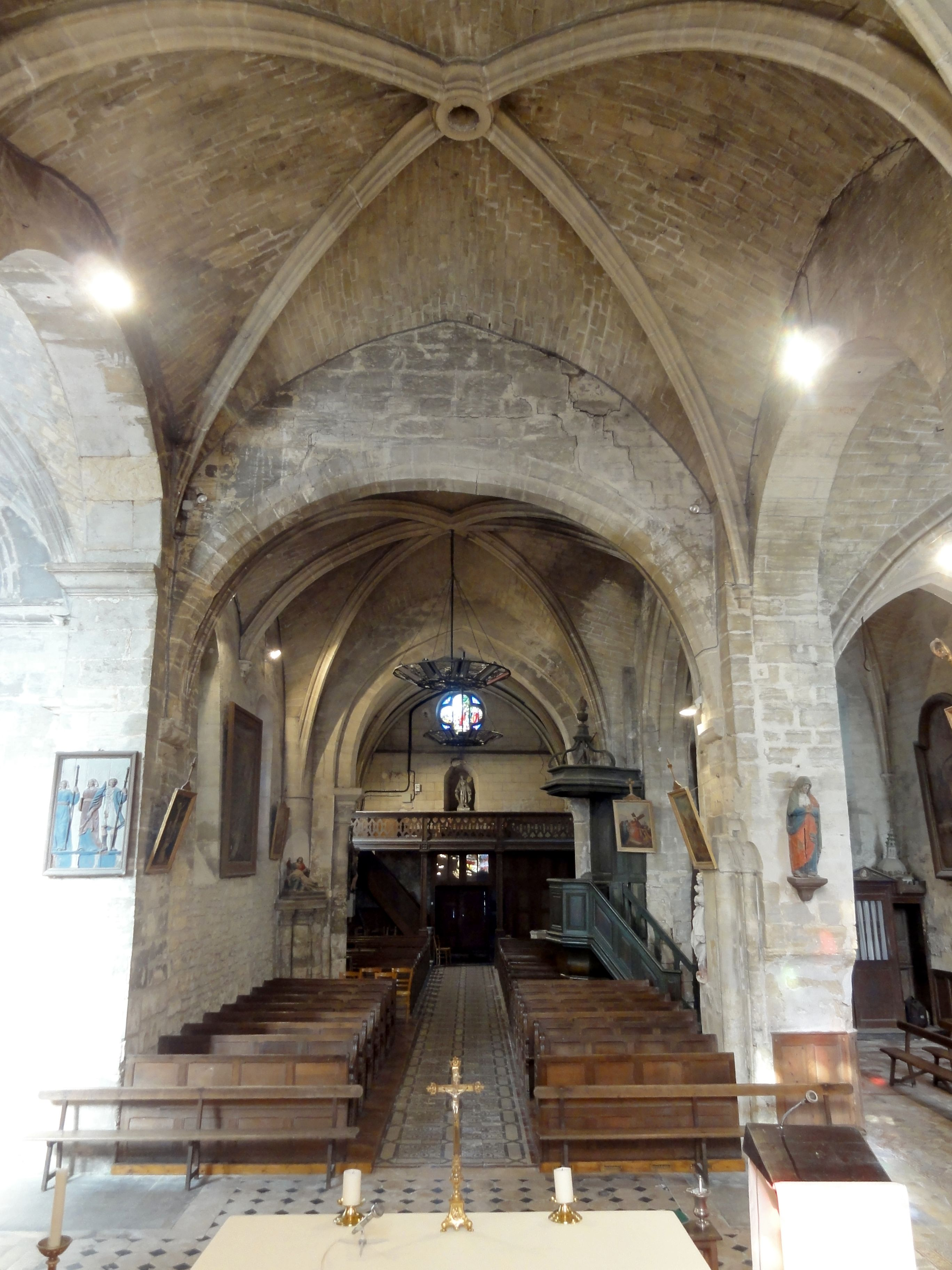
Croisée, vue vers l'ouest.

La croisée du transept et le chœur semblent former une entité homogène, ce qui est suggéré par l'ensemble de deux voûtes d'ogives, dont le profil aigu évoque la période flamboyante, qui dans la région dure du dernier tiers du XVe siècle au premier tiers du XVIe siècle, et parfois un peu plus longtemps. Or, le remplage rayonnant tardif des fenêtres prouve que les murs du chœur existaient dans leur forme actuelle au XIVe siècle, et la piscine liturgique ménagée dans le mur méridional du chœur renvoie également à la période rayonnante. Elle est surmontée d'une arcature trilobée en bas-relief, qui correspond tout à fait aux têtes trilobées des lancettes des fenêtres. Dans la croisée du transept, les deux colonnettes à chapiteaux dans l'angle nord-ouest démontrent qu'elle a existé sous une autre forme dès le début du XIIIe siècle. Vers le nord, vers l'ouest et vers le sud, la croisée est délimitée par d'épaisses arcades en plein cintre, non moulurées et retombant sur de simples impostes. Une quatrième a existé vers l'est. Son départ est toujours visible, mais au moment de la construction des voûtes actuelles, elle a été remplacée par un simple arc-doubleau.
Le tracé du doubleau et des arcs d'inscription des voûtes est aigu, mais le tracé des ogives est surbaissé, ce qui explique qu'elles retombent à un niveau plus élevé que dans le croisillon nord. Dans les angles près de l'arcade vers la travée supplémentaire de la nef, la retombée s'effectue sur un culot non sculpté au nord, et à côté d'un tel culot, situé un peu plus haut, au sud. À l'intersection entre les deux travées, qui se situe déjà entre les murs latéraux du chœur, les ogives pénètrent dans deux piliers engagés. Leur section correspond à un demi-octogone. Dans les angles près du chevet, l'on trouve deux culs-de-lampe sculptés de chimères. Pratiquement identiques, ils ne sont pas de la même facture que ceux qui existent dans la travée supplémentaire de la nef et la base du clocher, où par ailleurs les motifs ne se répètent pas. L'iconographie est purement gothique, et cette absence d'influences de l'art de la Renaissance exclut un voûtement pendant la seconde moitié du XVIe ou au XVIIe siècle. Mais à moins de pouvoir faire reculer la date des arcades en plein cintre à la période romane tardive, qui voit pourtant l'emploi de colonnettes à chapiteaux dans la travée supplémentaire de la nef, les voûtes ne peuvent pas non plus dater de la période flamboyante contrairement aux apparences, car les arcades délimitant la croisée du transept ne datent que du milieu du XVIe siècle au plus tôt, et sont antérieures aux voûtes. La forme rudimentaire des piliers, la retombée des ogives sur des culs-de-lampe dans les angles et l'absence de formerets sont du reste les signes habituels d'un voûtement secondaire. En conclusion, les voûtes ne peuvent dater que du XIXe siècle.
D'autres questionnements sont suscités par les arcades en plein cintre délimitant la croisée. La solidité ayant visiblement primé sur l'aspect esthétique, l'hypothèse d'une ancienne base de clocher peut être envisagée. S'il a existé, ce clocher a dû disparaître avant le lancement des voûtes actuelles. Mais il est également plausible que les arcades résultent d'une simplification des principes esthétiques en vigueur à la Renaissance, ou de l'inachèvement de leur mouluration, et au moins l'arcade vers le croisillon sud paraît contemporaine de celui-ci, ce qui se constate en la regardant depuis le croisillon. Cette observation n'exclut pas un clocher, mais il est peu vraisemblable que sa base aurait encore été reprise en sous-œuvre à la Renaissance, alors que la base du clocher actuel était déjà construite depuis le premier quart du XVIe siècle. Plutôt que d'une coûteuse reprise en sous-œuvre nécessitant un puissant étayage du clocher, peu pratiquée depuis la fin du Moyen Âge, il s'agit d'une simple reconstruction. Seule la découverte de documents d'archives inexploités serait susceptible de donner une réponse définitive aux différentes questions.

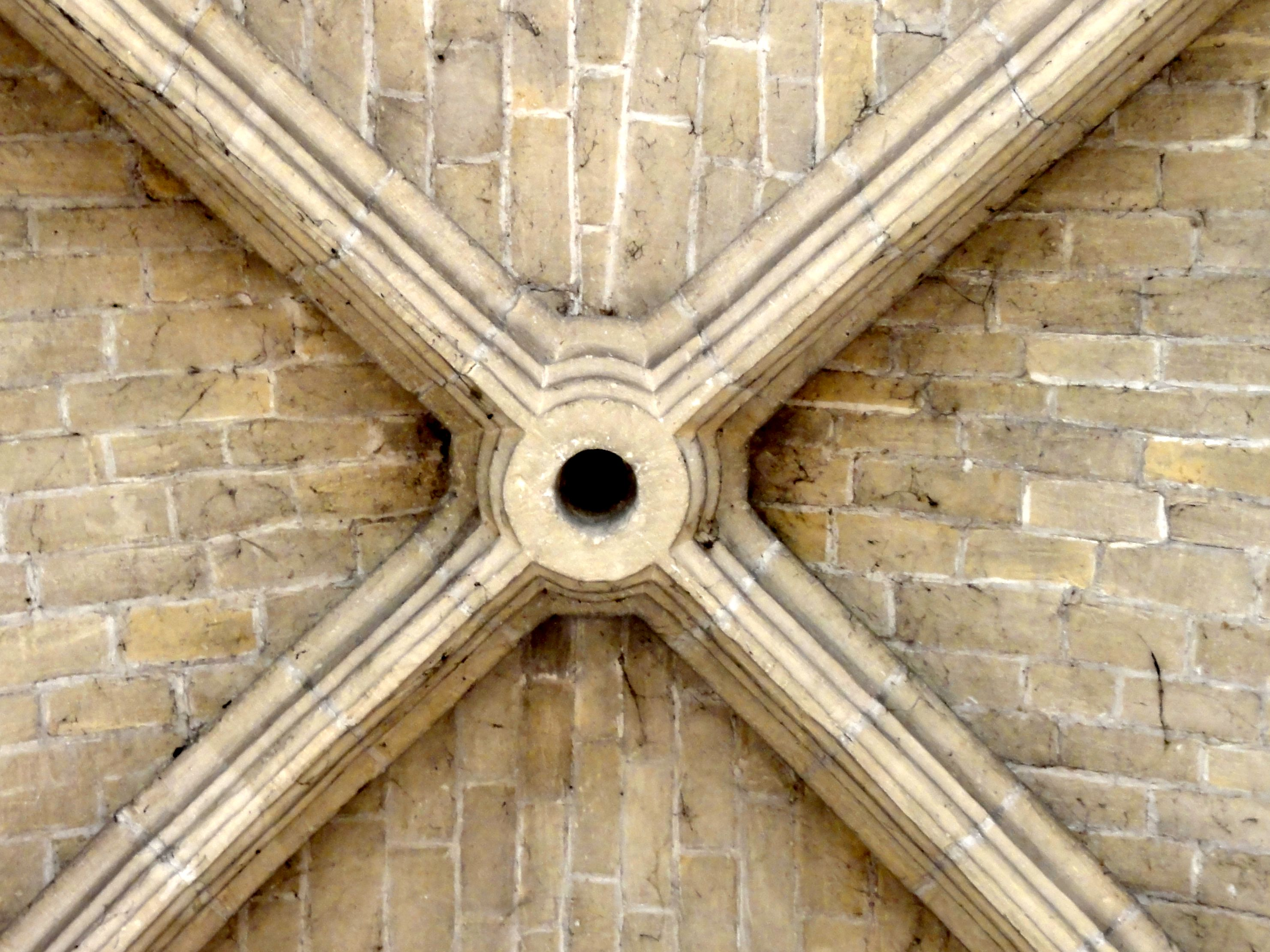
Chœur, clé de voûte.
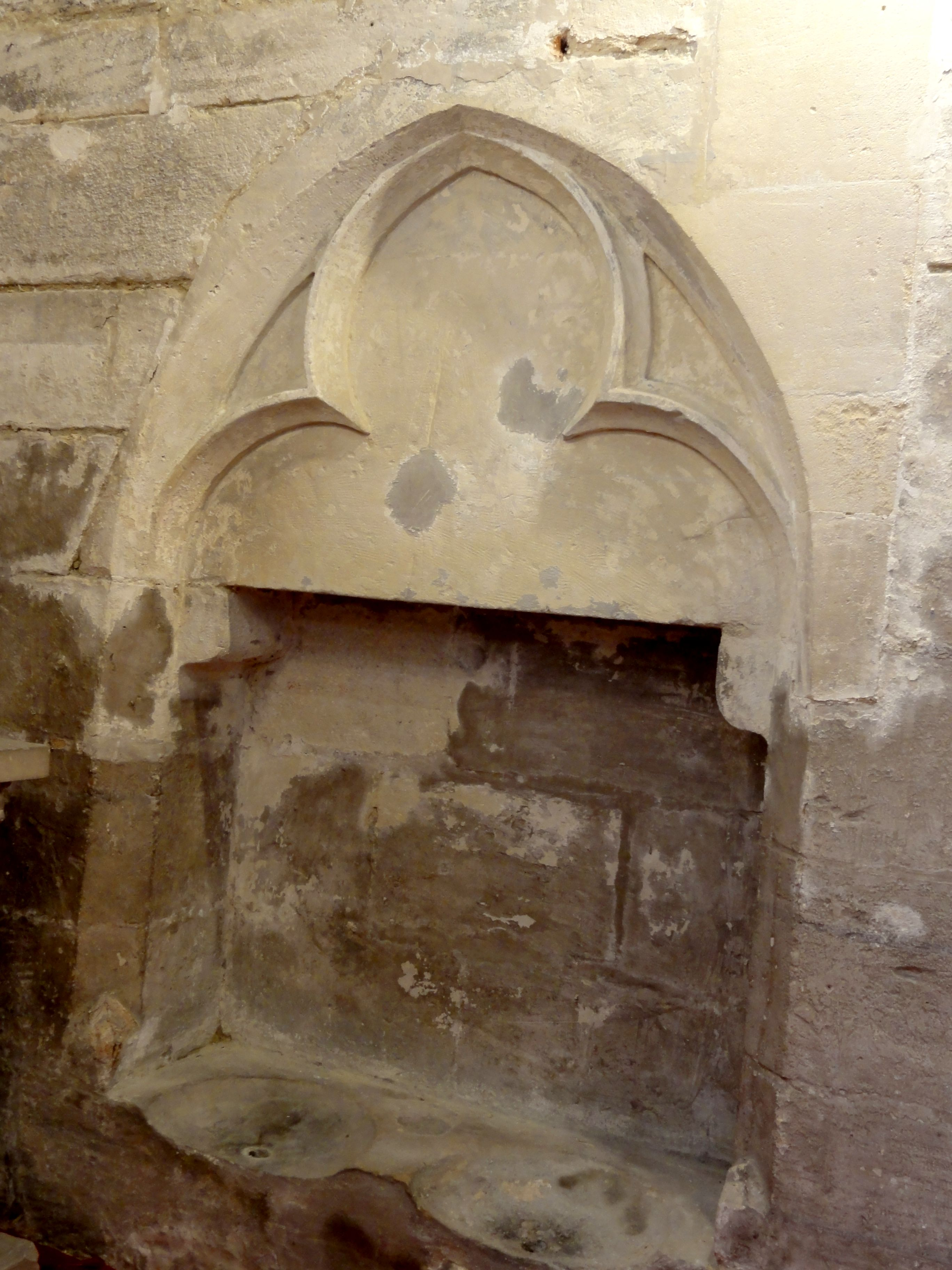
Chœur, piscine côté sud.
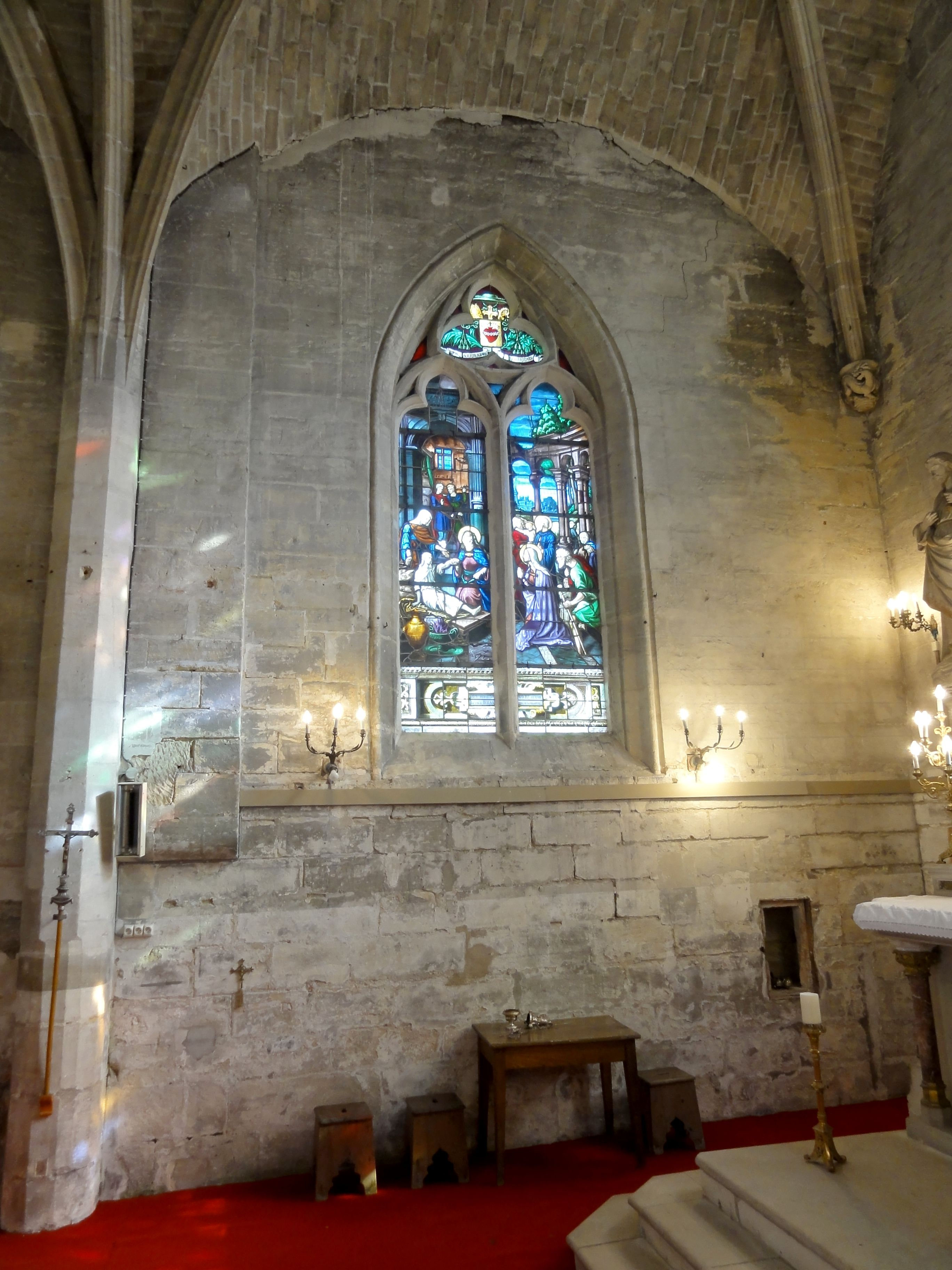
Chœur, côté nord.
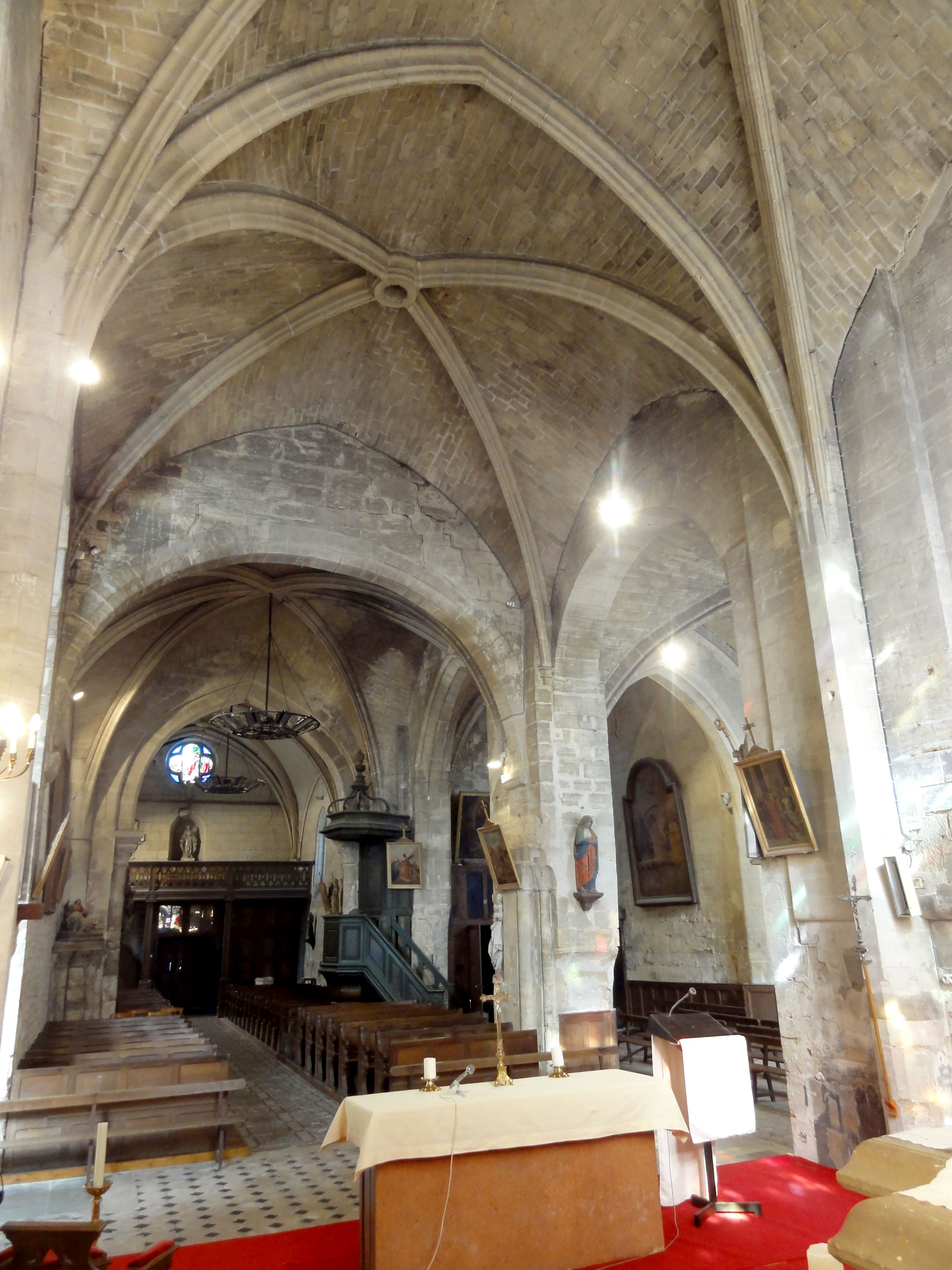
Chœur, vue vers l'ouest.
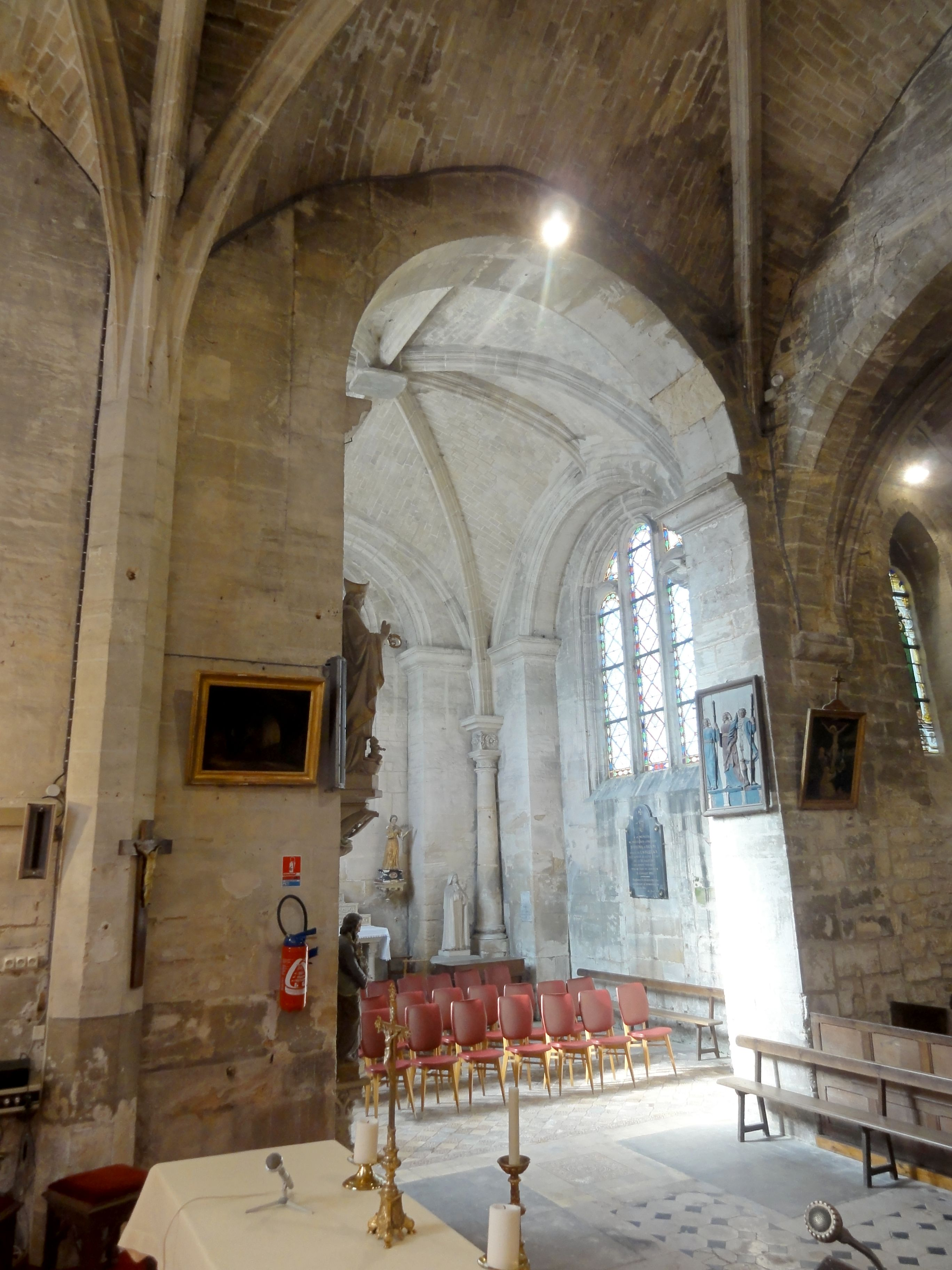
Croisée, vue vers le sud.
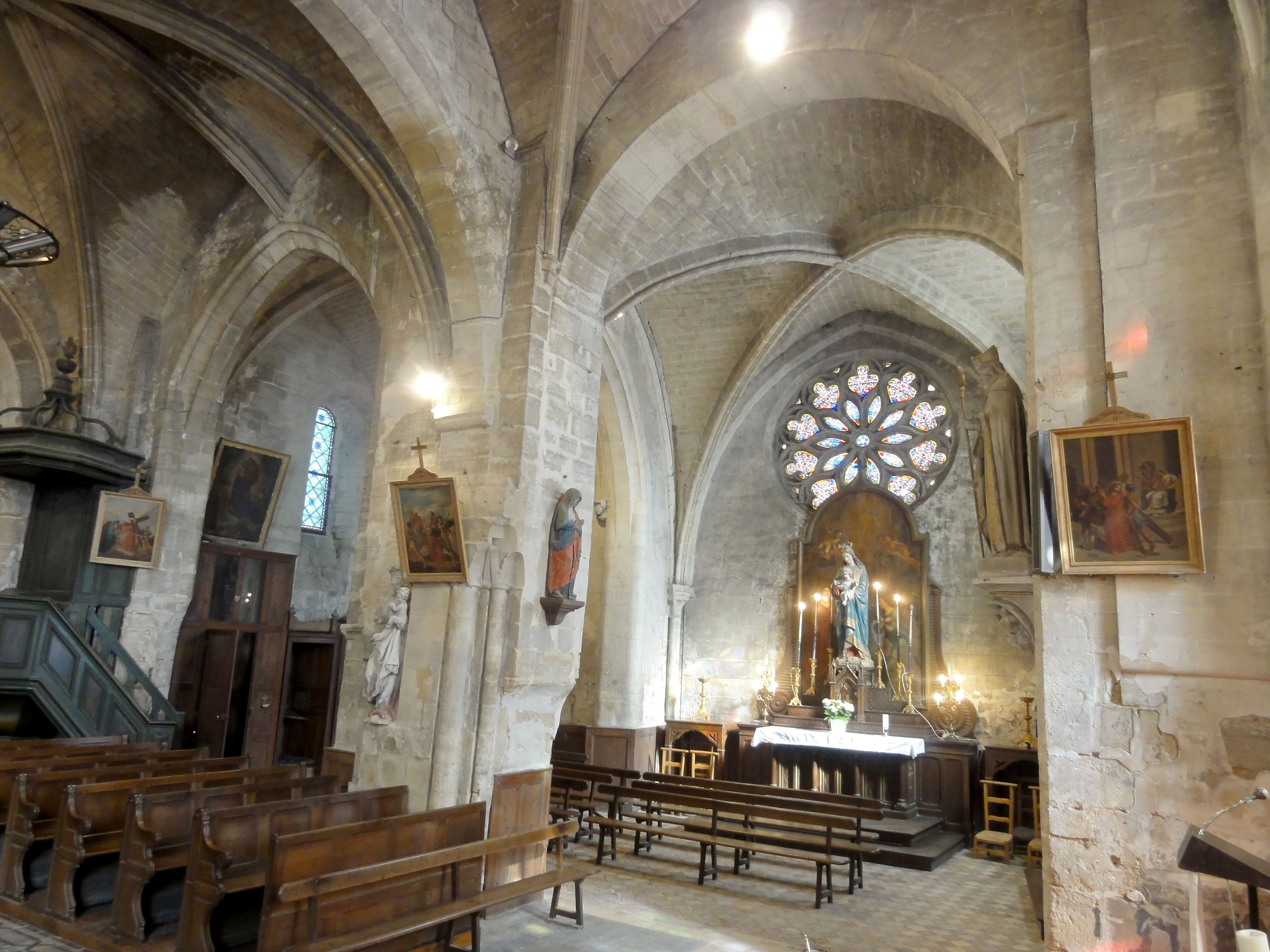
Croisée, vue vers le nord dans le croisillon.

#### Croisillon sud

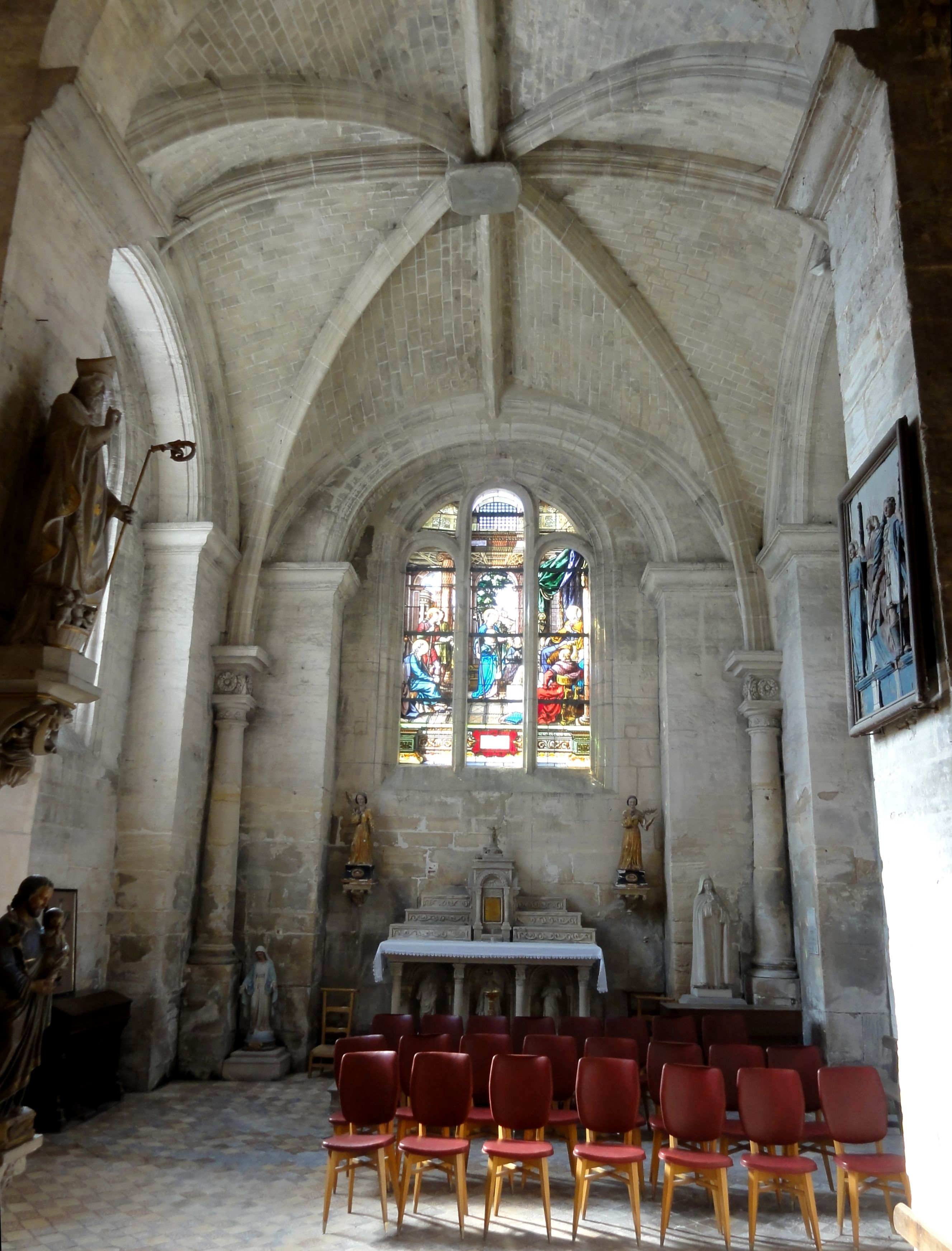
Croisillon sud.

Le croisillon sud est considéré comme ancienne chapelle seigneuriale, et c'est la chapelle des Vierges Sainte-Maure et de Sainte-Brigide depuis que leurs reliques ont été transférées en l'église paroissiale. Comme en face dans le croisillon nord, l'autel est placé contre le mur d'extrémité, au lieu d'être orienté. La est approximativement carrée, et se caractérise par une large arcade en plein cintre de chaque côté. Au nord, l'arcade établit la communication avec la croisée du transept, alors que les autres arcades sont bouchées par les murs extérieurs contenant les fenêtres. Elles permettent ainsi d'alléger les murs, la voûte ne reposant que sur les quatre piles aux angles. Les arêtes des arcades sont moulurées tout comme les impostes à leur retomber, mais l'intrados et les piédroits restent nus. Puisque les arcades n'occupent pas toute la largeur des murs, et puisque les ogives sont en plein cintre tout comme les arcades, leur retombée ne s'effectue pas à la même hauteur. Les tailloirs des chapiteaux sont effectivement situés beaucoup plus bas que les impostes des arcades. Comme supports pour les ogives, le maître d'œuvre a retenu des colonnes toscanes, dont les chapiteaux sont décorées de fleurs alternant avec des feuillages. Ils sont surmontés de sections d'entablement, dont les frises présentent une feuille d'angle et une grande fleur au milieu de chacune des deux faces libres. La corniche est formée par des moulures multiples. Chaque couple chapiteau est entablement est identique, avec d'infimes variations inévitables mais trop peu importantes pour être intentionnelles. Les bases des colonnes sont traitées en suivant fidèlement le modèle antique. La voûte d'ogives est bien sûr rattachée à l'architecture gothique, et le profil arrondi des ogives indique une date postérieure à la période flamboyante proprement dite. Des liernes s'ajoutent aux ogives, ce qui donne huit nervures au total. À leur point de rencontre, un cartouche conserve les traces d'un blason peint. Grâce à ses trois grandes fenêtres, le croisillon sud ou chapelle seigneuriale est lumineux, et son architecture produit un bel effet avec des moyens relativement simples.

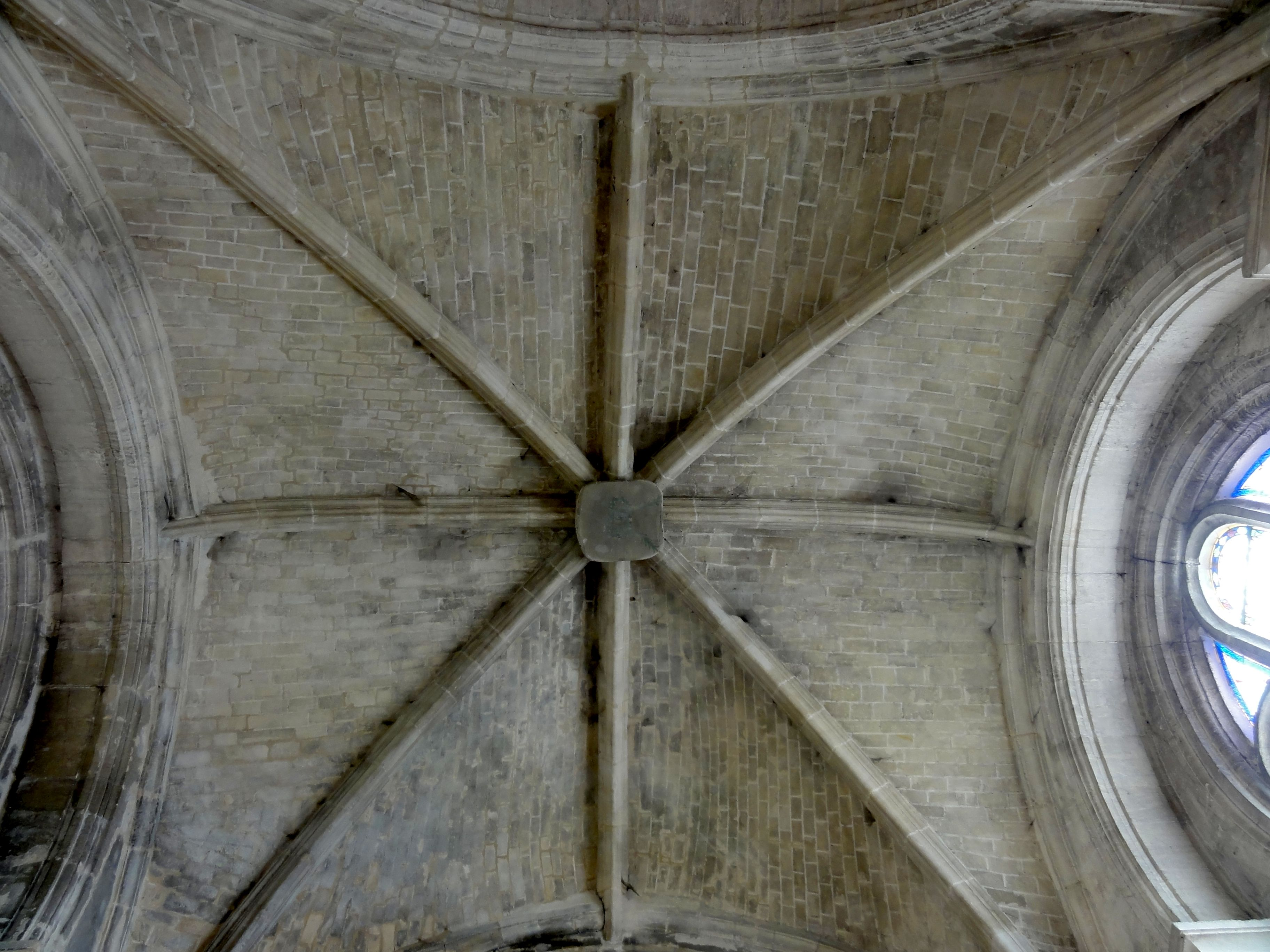
Voûte d'ogives.
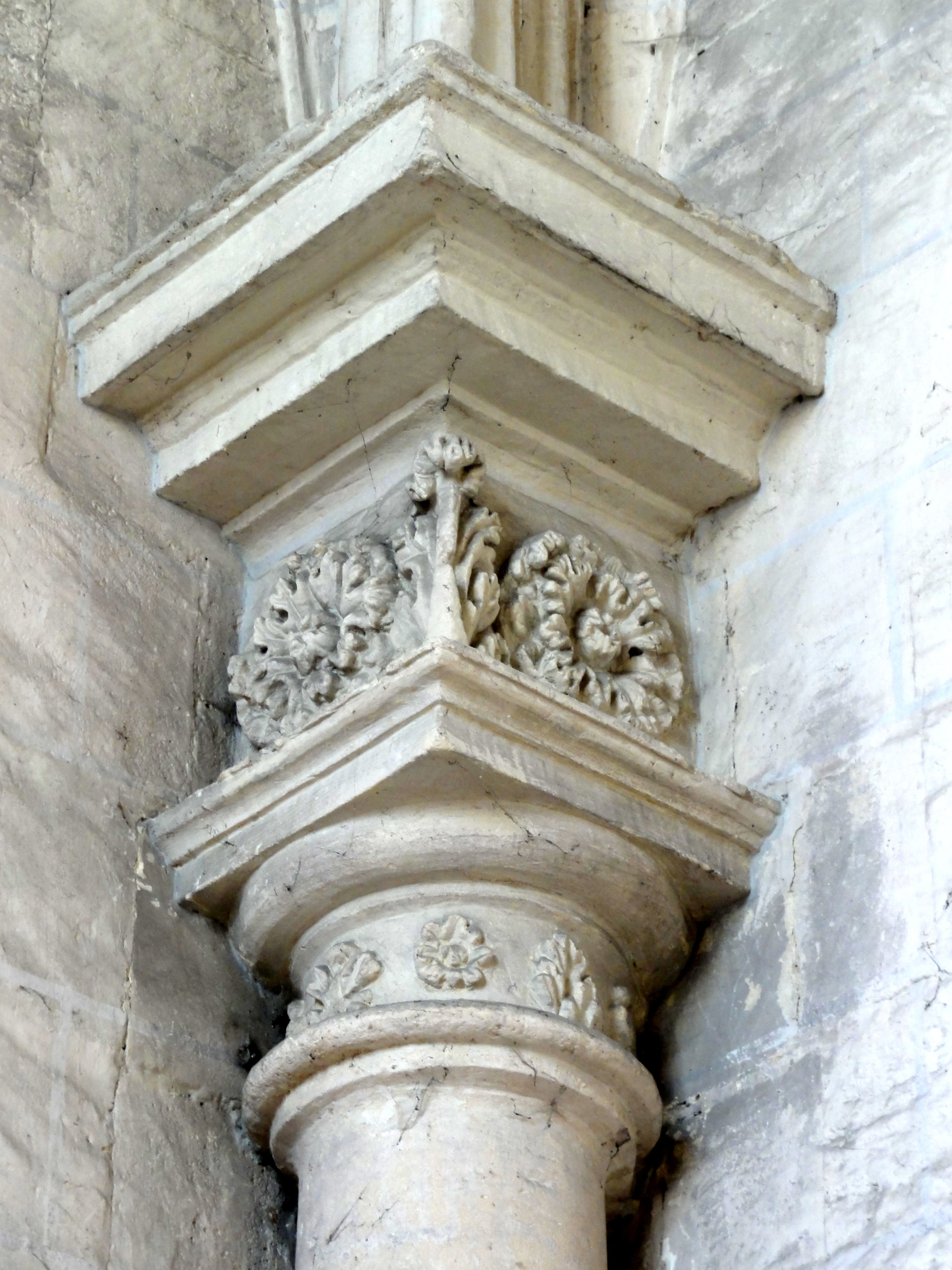
Chapiteau toscan.
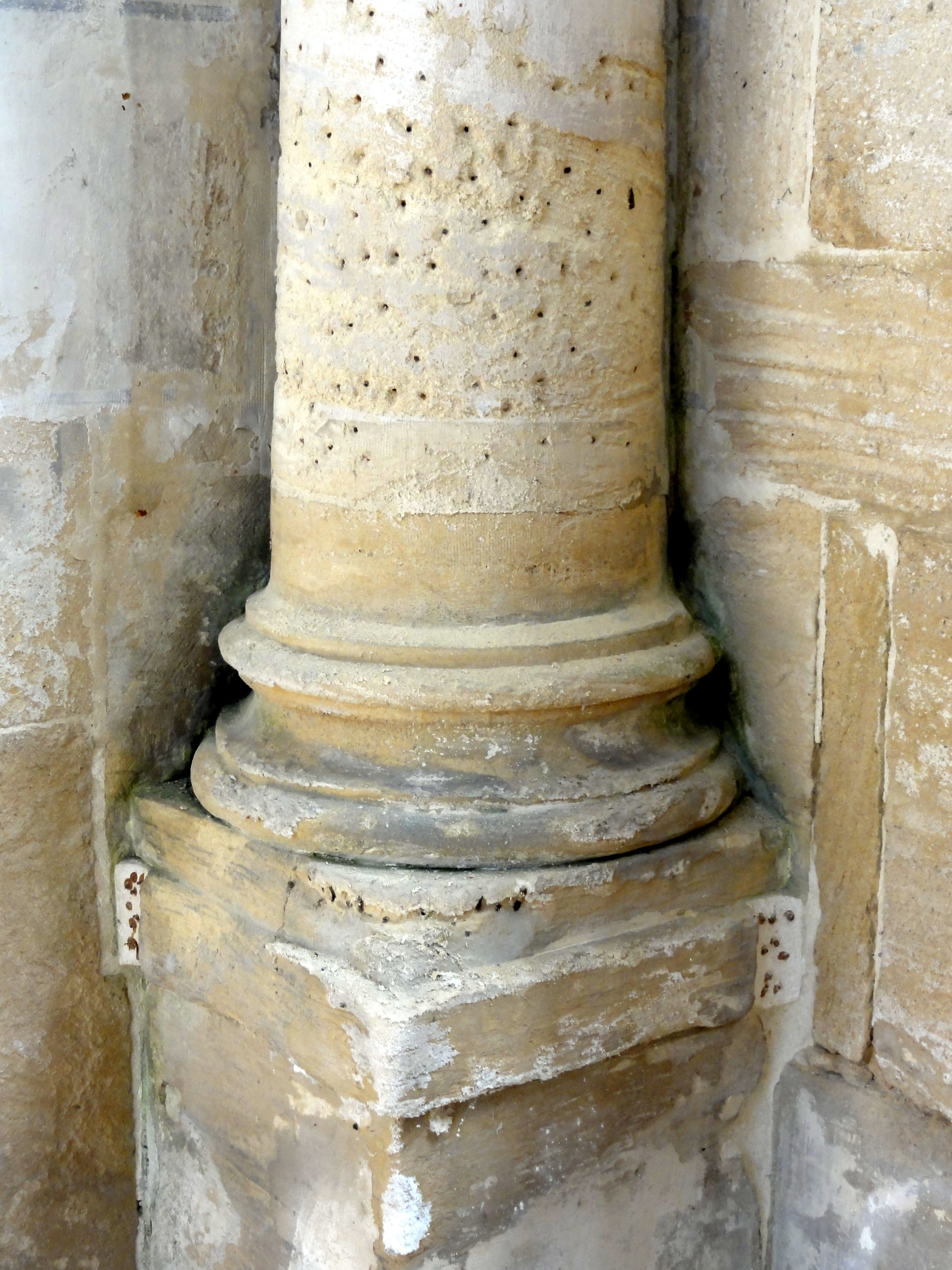
Base de colonnette.
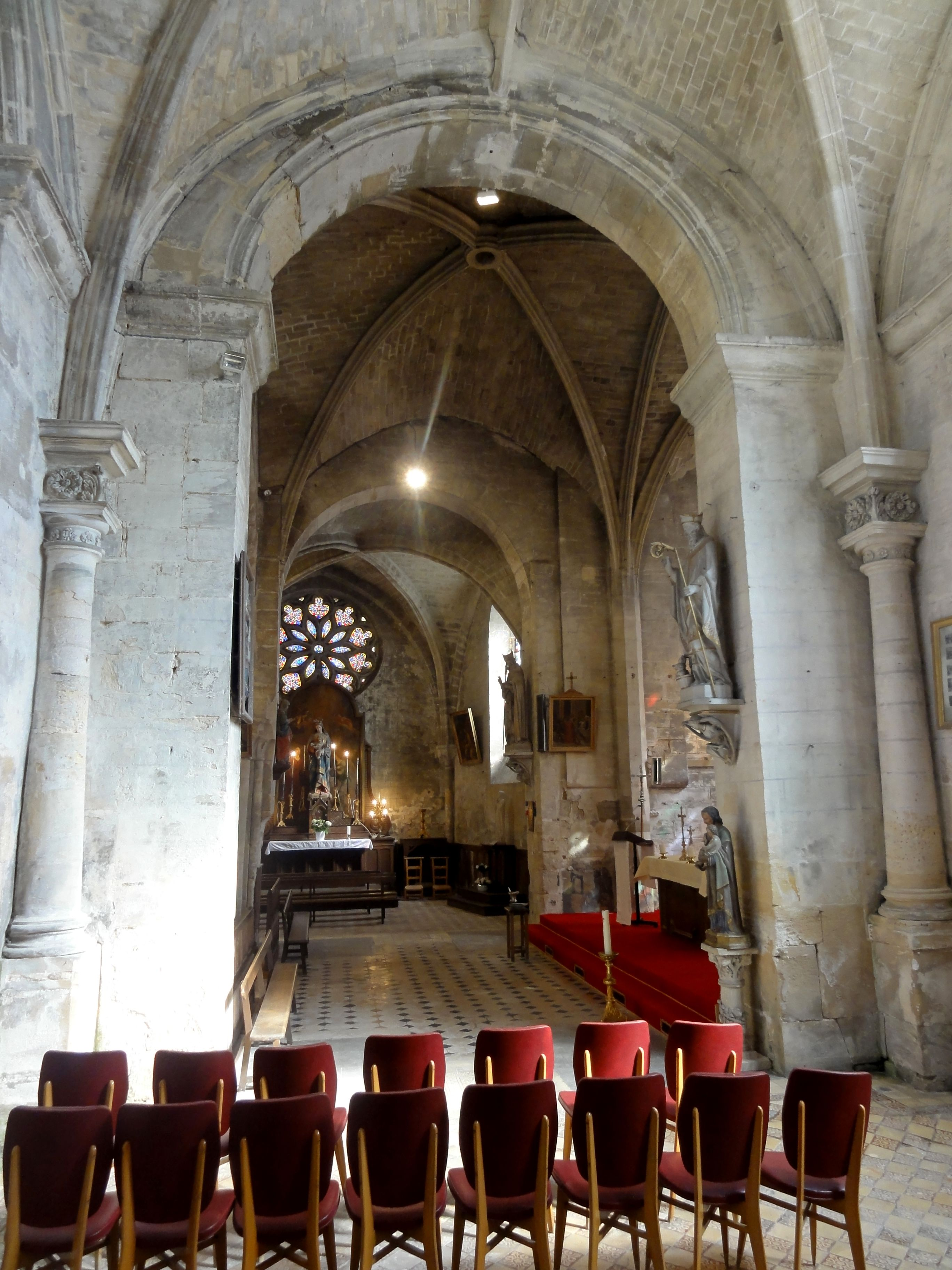
Vue vers la croisée.
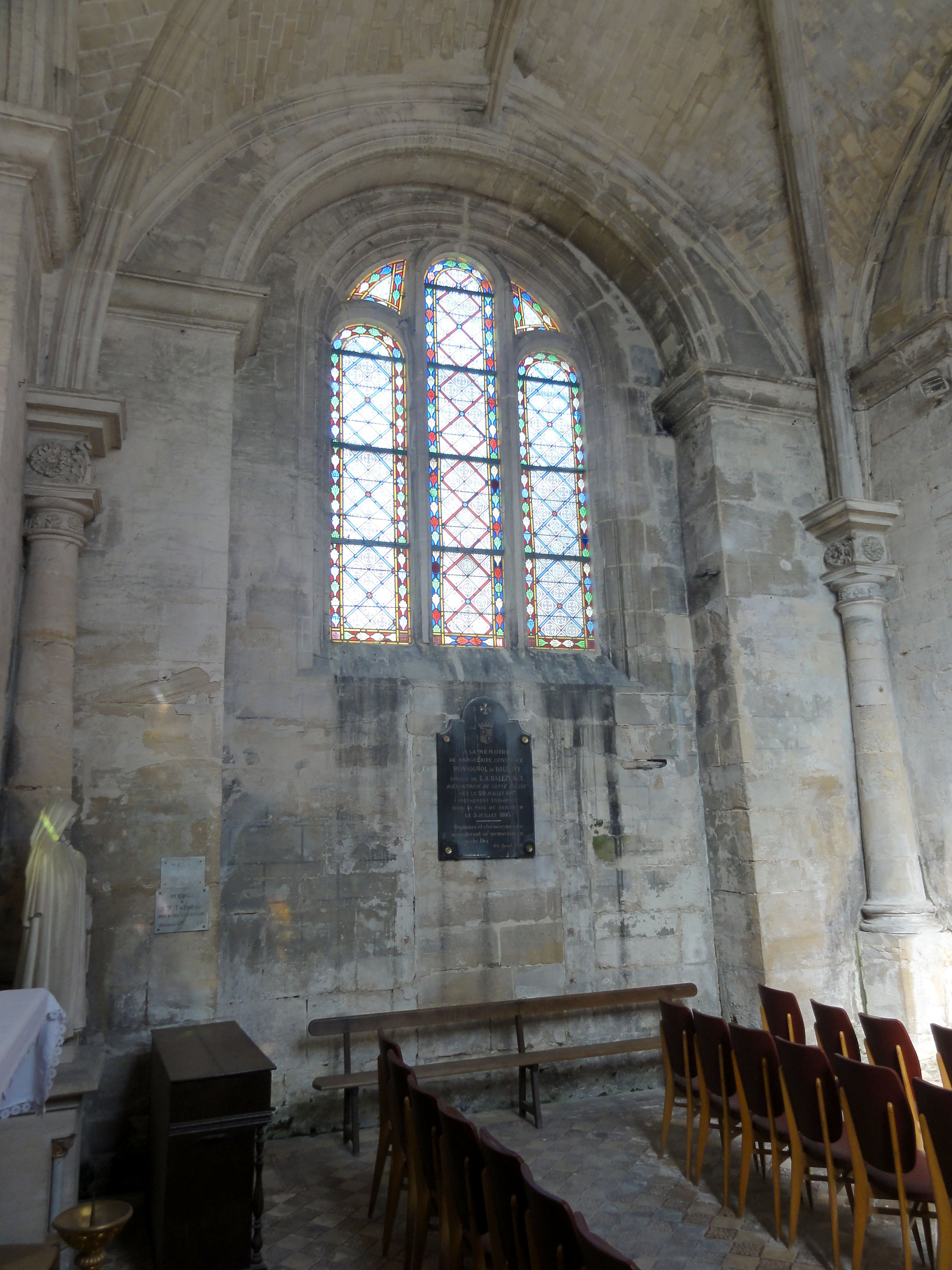
Élévation ouest.
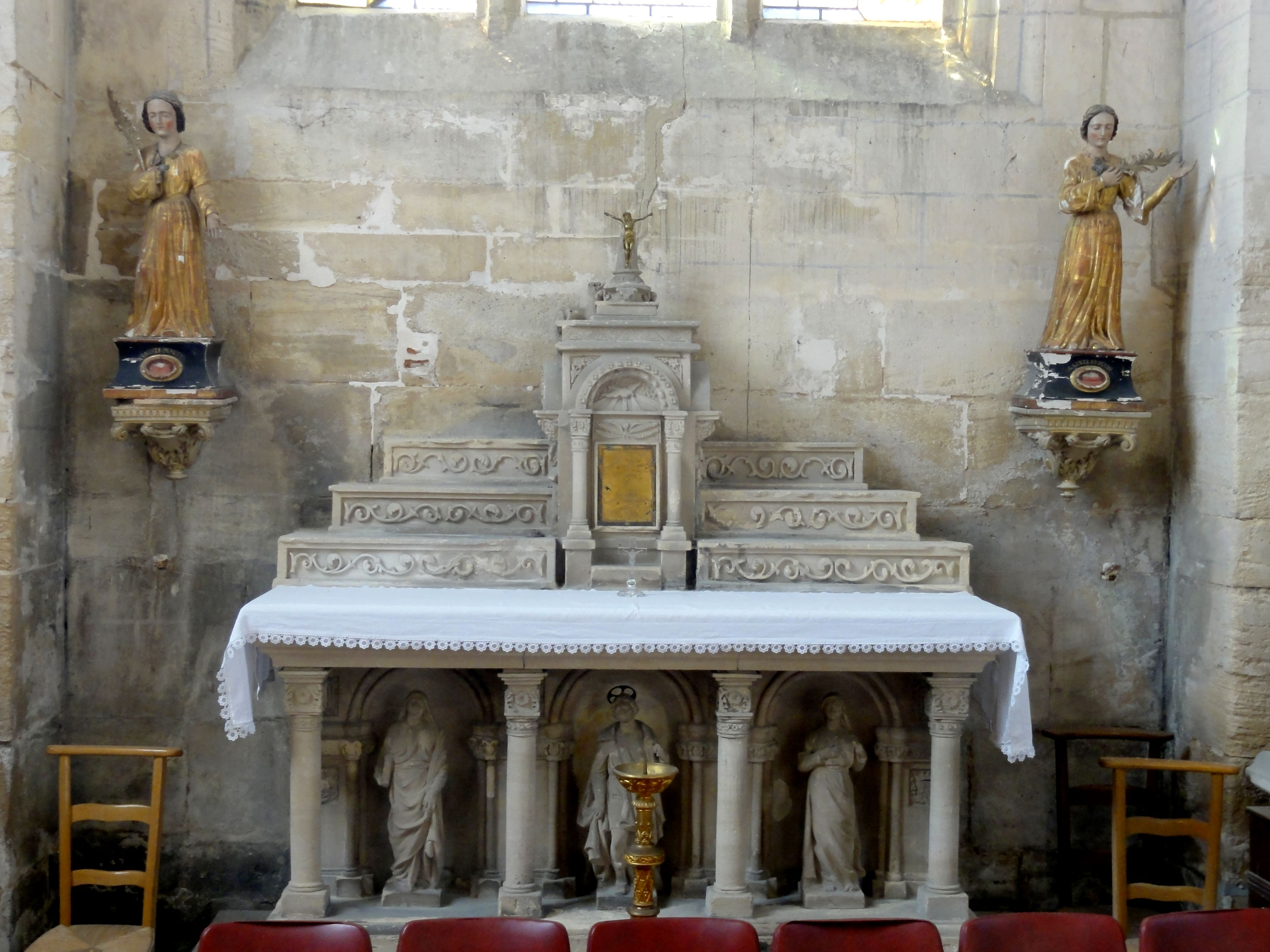
Autel des Vierges.

#### Base du clocher

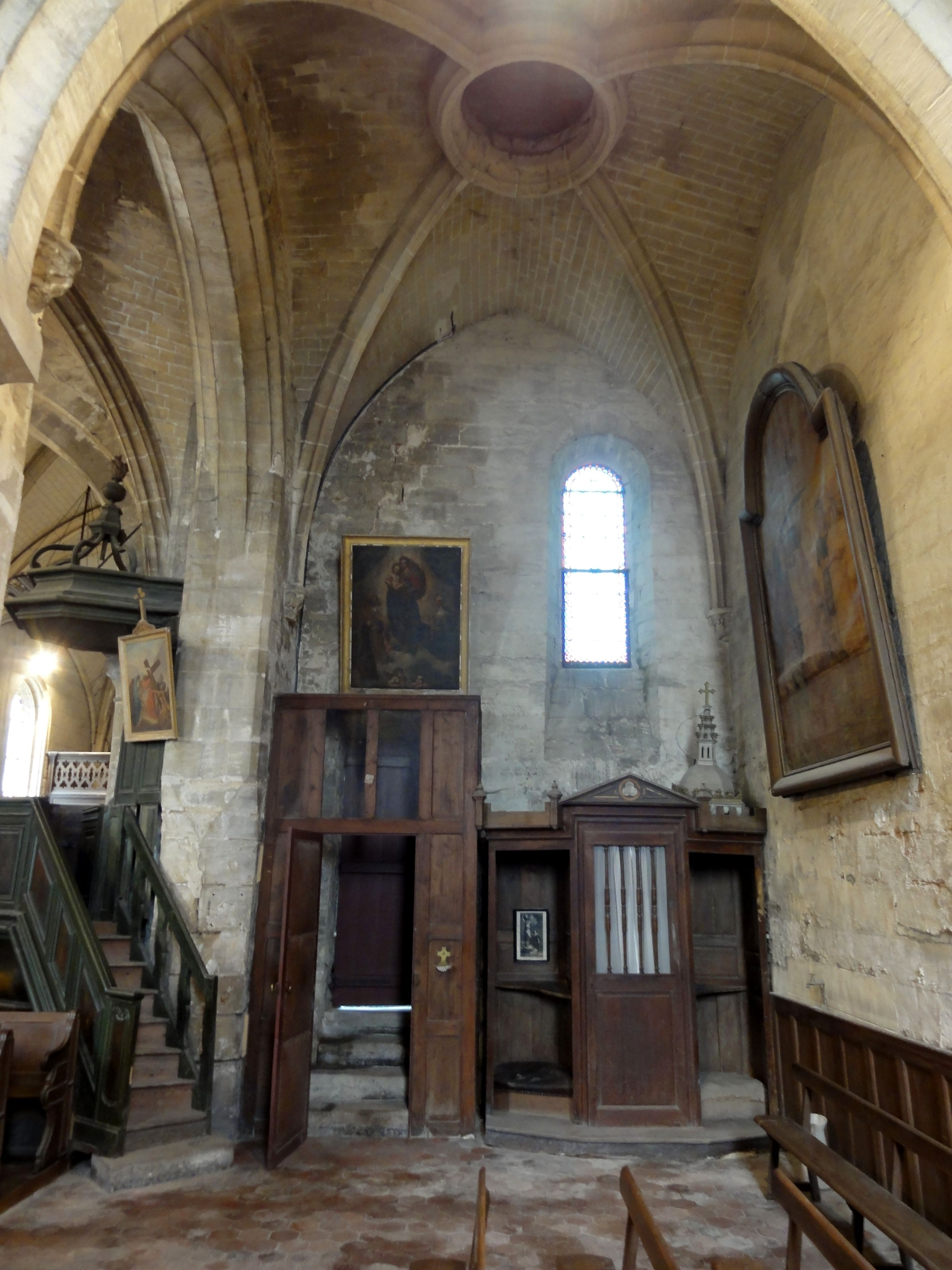
Base du clocher, vue vers l'ouest ; à gauche, la nef.

La base du clocher est une petite chapelle, qui s'insère entre la travée supplémentaire de la nef bâtie vers 1230 et deux fois remaniée, et le croisillon nord. Elle communique avec ces deux parties par des arcades de la période flamboyante, dont au moins celle vers le croisillon est susceptible d'avoir été percée dans un mur préexistent. Cette dernière arcade retombe sur un cul-de-lampe angulaire et un peu disgracieux près de la pile nord-ouest de la croisée du transept, et n'a pas de supports de l'autre côté, où le piédroit a été arrondi. L'autre arcade semble résulter de l'exhaussement d'une arcade remontant à la période romane, et dont subsiste encore une colonnette à chapiteau du rouleau supérieur côté est, visible depuis la travée supplémentaire de la nef. Le piédroit côté ouest a été entaillé afin de laisser la place à l'escalier de la chaire, de sorte que la colonnette analogue qui devait exister ici a disparu. Les colonnettes supportant le rouleau inférieur ont elles aussi disparu, car l'arcade a également été élargie. Les deux arcades de la base du clocher et celle à l'intersection entre la travée supplémentaire de la nef et la croisée sont taillées de la même façon, et présentent une large gorge en dessous d'une gorge plus étroite, mais les deux premières sont en tiers-point, alors que la dernière est en cintre surbaissé (elle est susceptible d'être contemporaine de la chapelle seigneuriale). Ce détail donne à penser que la base du clocher est nettement plus ancienne que le clocher lui-même, et même un peu plus ancienne que le croisillon sud. Les culs-de-lampe recevant les ogives de la voûte parlent dans le même sens, car ils affichent une iconographie caractéristique de la période flamboyante : petits animaux fantastiques ou chimères, et feuilles frisées. En revanche, l'unique fenêtre qui éclaire la base du clocher depuis l'ouest est en plein cintre, et elle ne peut donc pas être beaucoup antérieure au milieu du XVIe siècle (elle est située trop haut pour correspondre à l'ancienne chapelle romane). Une seconde fenêtre existait apparemment au milieu du mur du nord, car ses contours se devinent au-dessus du grand tableau qui est accroché. Reste à mentionner la porte d'entrée dans le mur occidental : la vocation de la chapelle est donc en premier lieu celle d'un second porche. On y sonnait aussi la cloche jusqu'à son automatisation. Le grand trou au sommet de la voûte permettait de descendre ou de remonter la cloche en cas de besoin, tandis que la corde passait par le petit trou.

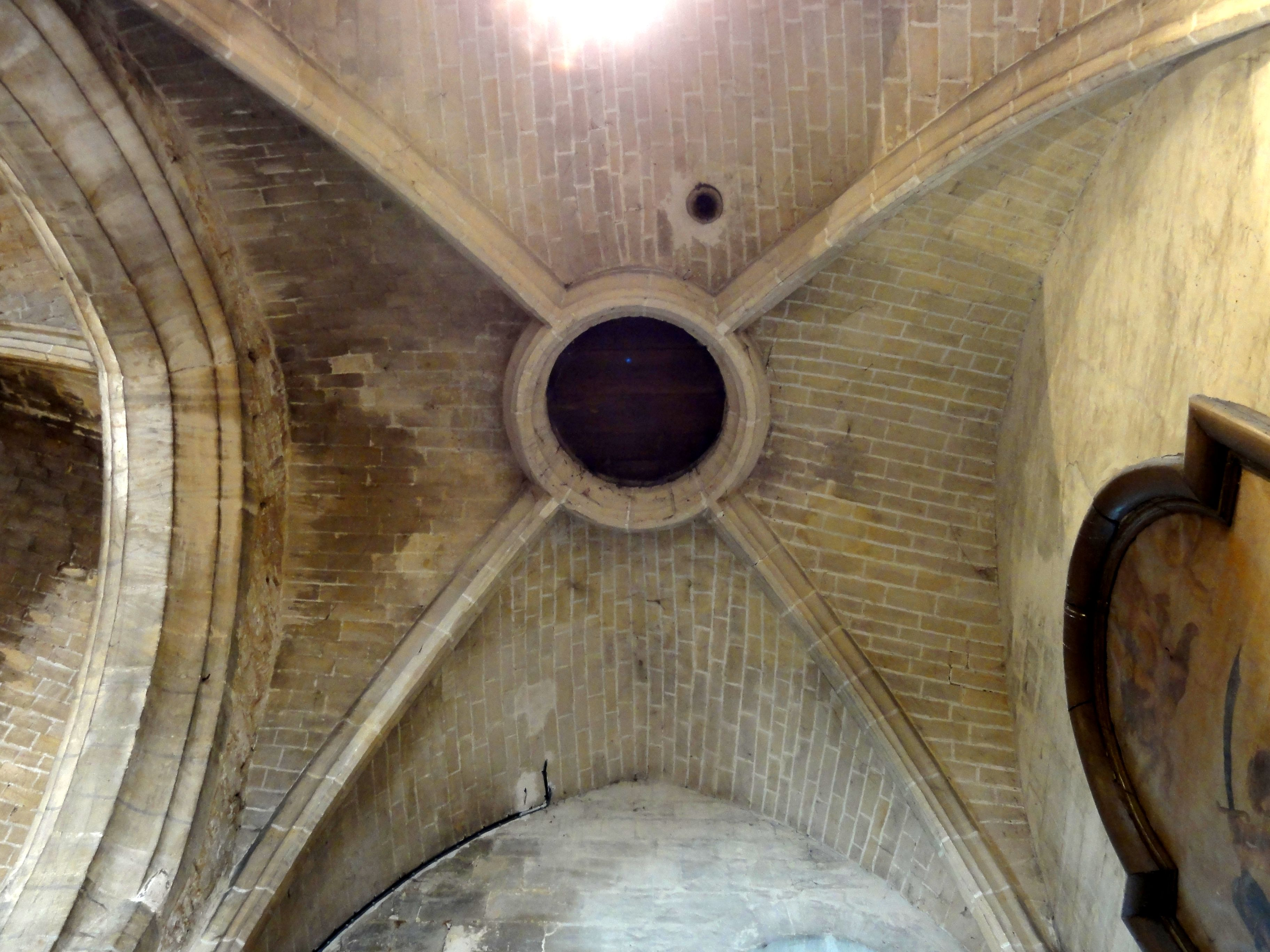
Voûte avec trou de cloche.
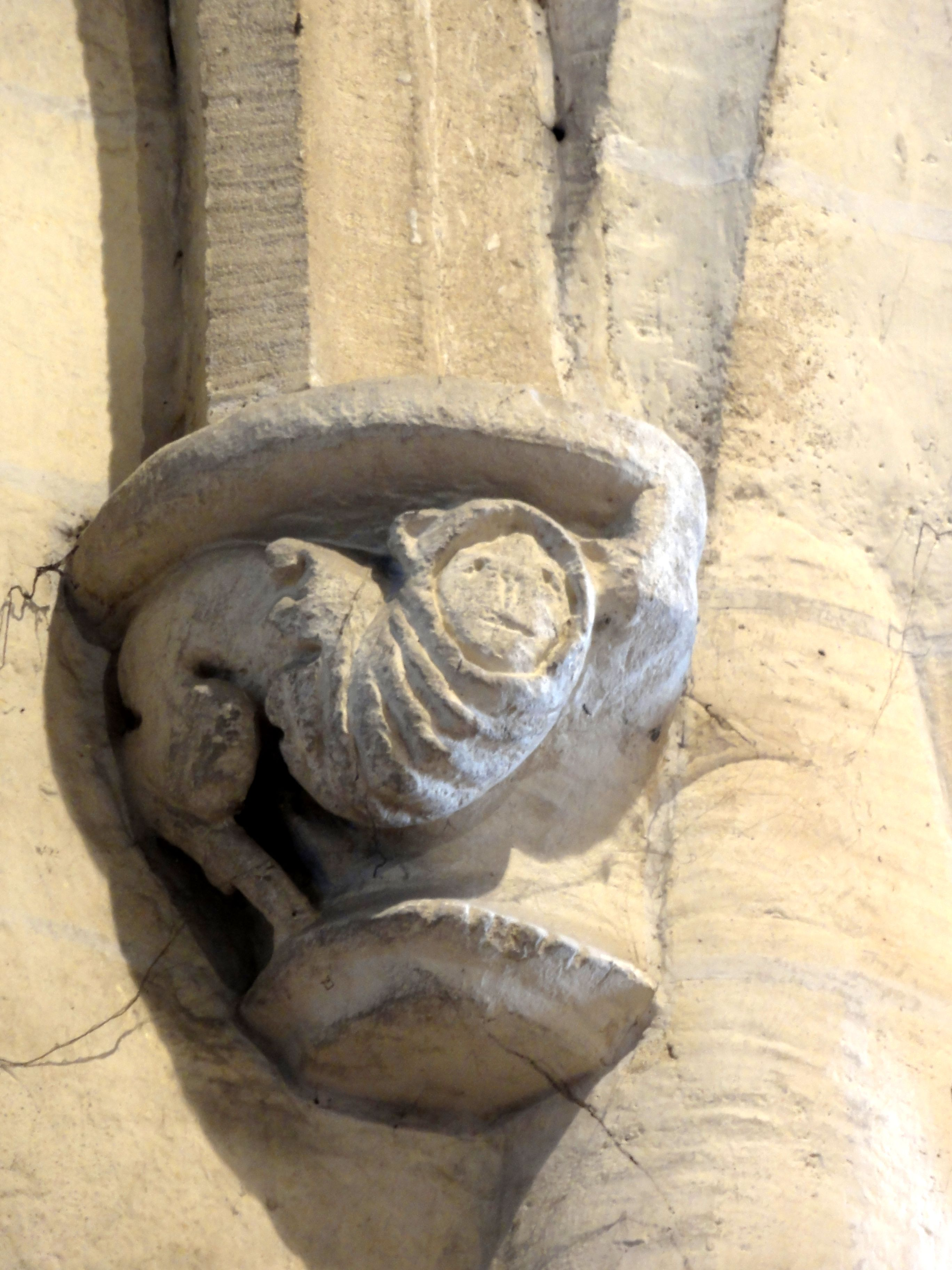
Cul-de-lampe.
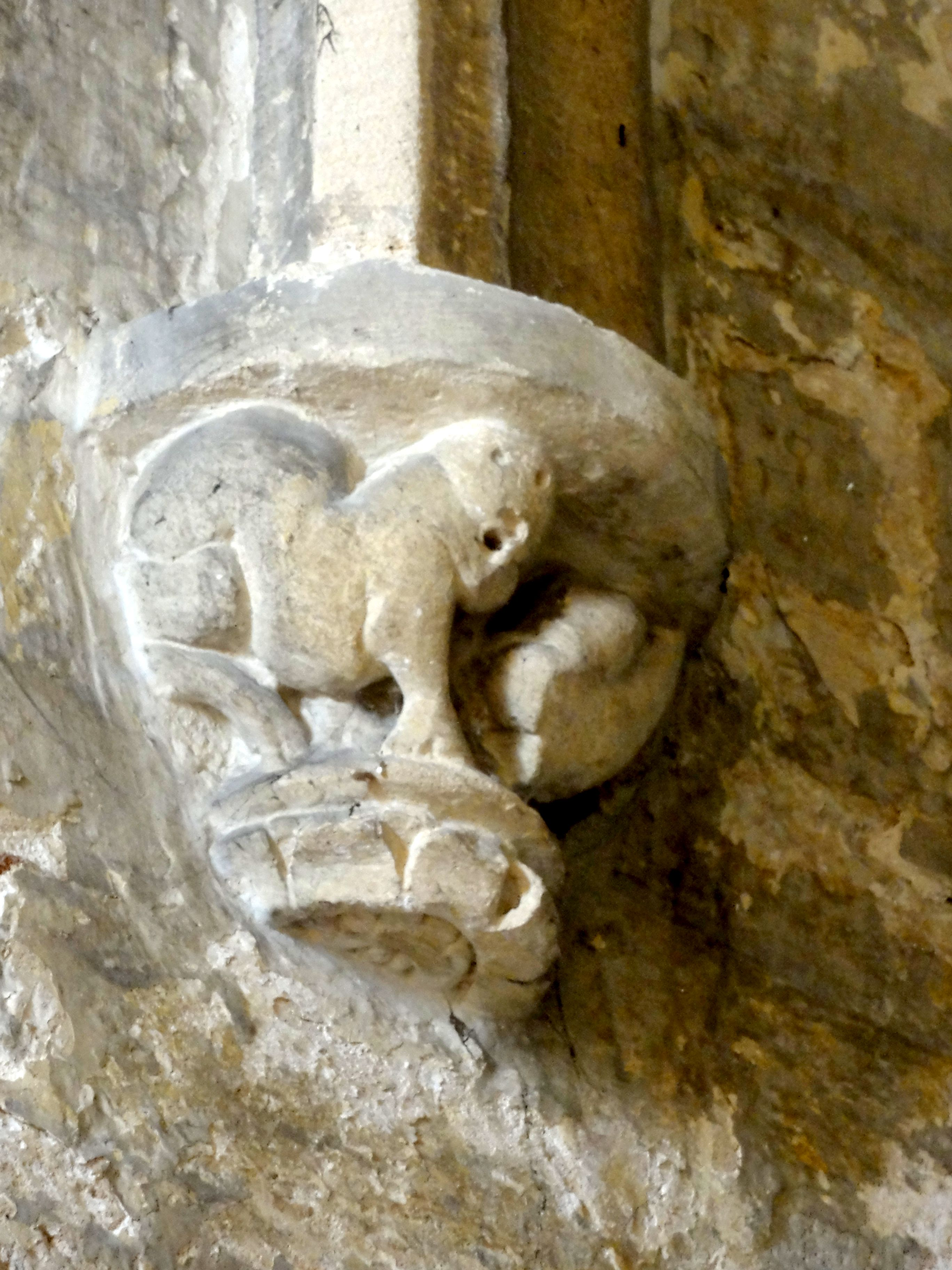
Cul-de-lampe.
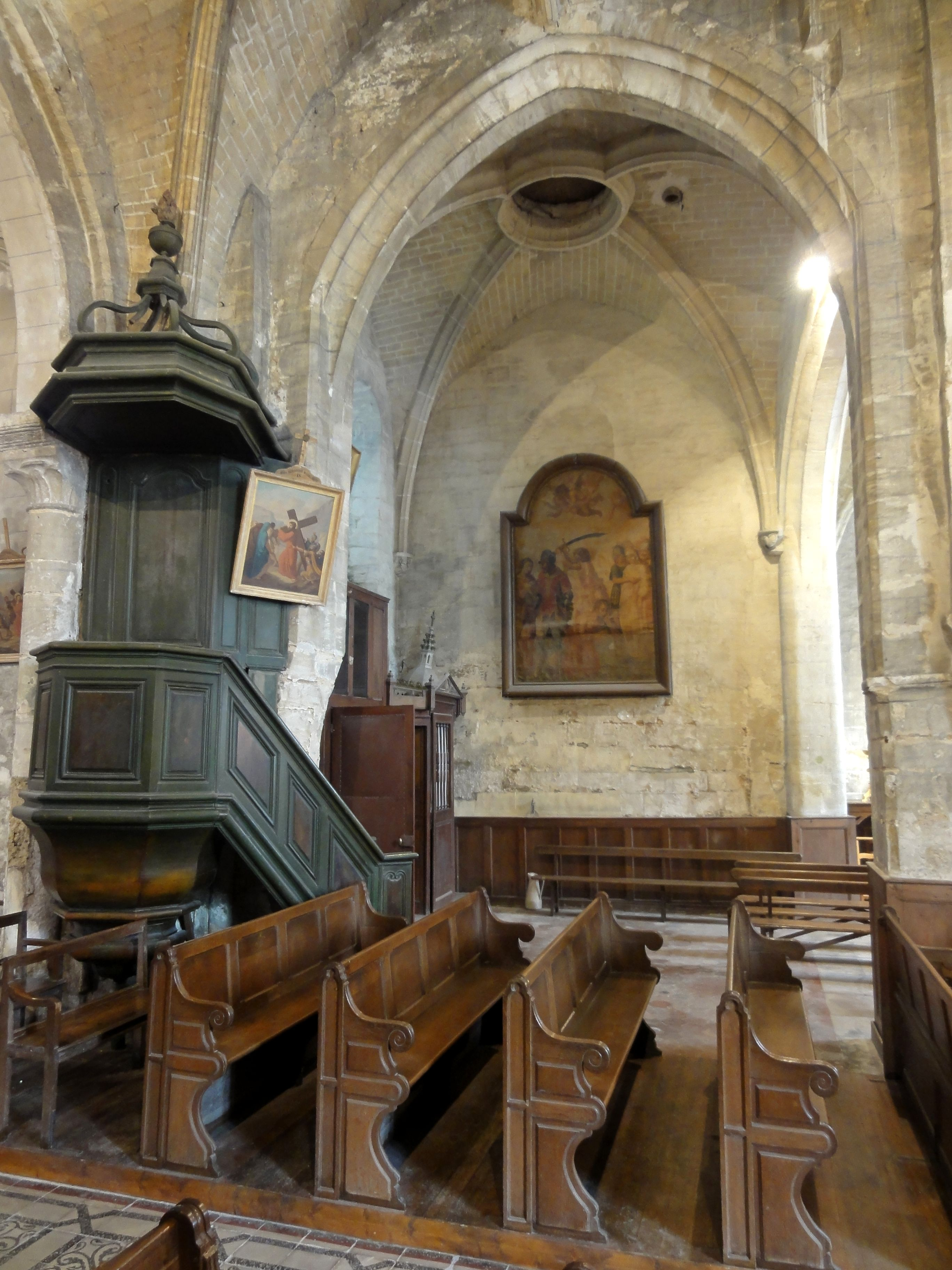
Vue vers le nord.
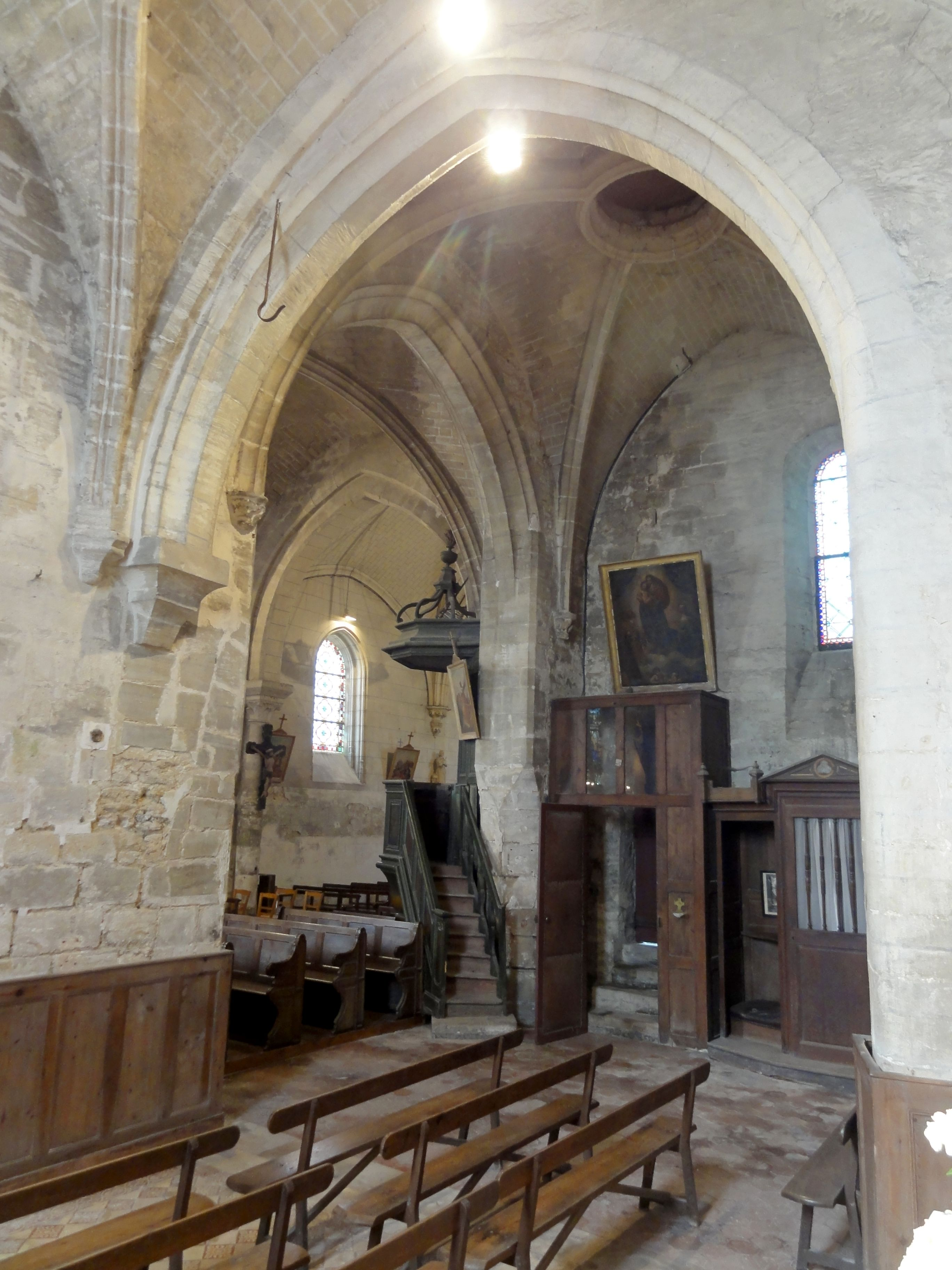
Vue vers le sud-ouest.
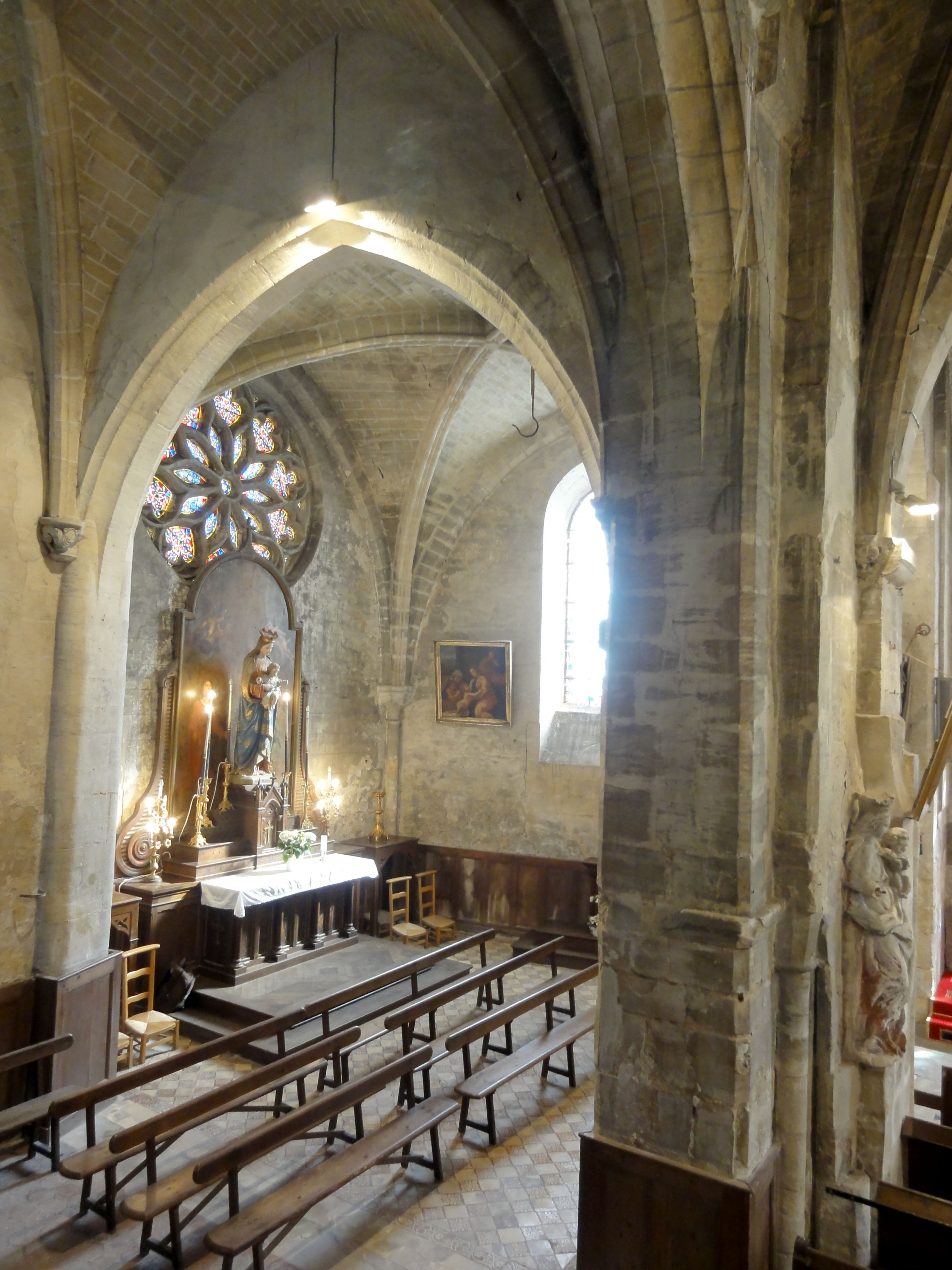
Vue vers le nord-est.

## Mobilier

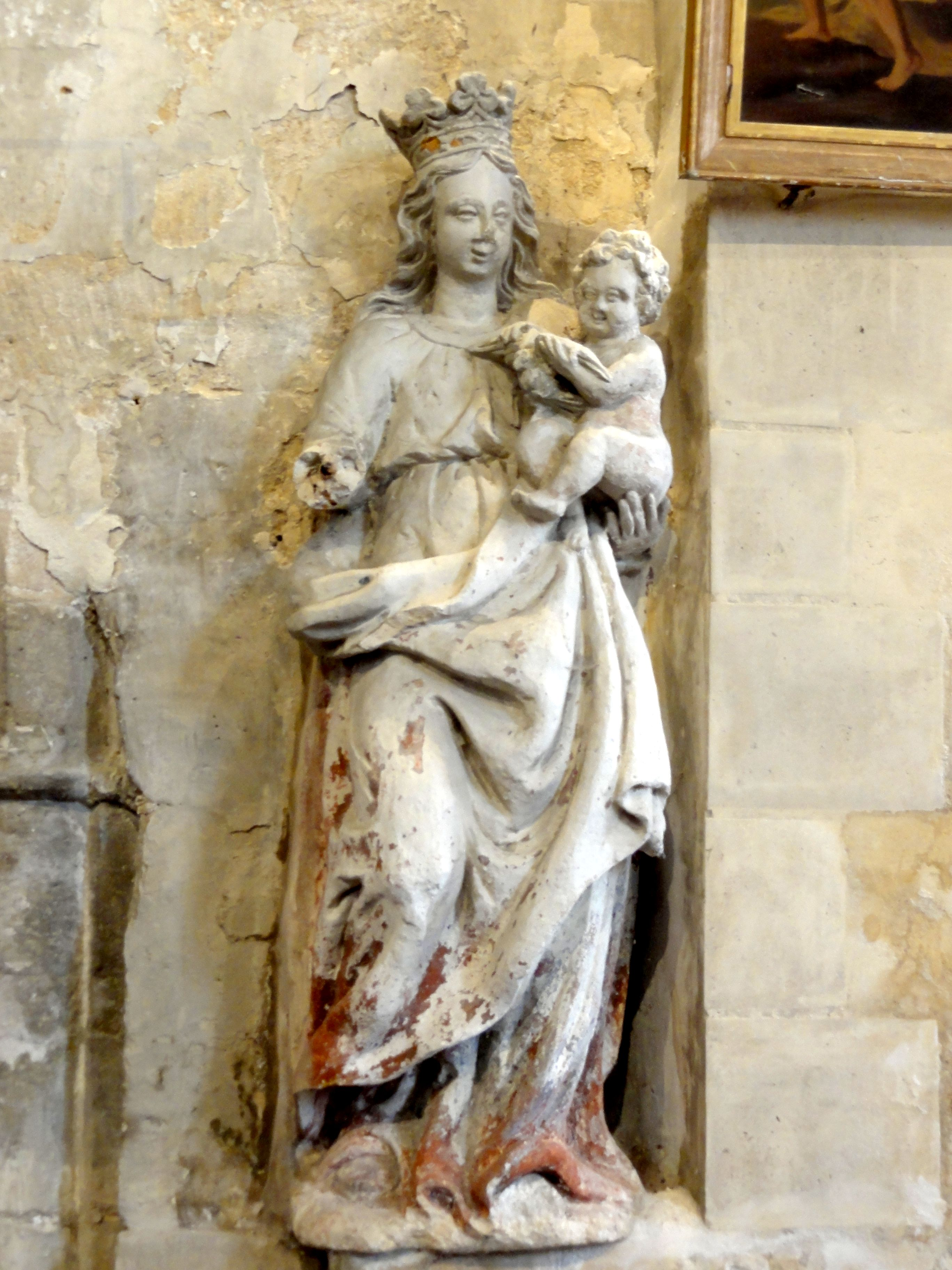
Vierge à l'Enfant.

L'église ne renferme qu'un unique objet classé monument historique au titre objet. Il s'agit d'une statue de la Vierge à l'Enfant en pierre, haute de 134 m et datant du XVIe siècle, accrochée au sud de la pile nord-ouest de la croisée du transept. Elle a été classée par arrêté du 5 décembre 1908,. La mère est très expressive, avec des drapés de robe peints (du rouge et du bleu apparaissent sous le badigeon). L'Enfant Jésus tient un oiseau dans ses mains ; la main droite de la Vierge, maintenant brisée, tenait une grappe de raisin d'après Antoine-Joseph Warmé.
Les trois vitraux du chœur et celui de la chapelle sud sont essentiellement consacrés à des épisodes de la vie et du martyre des saintes Maure et Brigide et de saint Épin leur frère, classés en 1982. Ces vitraux ainsi que le vitrail du bras sud du transept ; le petit porche d'entrée et sa rosace située sous le pignon (à voir le vitrail de l'intérieur) ; les fonts baptismaux décorés de thèmes locaux sculptés par Gustave Redon en 1888 ; et les fausses voûtes d'ogives en plâtre du bas de la nef ont été offerts par la famille Rossignol entre 1870 et 1895.
Beaucoup de statues anciennes ont disparu aujourd'hui. On observe encore des statues de sainte Catherine de Sienne ; deux statues de saint Léger (une à l'extérieur au-dessus du porche, et une à l'intérieur) ; une statue de saint Éloi ; une statue de saint Nicolas ; et une Vierge de douleur provenant d'une poutre de gloire (mais pas le saint Jean assorti). Un bas-relief en bois, sans doute un fragment de retable, représente apparemment les saintes Maure et Brigide accompagnées de leur frère Épin : deux tiennent un bâton de pèlerin ; la Vierge au centre tient la palme du martyr. De part et d'autre de l'autel de la chapelle seigneuriale du croisillon sud, deux statues données par Michel Allard d'Ercuis en 1876 représentent sainte Maure et sainte Brigide. Leurs reliques sont enchâssées au pied des statues.

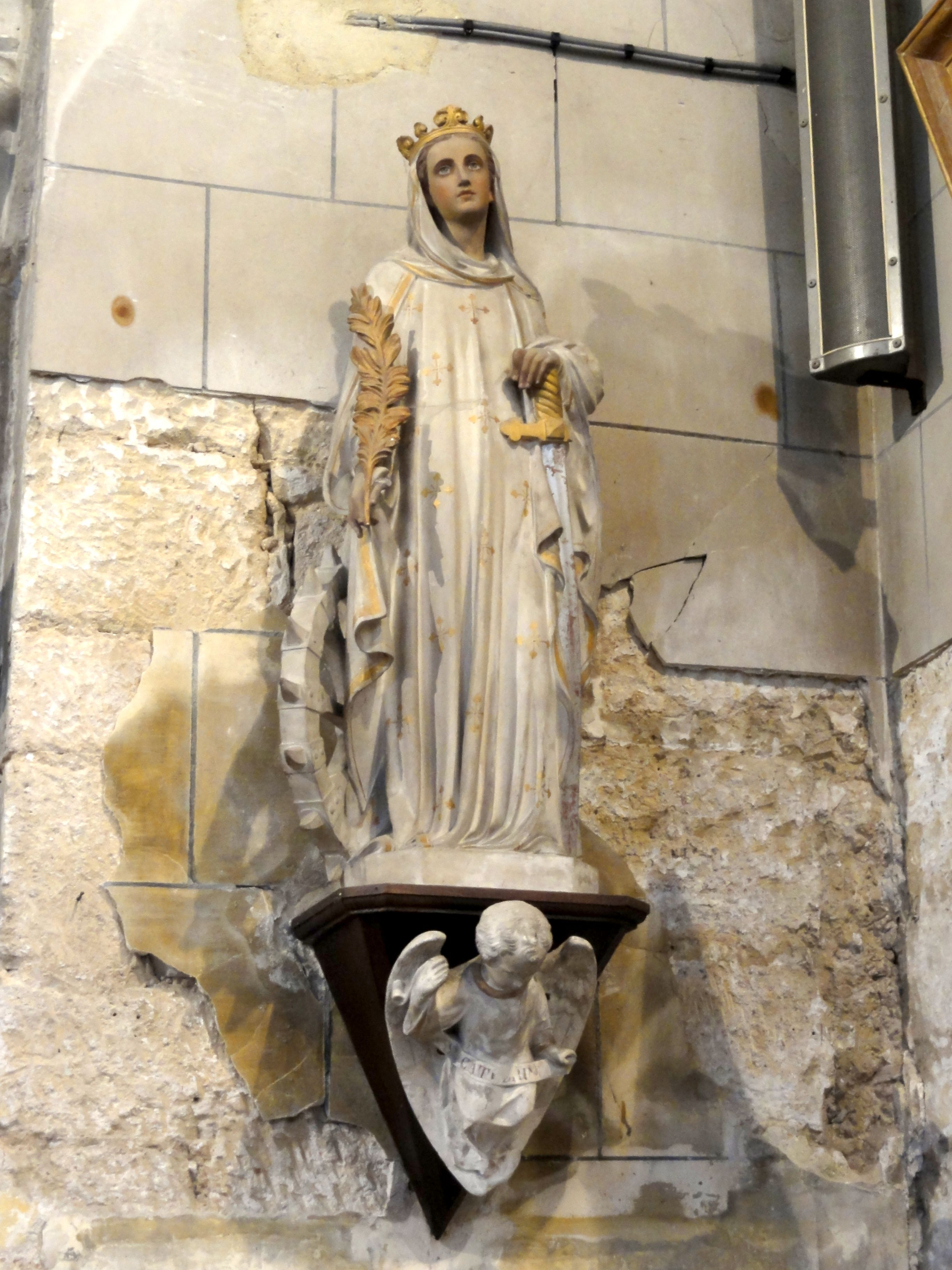
Statue de sainte Catherine.
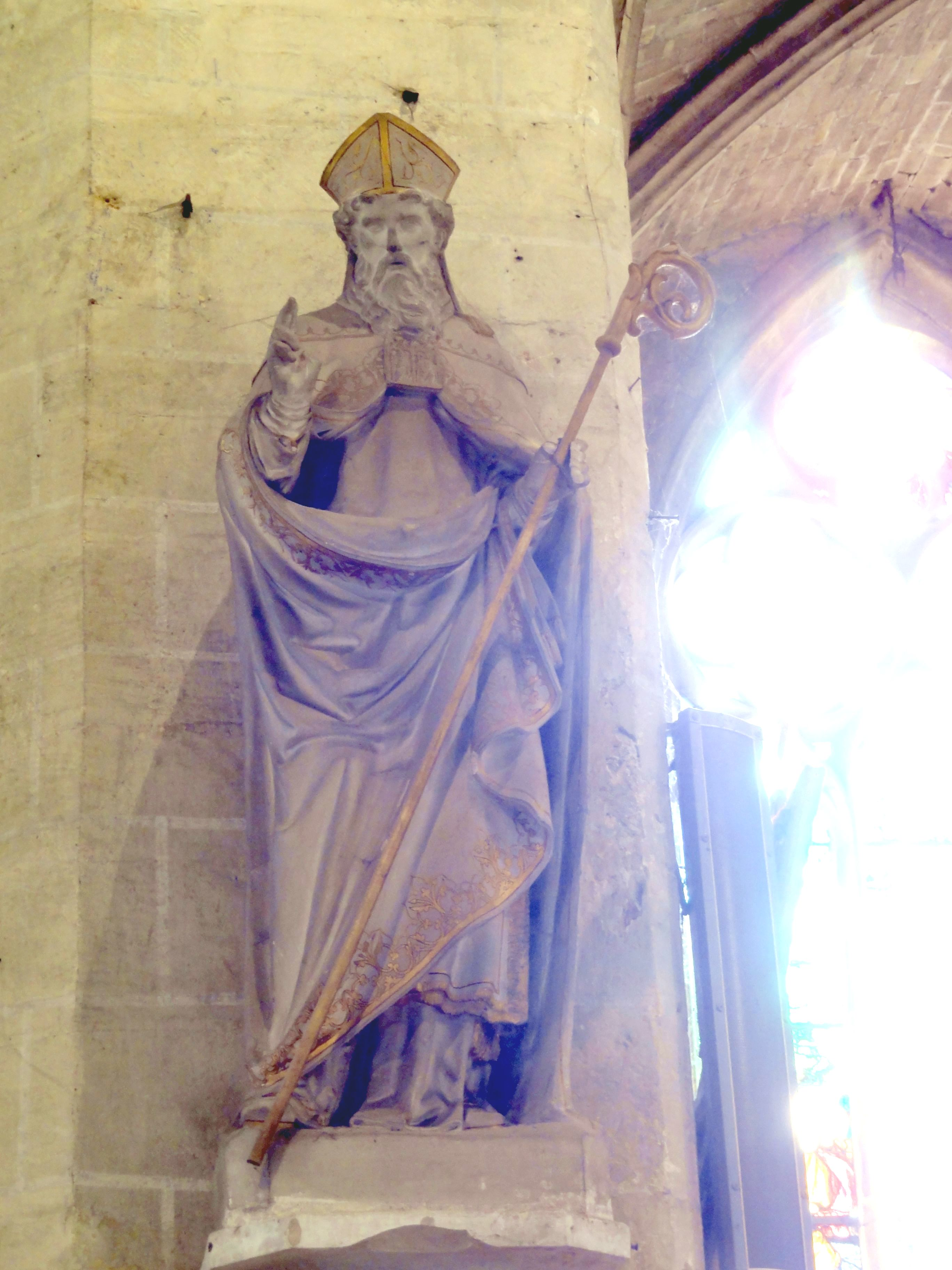
Statue de saint Léger.
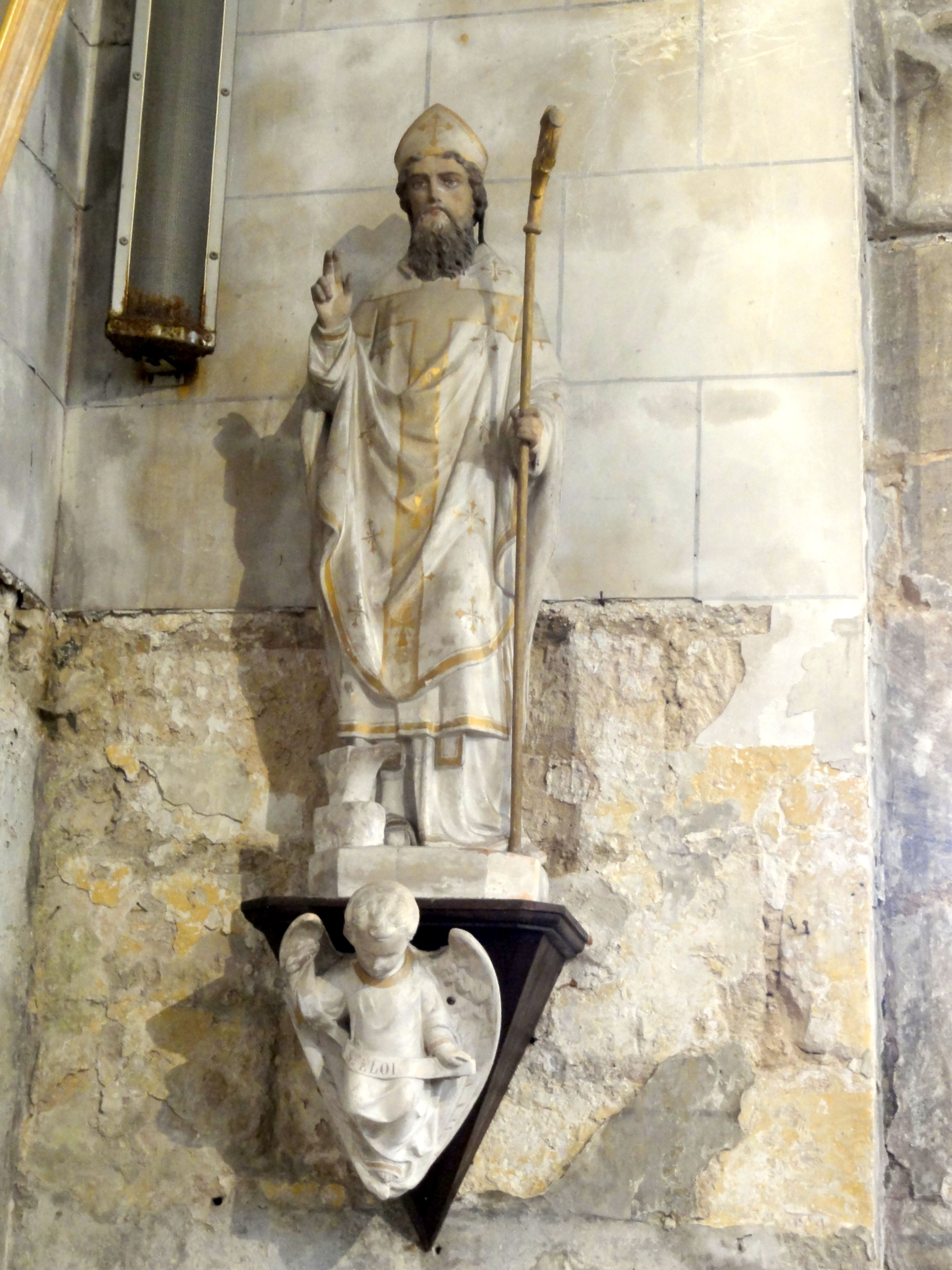
Statue de saint Éloi.
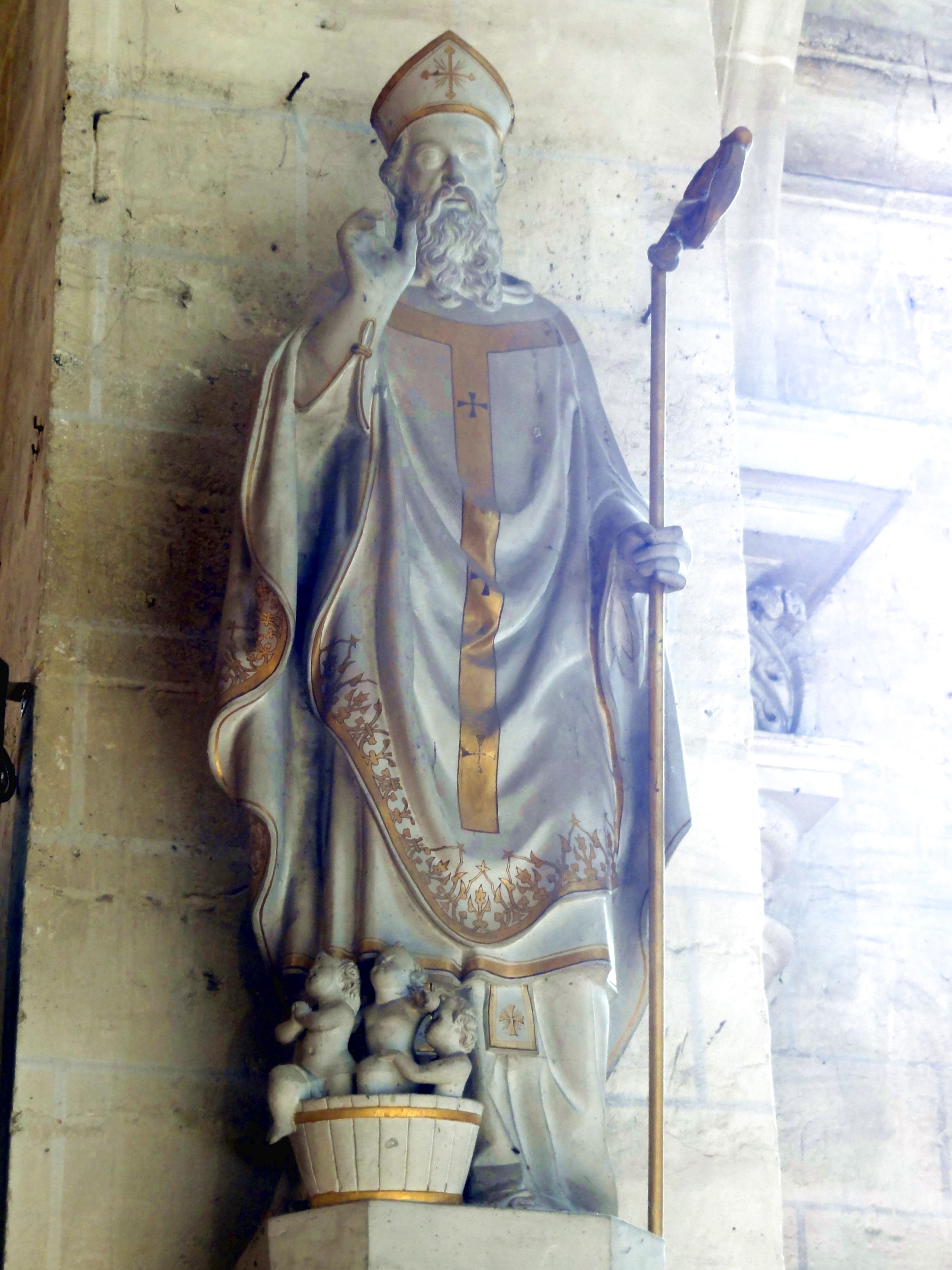
Statue de saint Nicolas.
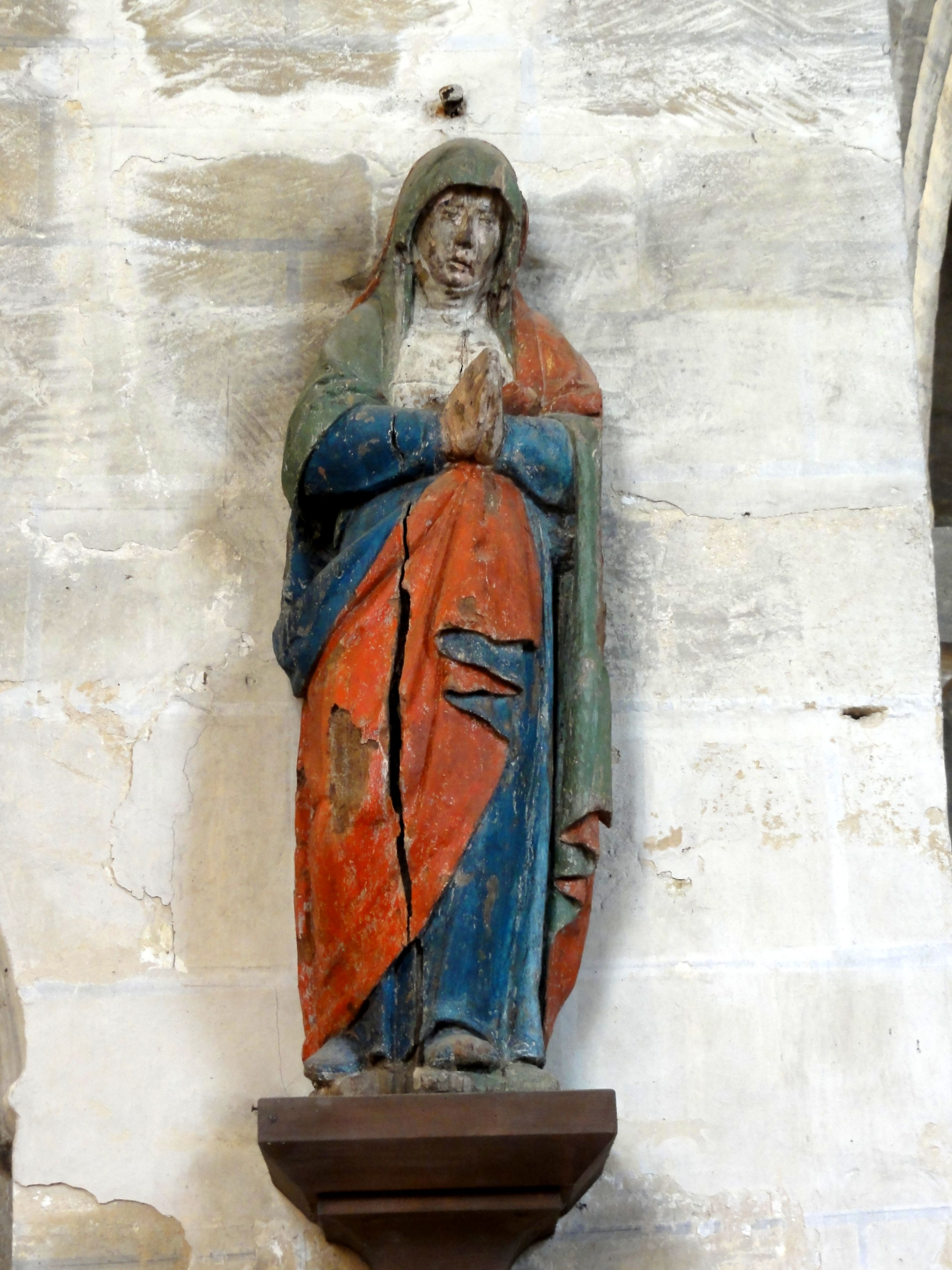
Vierge de douleur.
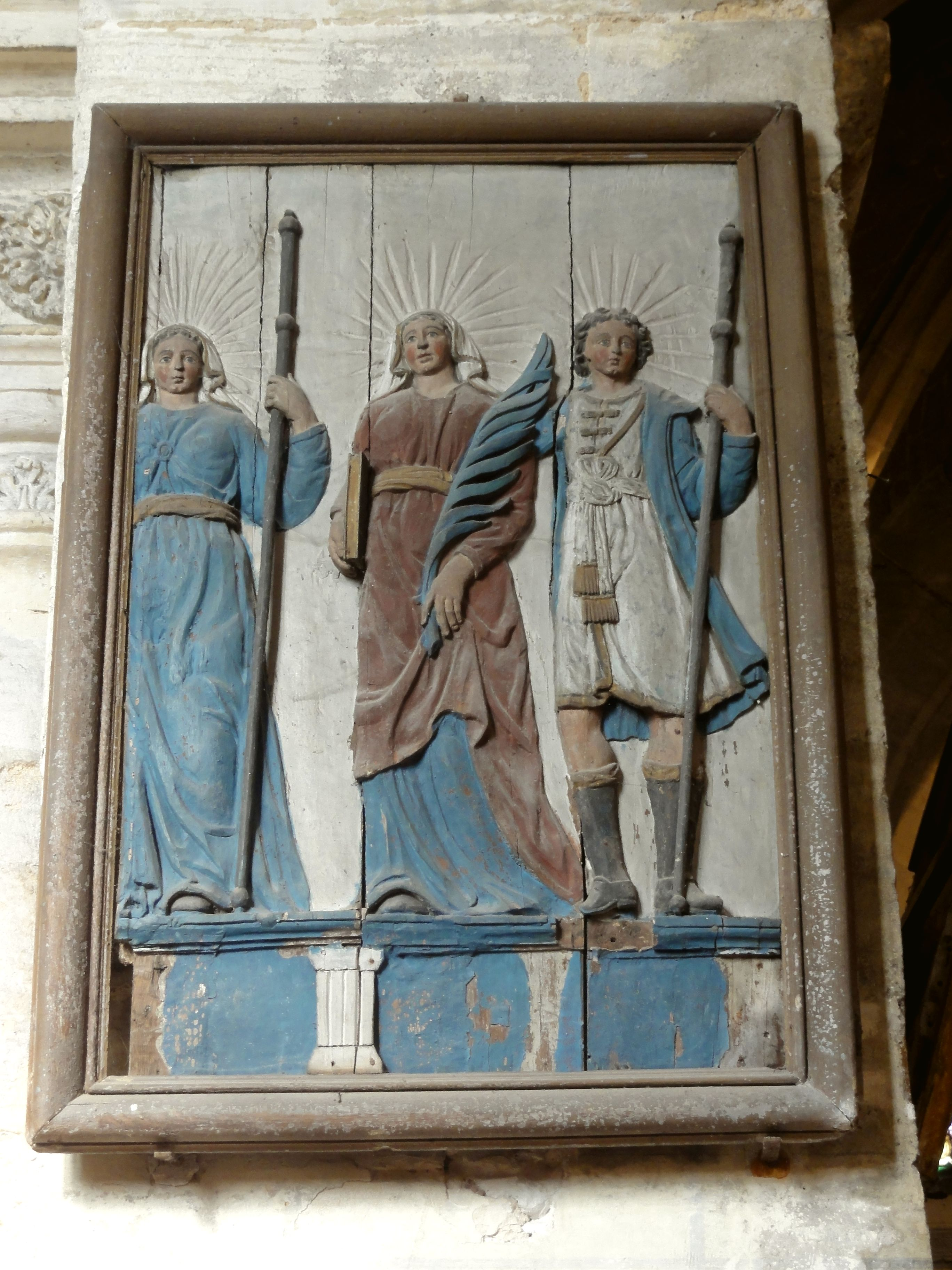
Fragment d'un retable.